# Néo-rétro
 (octobre 2024).
Si vous disposez d'ouvrages ou d'articles de référence ou si vous connaissez des sites web de qualité traitant du thème abordé ici, merci de compléter l'article en donnant les références utiles à sa vérifiabilité et en les liant à la section « Notes et références ».
Néo-rétro (de néo [nouveau] et rétro [ancien]) est un style ou une tendance en design, caractérisé par un mélange de styles nouveau et ancien, variante des styles rétro, vintage, Streamline Moderne, Kustom Kulture, ou rétrofuturiste. Ce style s'inscrit plus largement dans le mouvement néoclassique et postmoderne.

## Étymologie
Néo, du grec ancien néos (« nouveau ») qui exprime la nouveauté.
Rétro, qui appartient au passé, style rétro, reprenant des codes anciens en design, arts, musique, etc.

## Exemples de véhicules néo-rétro
Ce style s'applique à des objets, voitures, motos, arts plastiques, etc., à base de mélanges souvent nostalgiques de formes et de concepts aux charmes anciens, souvent iconiques ou emblématiques d'une époque rétro ou vintage, associés à des formes et concepts de technologies et de design modernes.

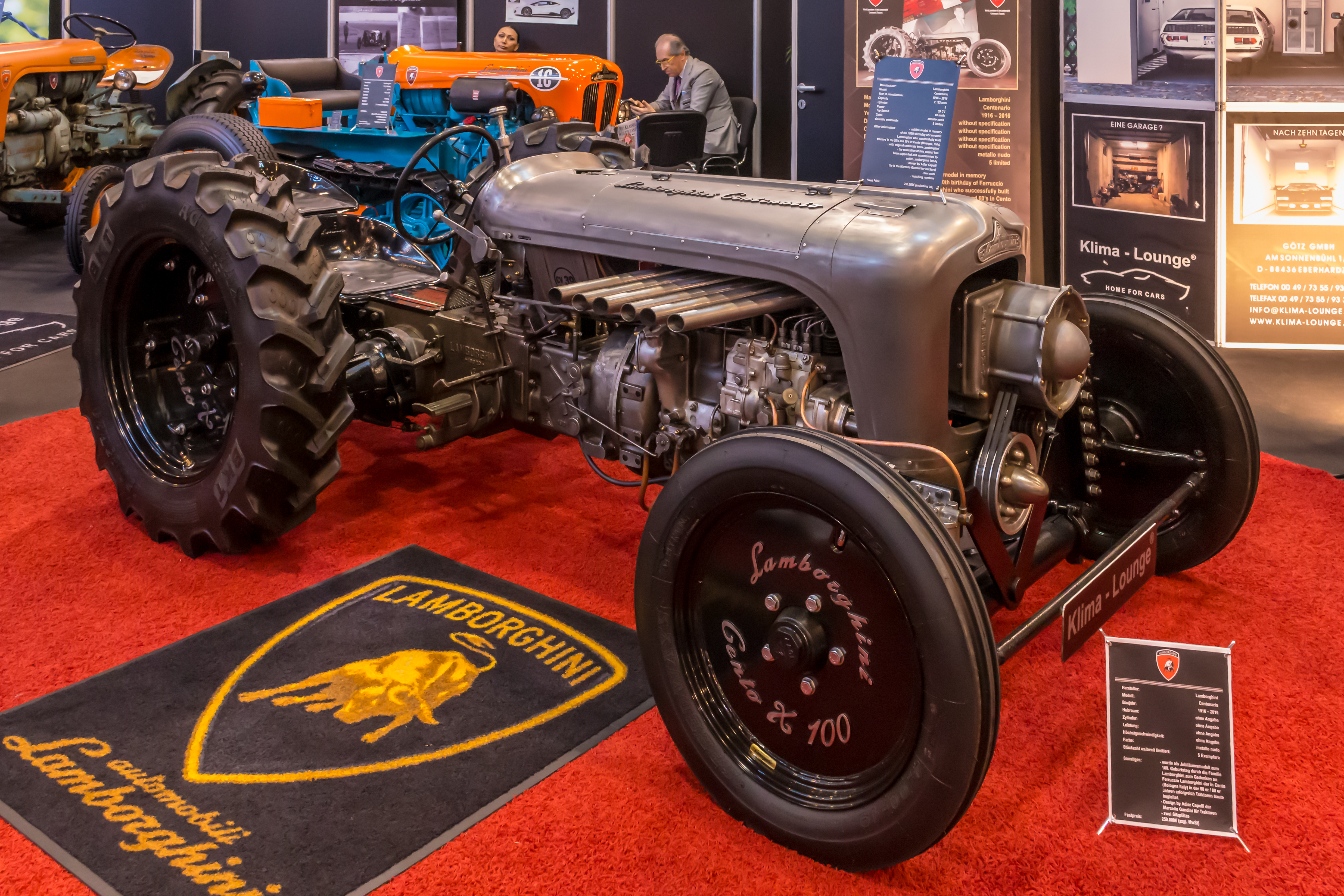
Le Tracteur Lamborghini Centenario (2016).
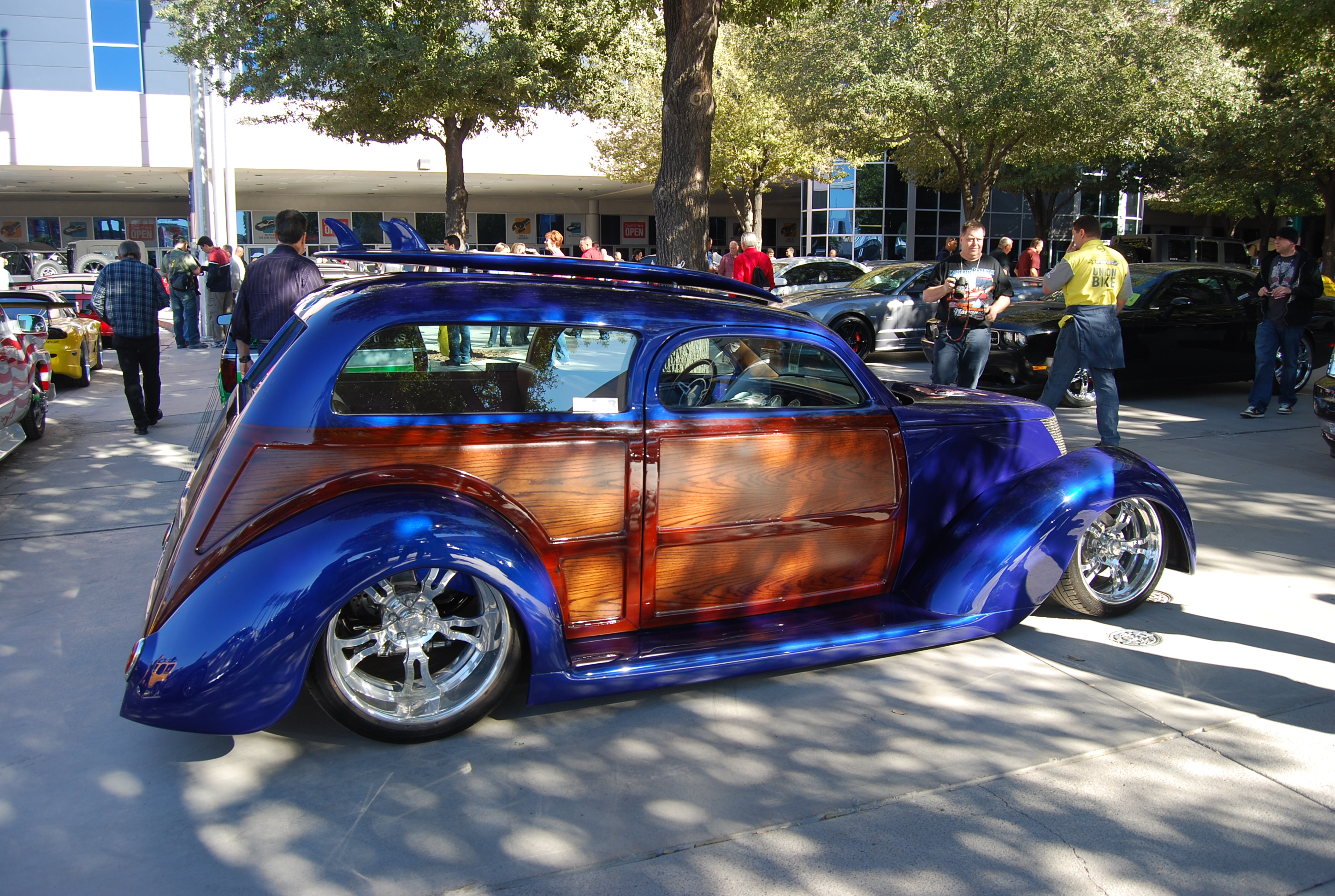
Chrysler PT Cruiser hot rod, de style néo-rétro woody-surf culture des années 1950.
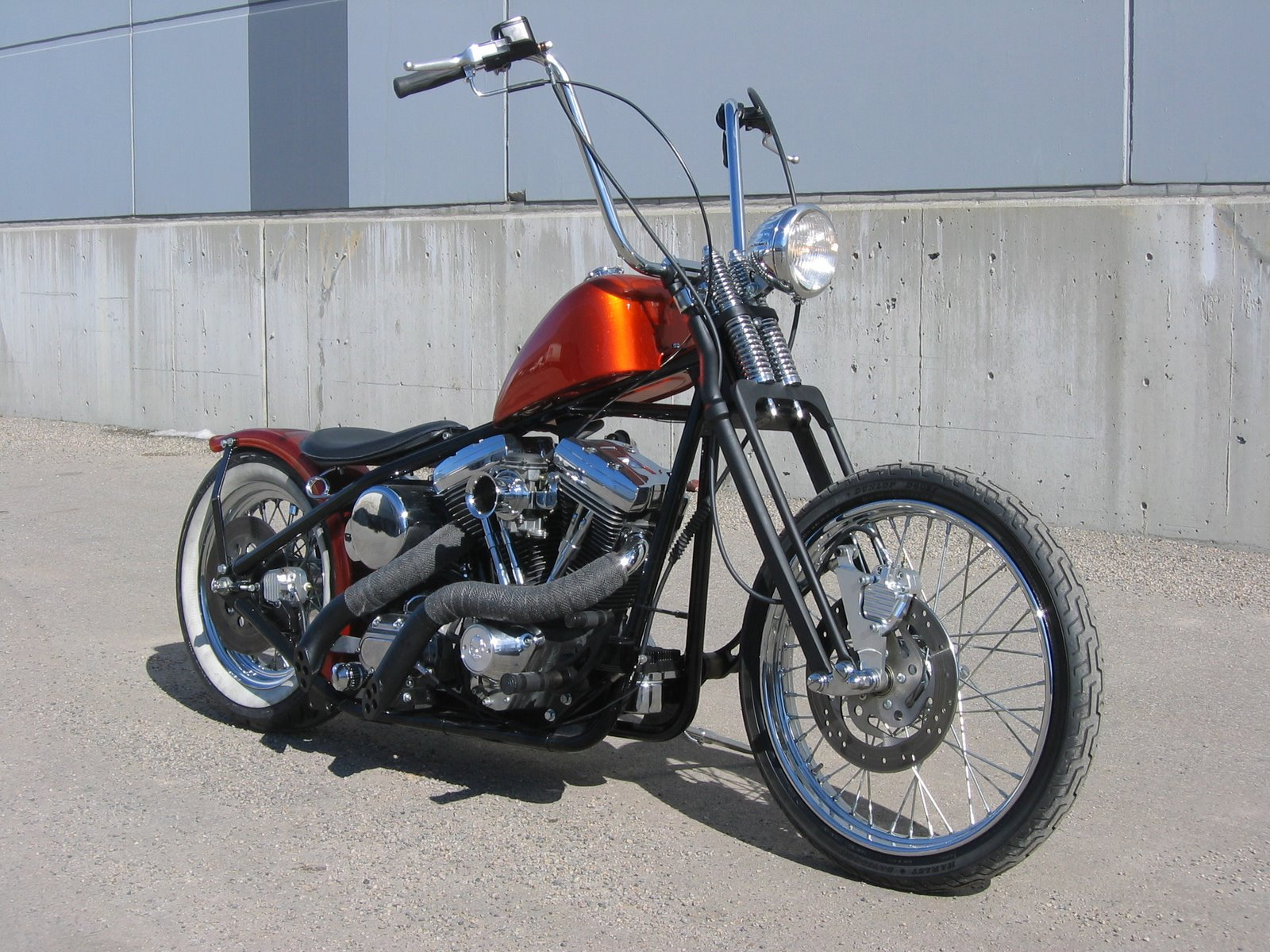
Chopper Harley-Davidson, de style bobber néo-rétro custom.
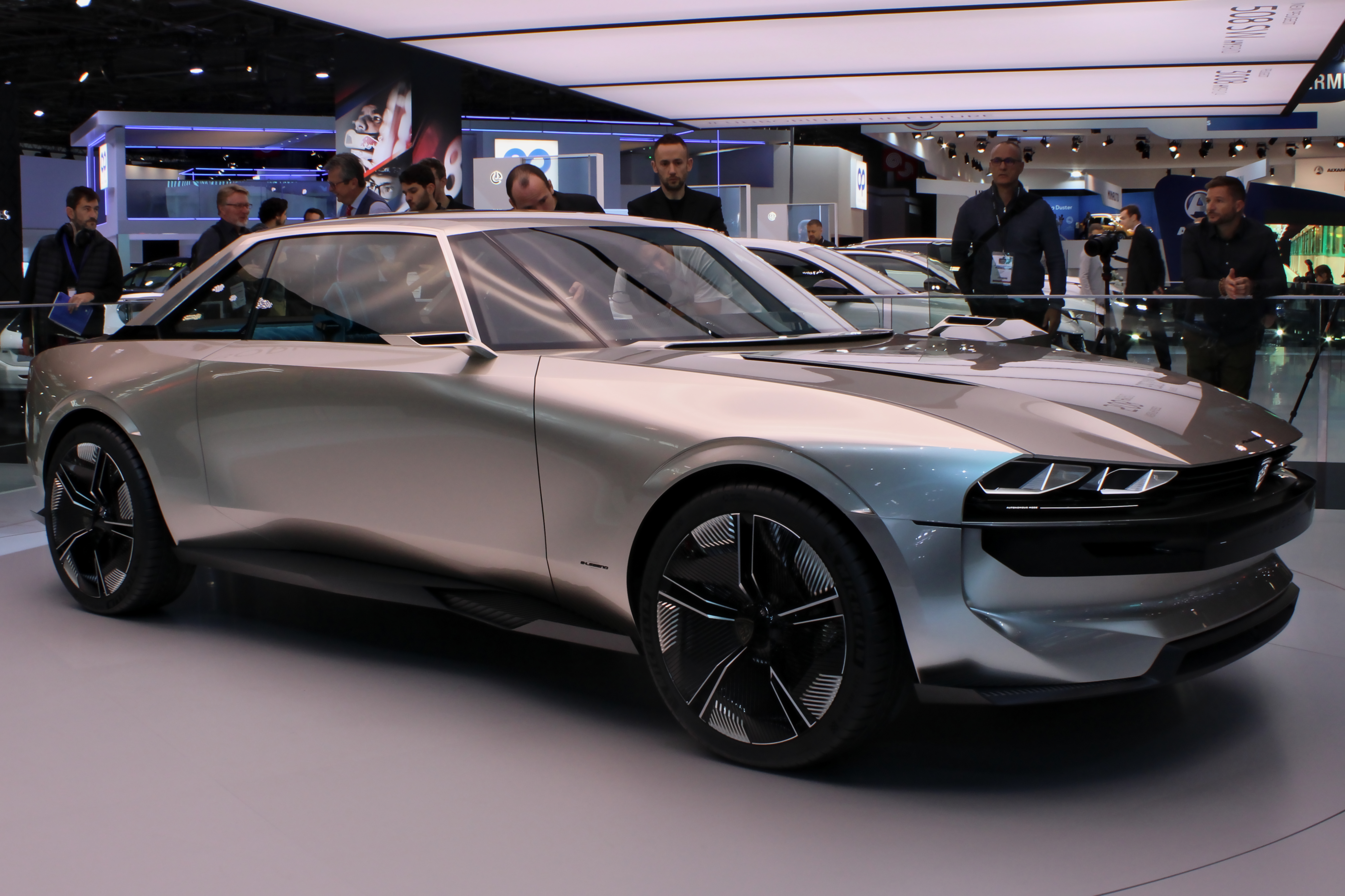
La Peugeot e-Legend (2018) concept-cars Peugeot néo-rétro en hommage aux Peugeot 504 coupé de 1969.

### Automobiles
Les constructeurs automobiles présentent régulièrement des modèles de style néo-rétro (concept car ou modèles de série) qui reprennent des lignes stylistiques de modèles iconiques ou emblématiques de l'histoire de la marque, ou de marques anciennes disparues. Ce style inspire également le monde de la Kustom Kulture, du tuning, et du custom. Par leur valeur symbolique et émotionnelle, ainsi que leur forte personnalité, les voitures néo-rétro tranchent avec la plupart des autres modèles contemporains, plus anonymes les uns que les autres sur le plan du style. Butiner des idées dans l’histoire de l'automobile est une habitude ancienne. Plusieurs designers américains s’y sont amusés, de Brooks Stevens avec la Gaylord et les Excalibur, à Virgil Exner et ses « revivals » de Mercer, Duesenberg ou Stutz.
Cependant, ce n'est qu'à la fin des années 1990 et au début des années 2000 que cette tendance prend vraiment de l'ampleur. Avant cette période, c'est plutôt le modernisme et le progrès qui sont plébiscités, les voitures plus anciennes n'étant pas forcément bien vues : moins de confort, moins de style, idée d'obsolescence et envie d'aller de l'avant. C'est avant tout l'innovation et la nouveauté qui sont alors demandés, pas de ressasser continuellement un passé qui avait fini par lasser.
À l'inverse, avec la normalisation et la fadeur des véhicules des années 80-90, le public a été rapidement ennuyé par toutes ces carrosseries carrées sans aspérité ni charme. Ce que le futur avait amené était finalement plus ennuyeux et plus fade que ce que l'on avait vu par le passé.
En effet, en regardant dans le rétroviseur on s'aperçoit vite que les véhicules d'antan étaient de véritables petites œuvres d'art, avec des personnalités bien plus affirmées et des lignes plus originales et moins agressives. 
Par leur appétit pour le néo-rétro, les constructeurs semblent reconnaître que le passé était parfois plus abouti que le présent en terme d'offre stylistique. Loin des normes techniques et commerciales, les créations du passé laissaient plus de libertés à leurs auteurs, avec comme résultat plus de diversité et de pluralisme dans la forme et la conception. Les esprits étaient plus libres et moins formatés avec moins de contraintes techniques et légales (sécurité et pollution), moins d'apriori sur ce que doit être un véhicule, car le marché était plus jeune donc ouvert à plus de perspectives, et moins de pression commerciale qui vise à ne fabriquer que ce qui se vend bien, en évitant les produits de niches originaux. La normalisation a tué la créativité et l'originalité ainsi que les aspérités.
De nos jours, même s'il existe encore de jolies choses à la fois désirables et originales, il y une normalisation généralisée des styles et des proportions qui fait que toutes les voitures se ressemblent désormais. Les lignes et carrosseries se rejoignent toutes car pour être performant en terme d'aérodynamisme et de sobriété (Cx) tout comme de sécurité (crash-test et collision piéton), la conception d'un véhicule est contrainte à certaines formes. Il n'y a pas mille manières de faire pour avoir de bons résultats. Les voitures actuelles doivent entrer dans un prisme de plus en plus étroit avec un champ des possibles qui se réduit au fur et à mesure.
Pour autant, appliquer le style d'un modèle ancien sur une voiture moderne n'est pas une mince affaire, car il faut tenter de conserver les gables tout en les asservissant aux normes actuelles. Ces deux objectifs sont relativement antagonistes avec la performance énergétique et sécuritaire. C'est tout le talent du designer qui permet de conserver l'ADN d'origine avec plus ou moins de réussite, car le but est de rappeler les anciennes tout en bénéficiant d'un taux de pénétration dans l'air peu contraignant. La première utilité du néo rétro est de donner du charisme et de la personnalité à des voitures qui les ont un peu perdu. À l'époque actuelle où la surabondance d'offre induit beaucoup de modèles sans âme, utiliser le néo rétro permet de conférer de la matière et de l'épaisseur aux modèles qui en bénéficient. En matière de style automobile, l'histoire apporte de la consistance.
Une déclinaison qui existe depuis plus de cinq décennies est plus valorisante qu'une voiture qui vient juste de sortir et qui a tout à prouver. Pour un acheteur potentiel, une Volkswagen Golf rassure plus qu'une Hyundai i30 par exemple. Le long passif rassure quant aux qualités d'un modèle qui a forcément été bon pour tenir aussi longtemps.

Quelques exemples de voitures de style néo-rétro
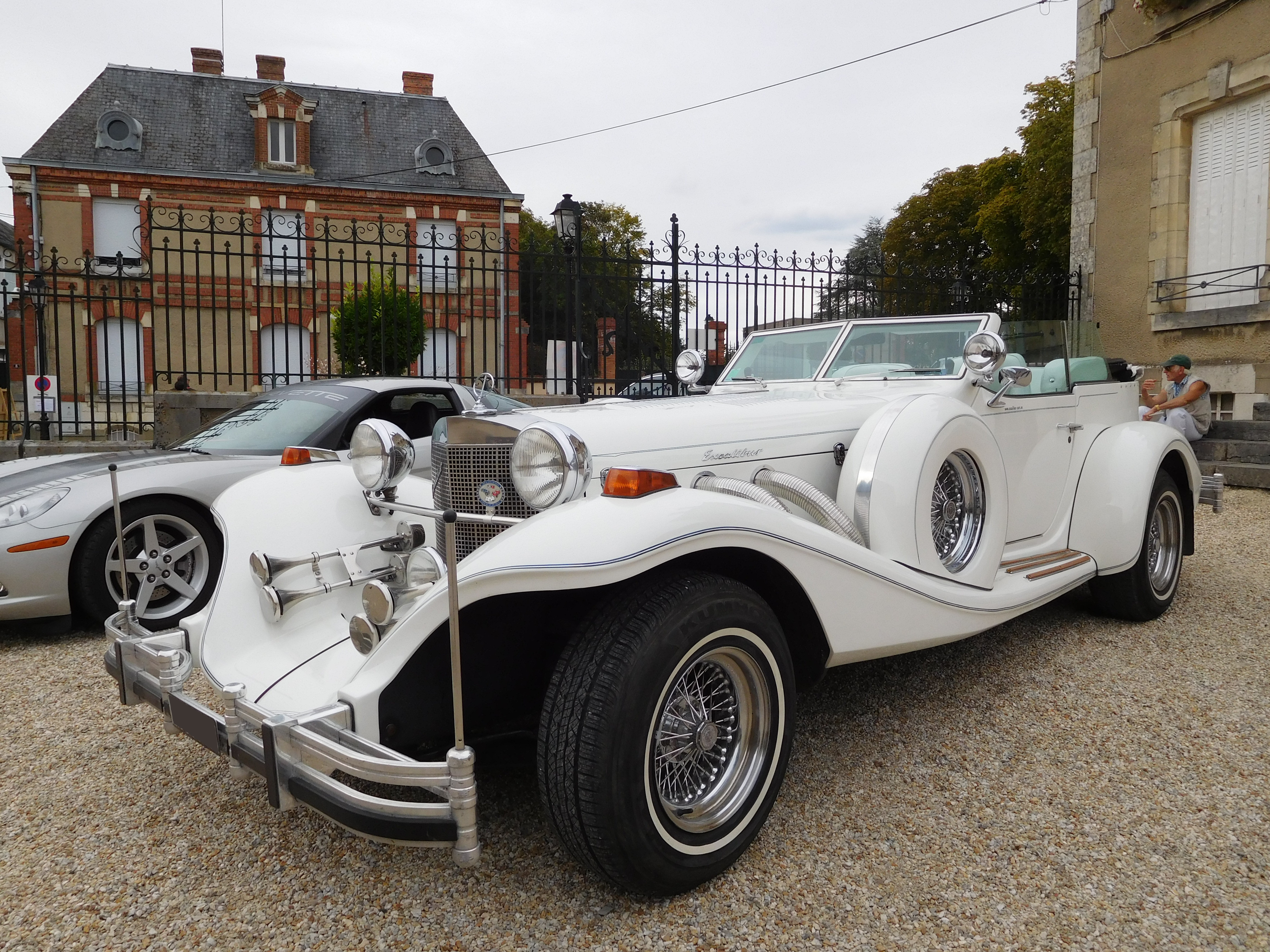
Excalibur série III (1965), inspirée de la Mercedes SSK.
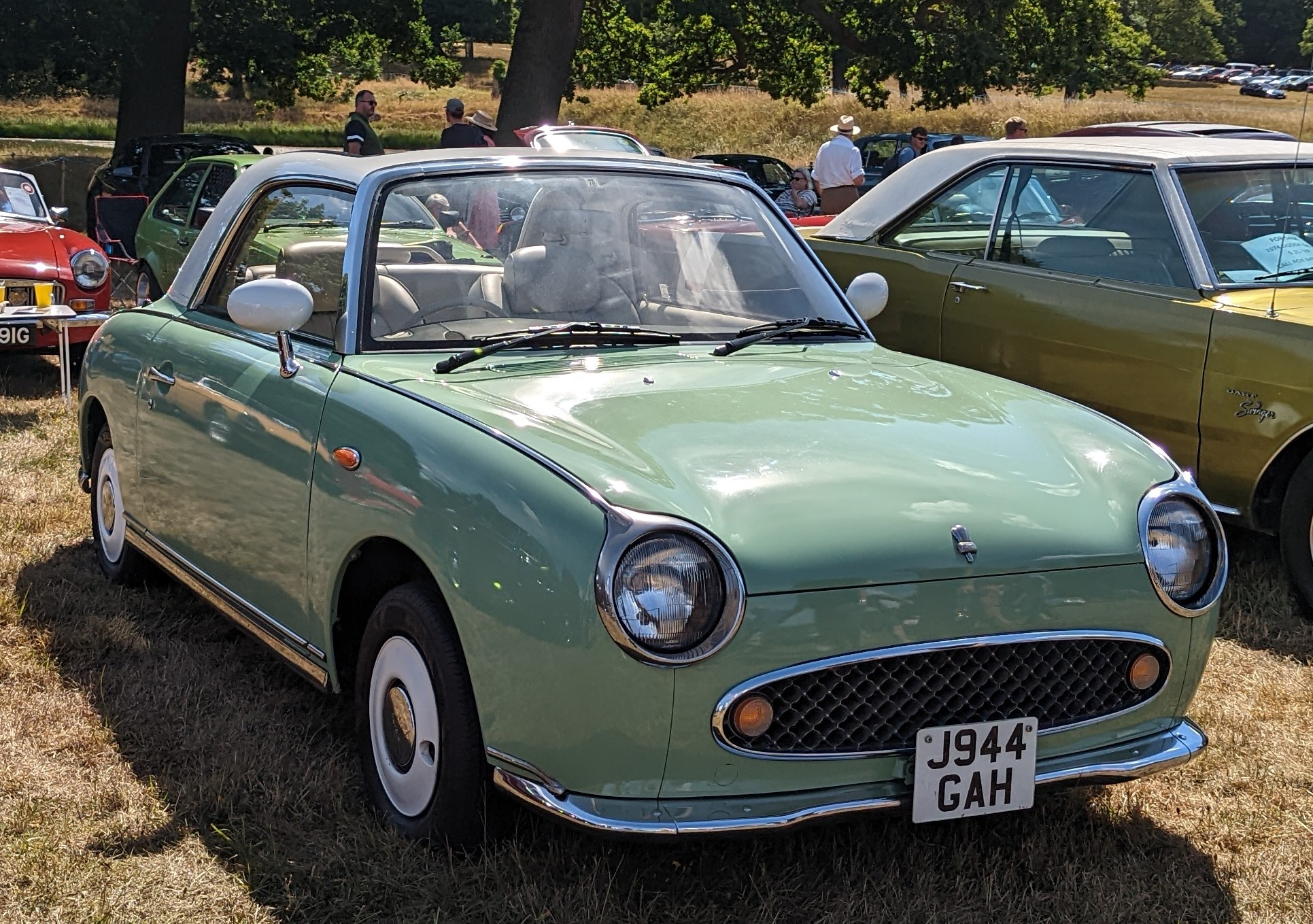
La Nissan Figaro (1991).
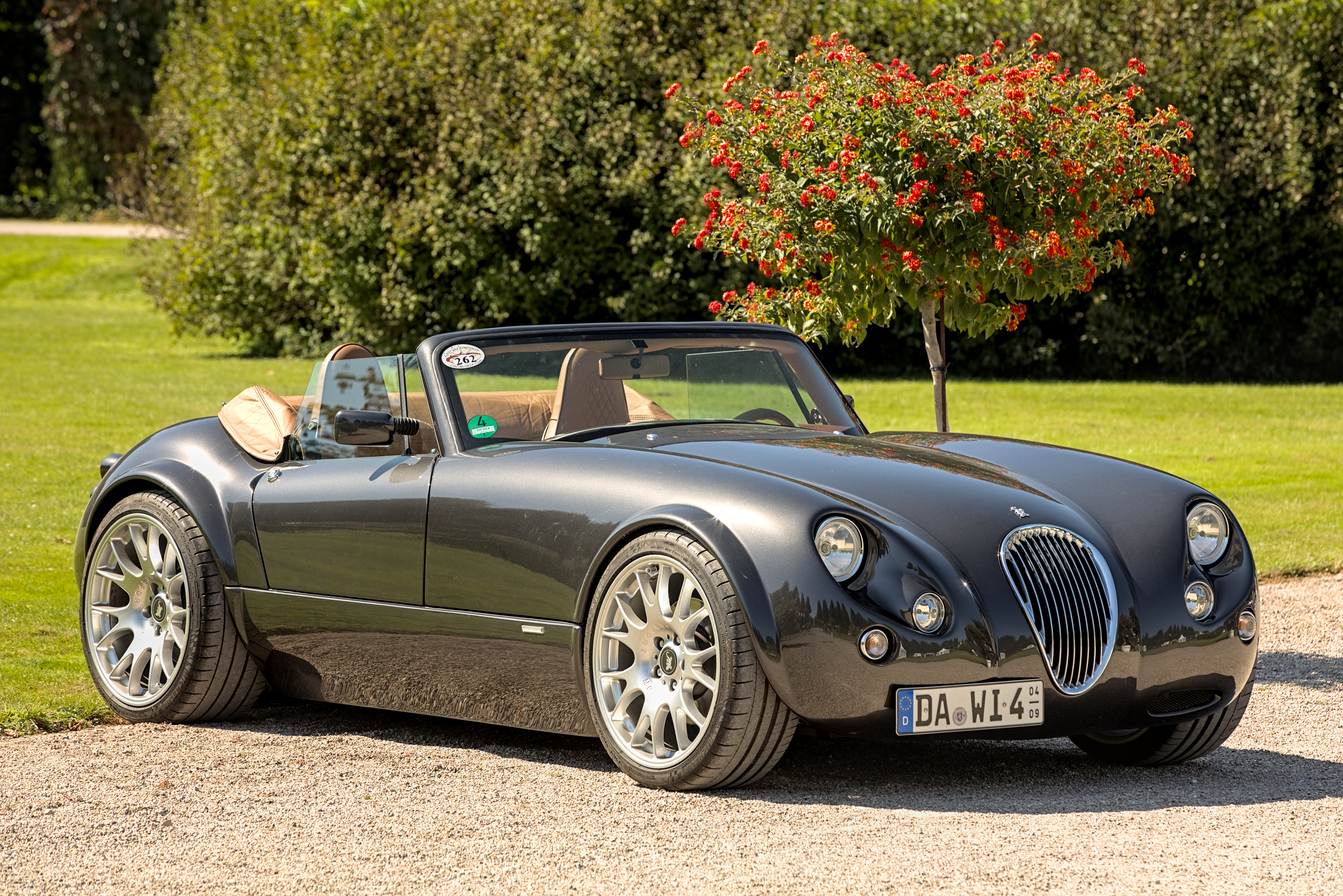
La Wiesmann Roadster MF3 (1993).
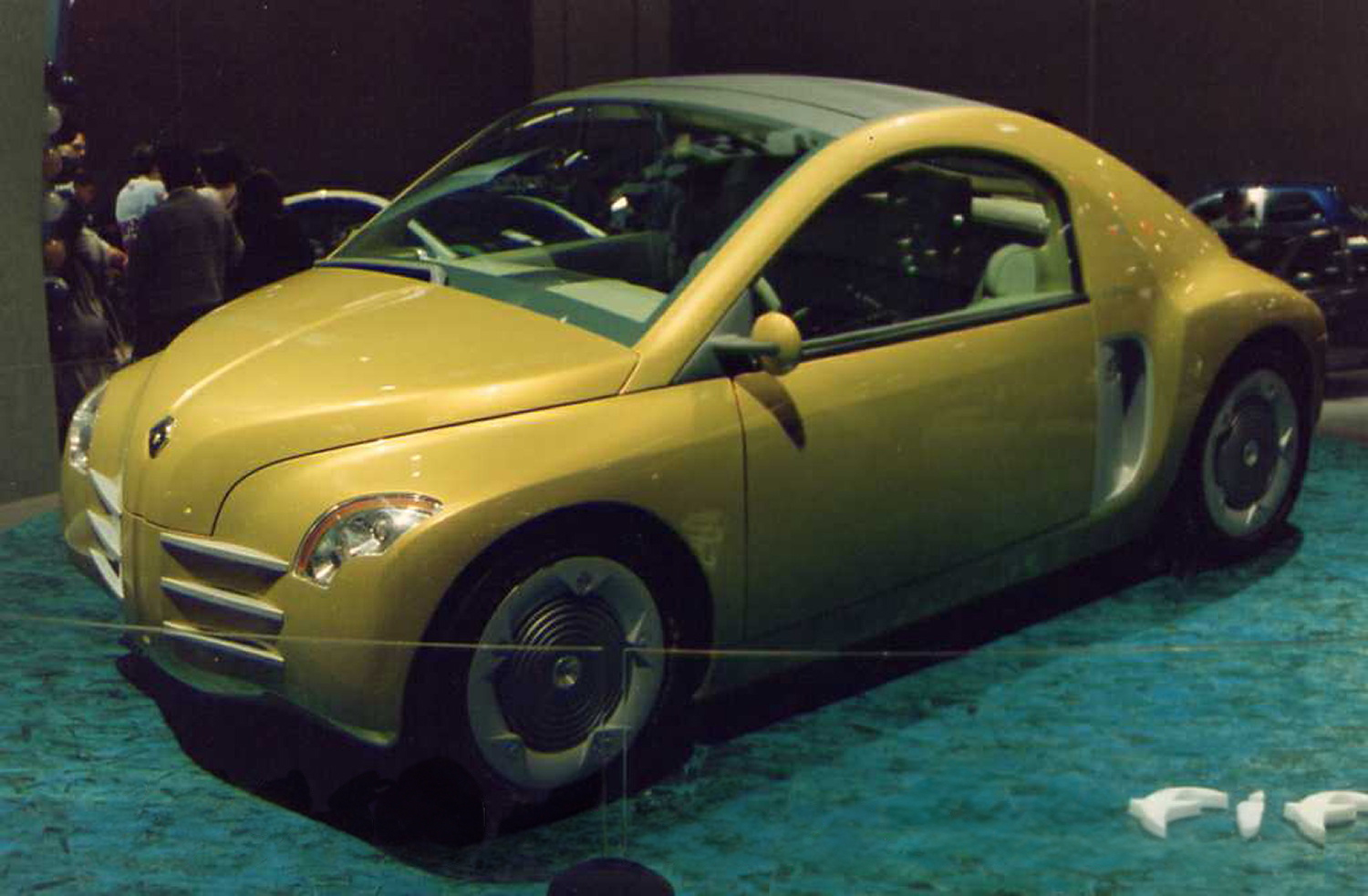
Renault Fiftie Concept (1996), réinterprétation de la 4 CV.
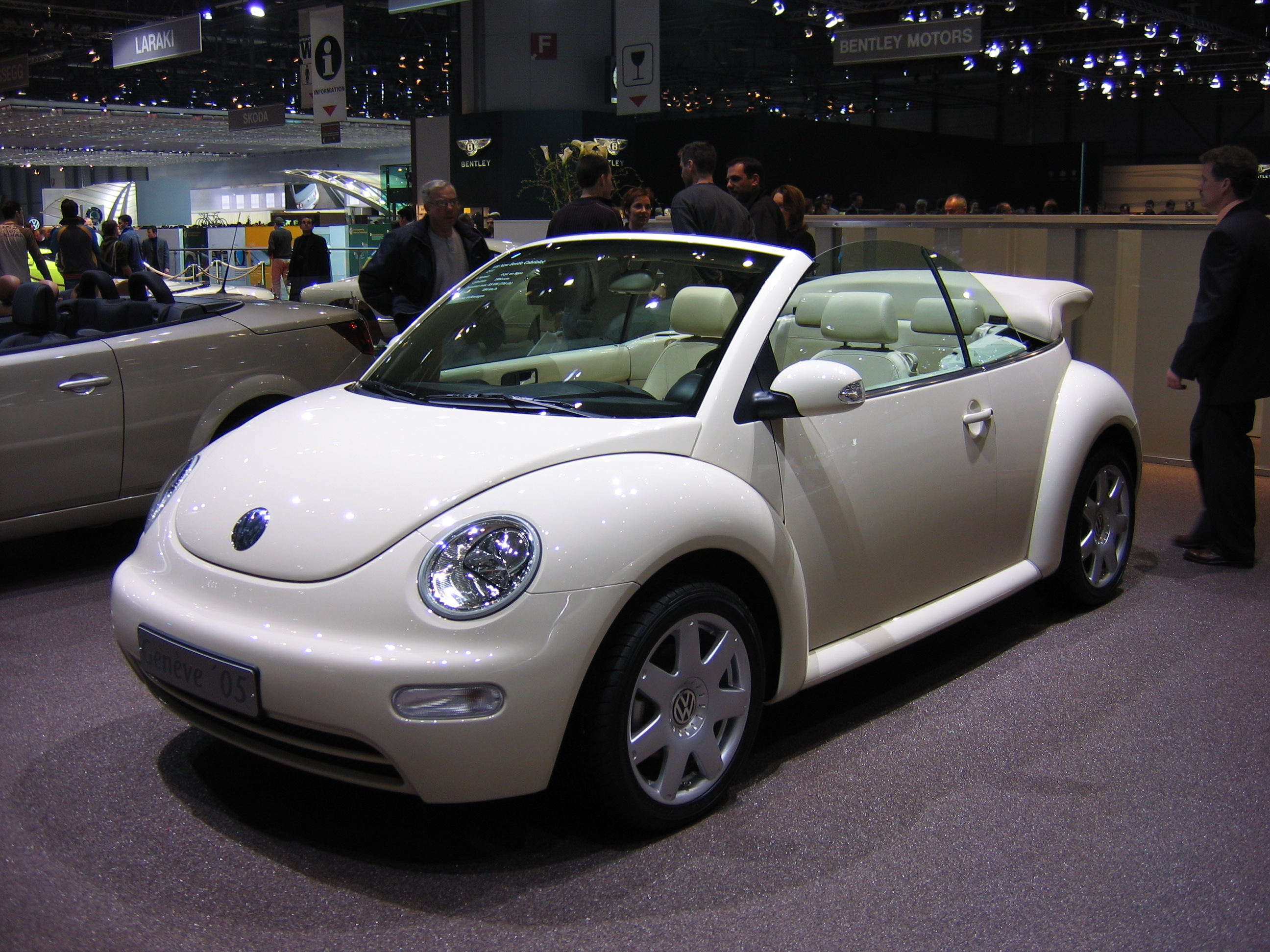
La Volkswagen New Beetle (1998).
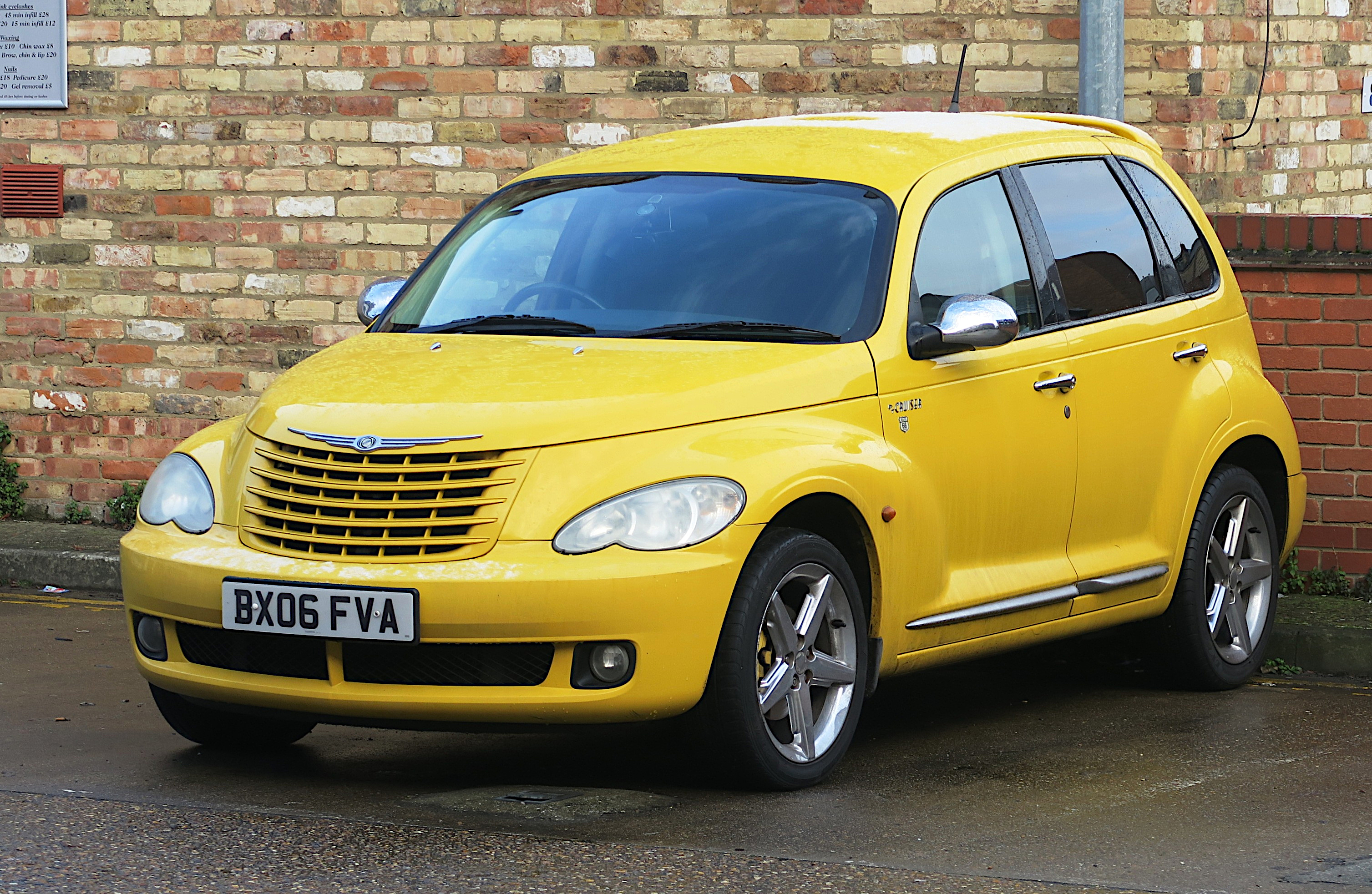
La Chrysler PT Cruiser (2000).
La BMW Z8 (2000).
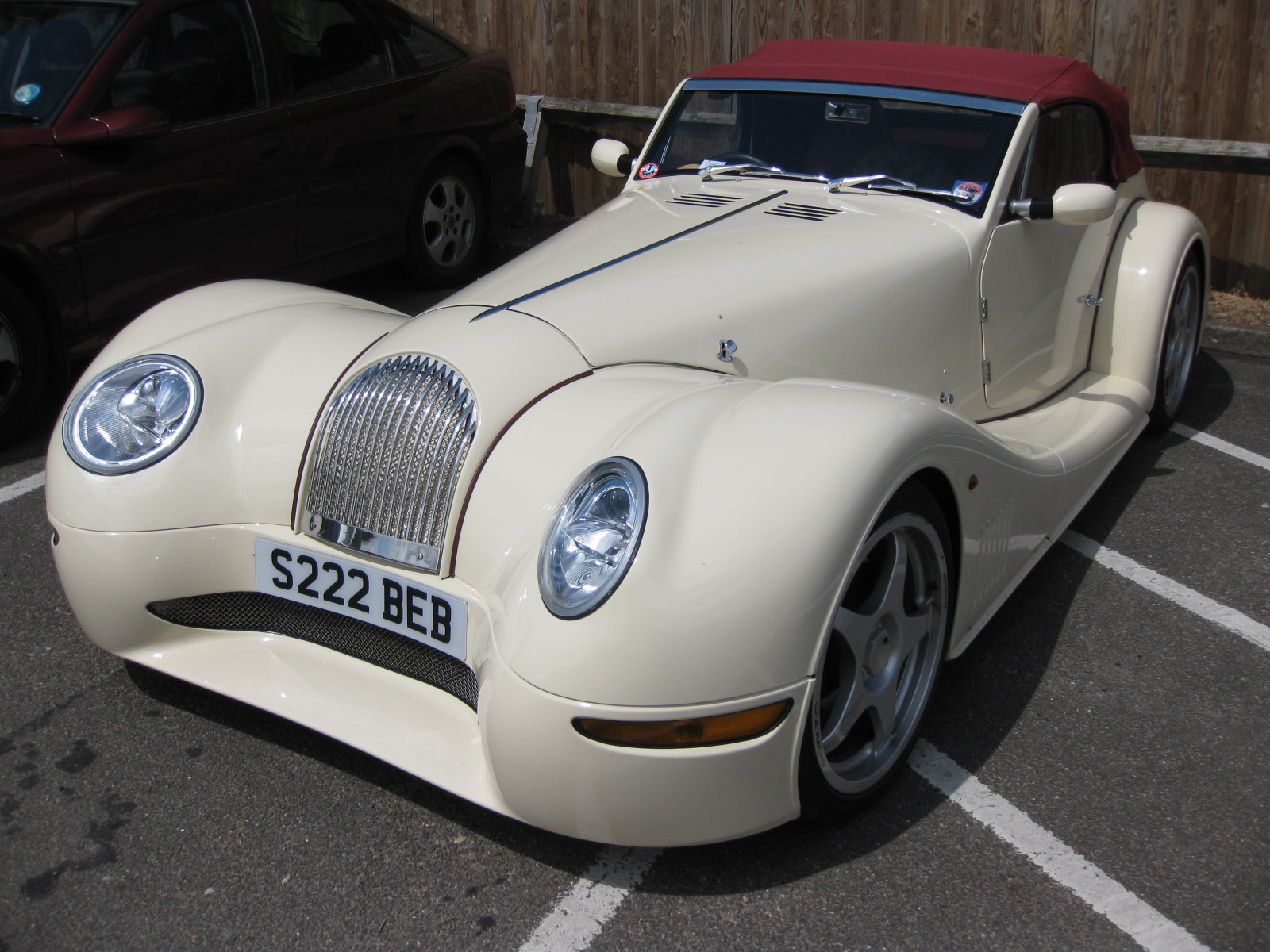
Morgan Aero 8 (2001).
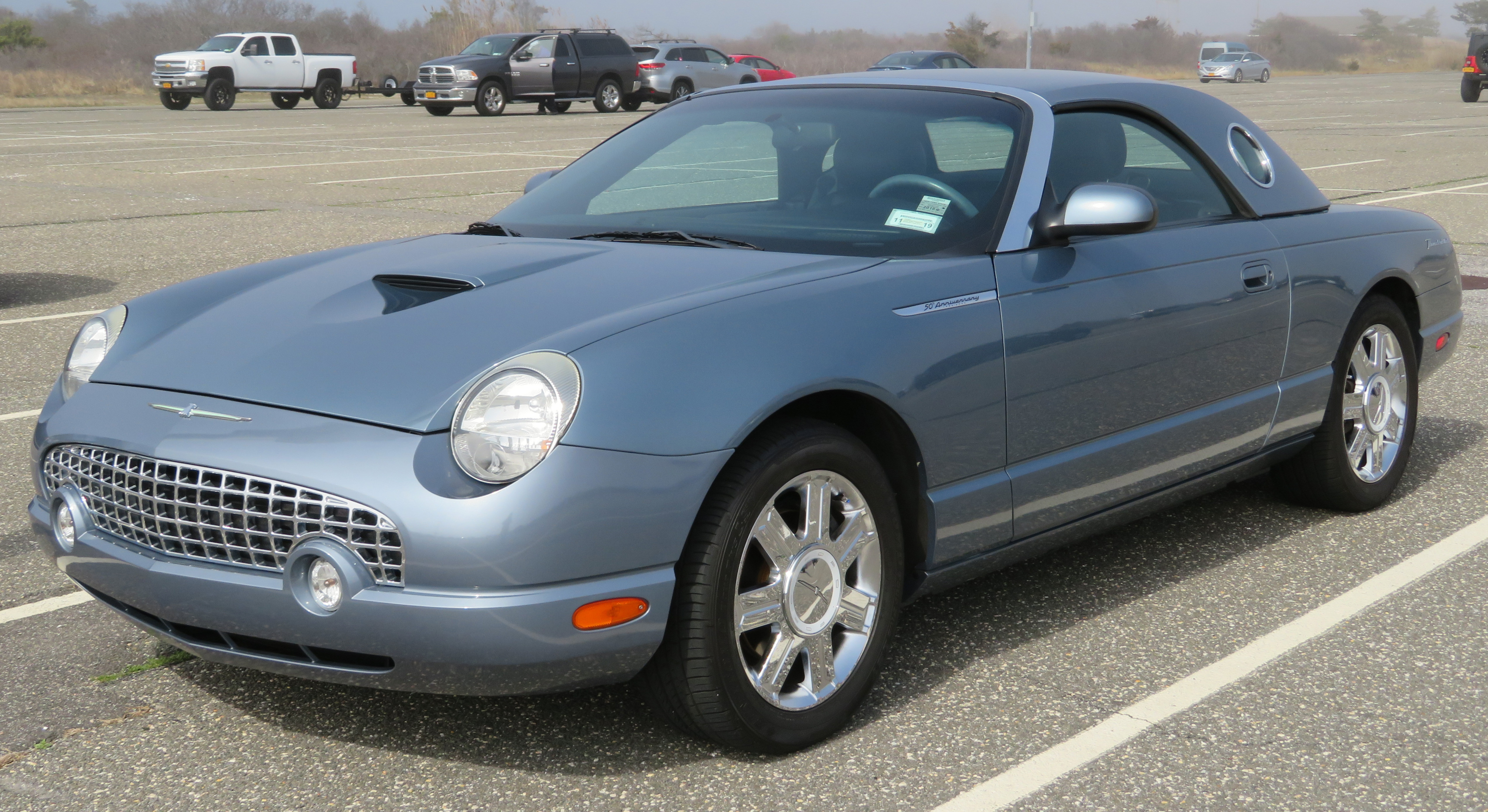
La 11e génération de la Ford Thunderbird de 2001.
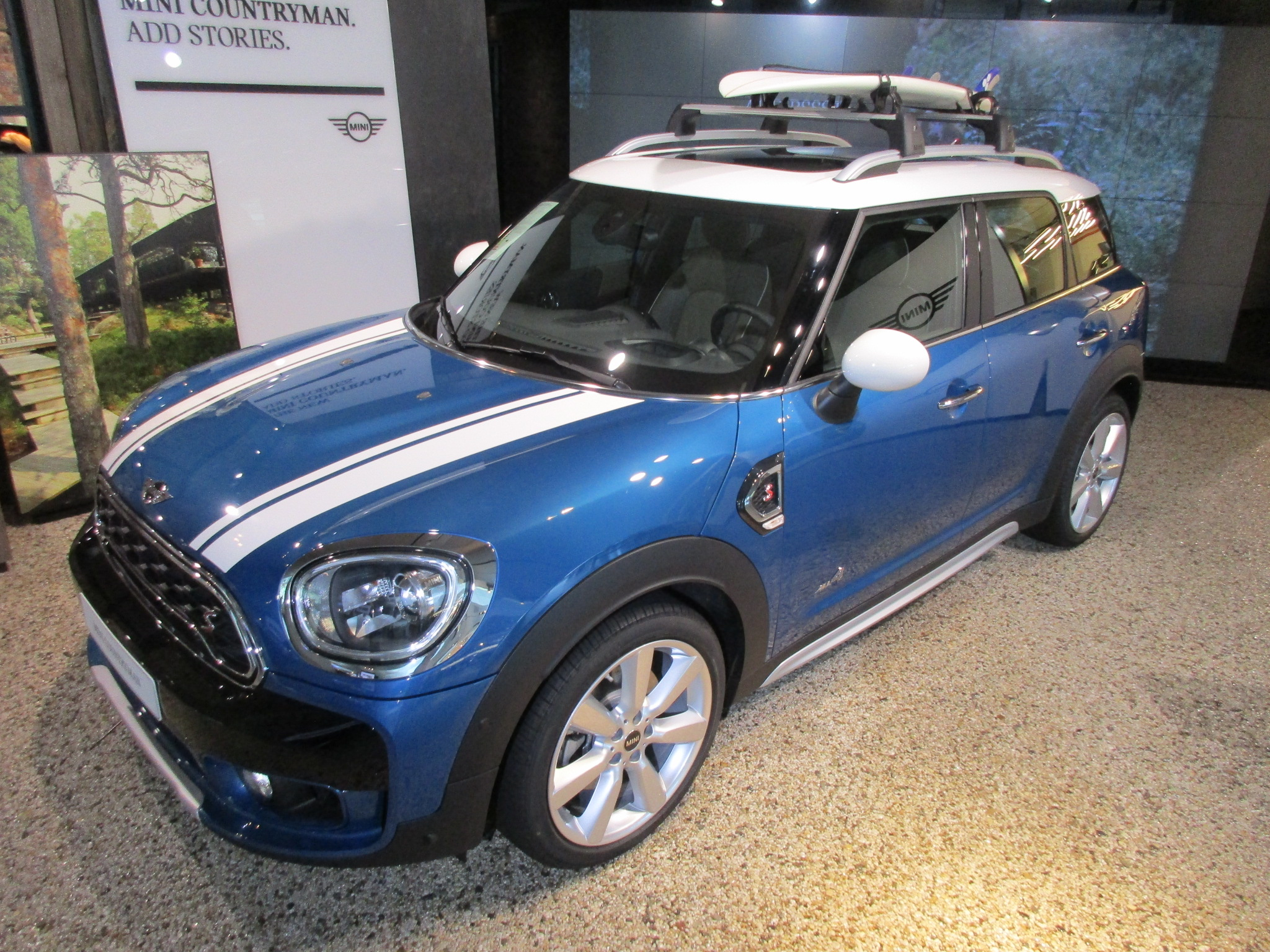
La Mini (2001).
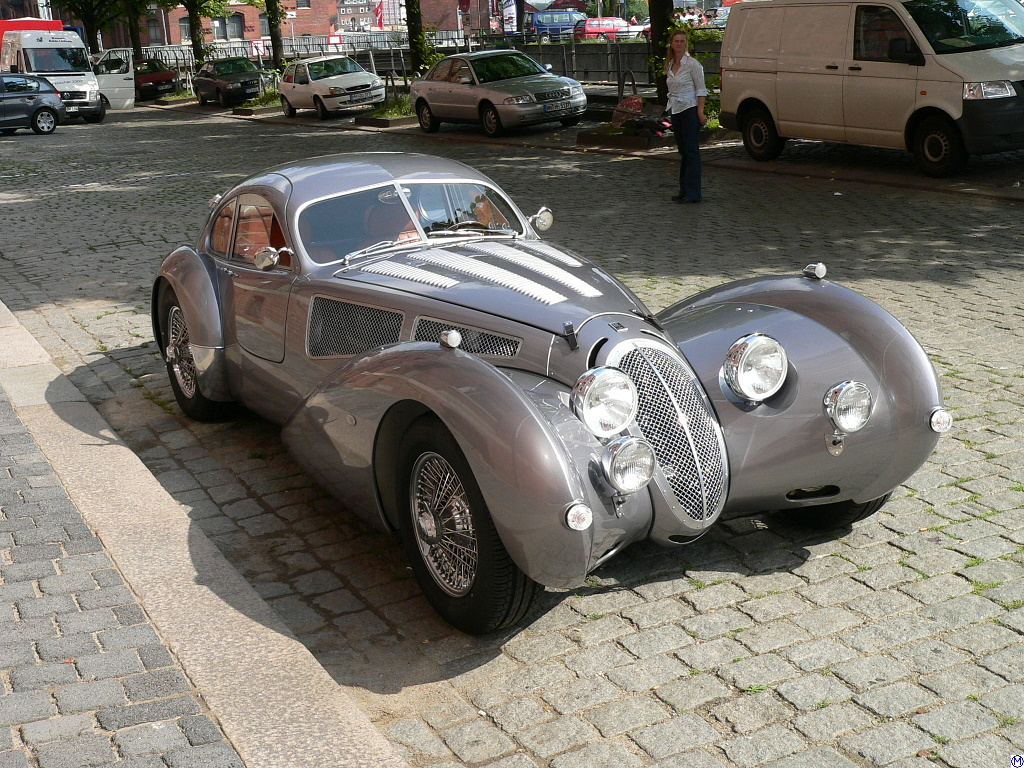
Une Devaux Coupé (2001).
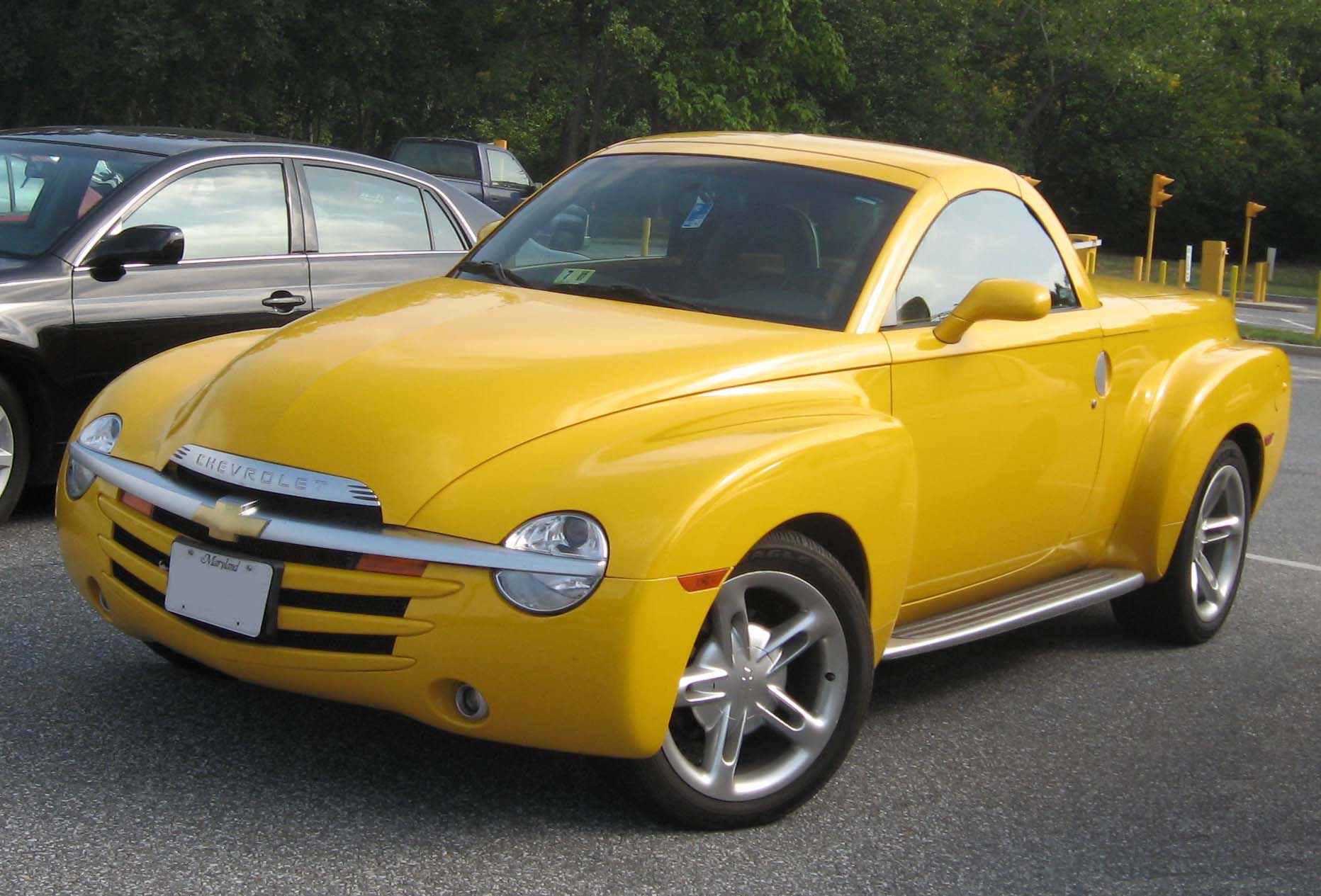
La Chevrolet SSR (2003) inspirée par les pick-ups Chevrolet Advance Design de la fin des 40's, en particulier ceux de 1947-1955.
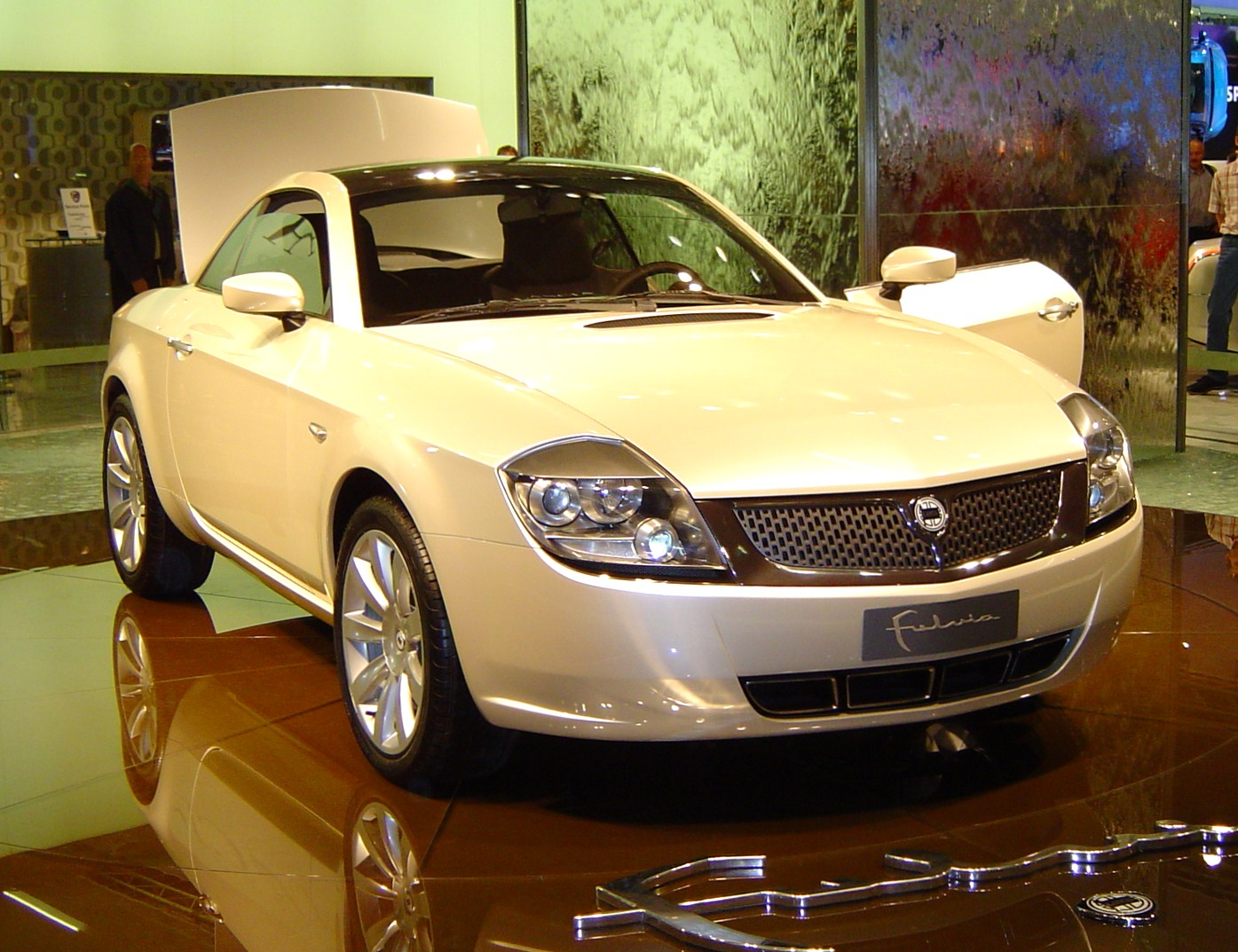
La Lancia Fulvia 1.8 16V concept-car de 2003.
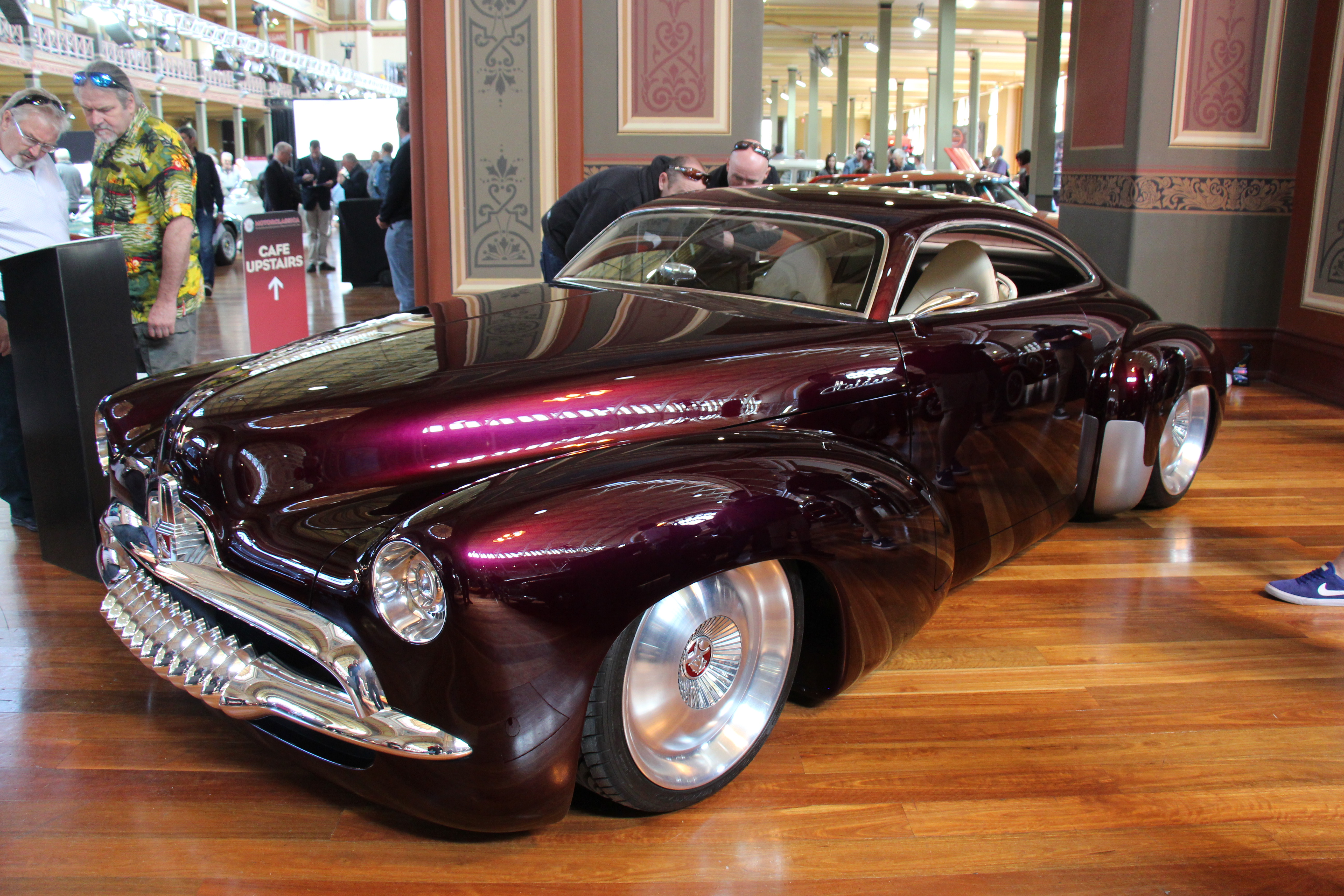
La Holden Efijy (2005).
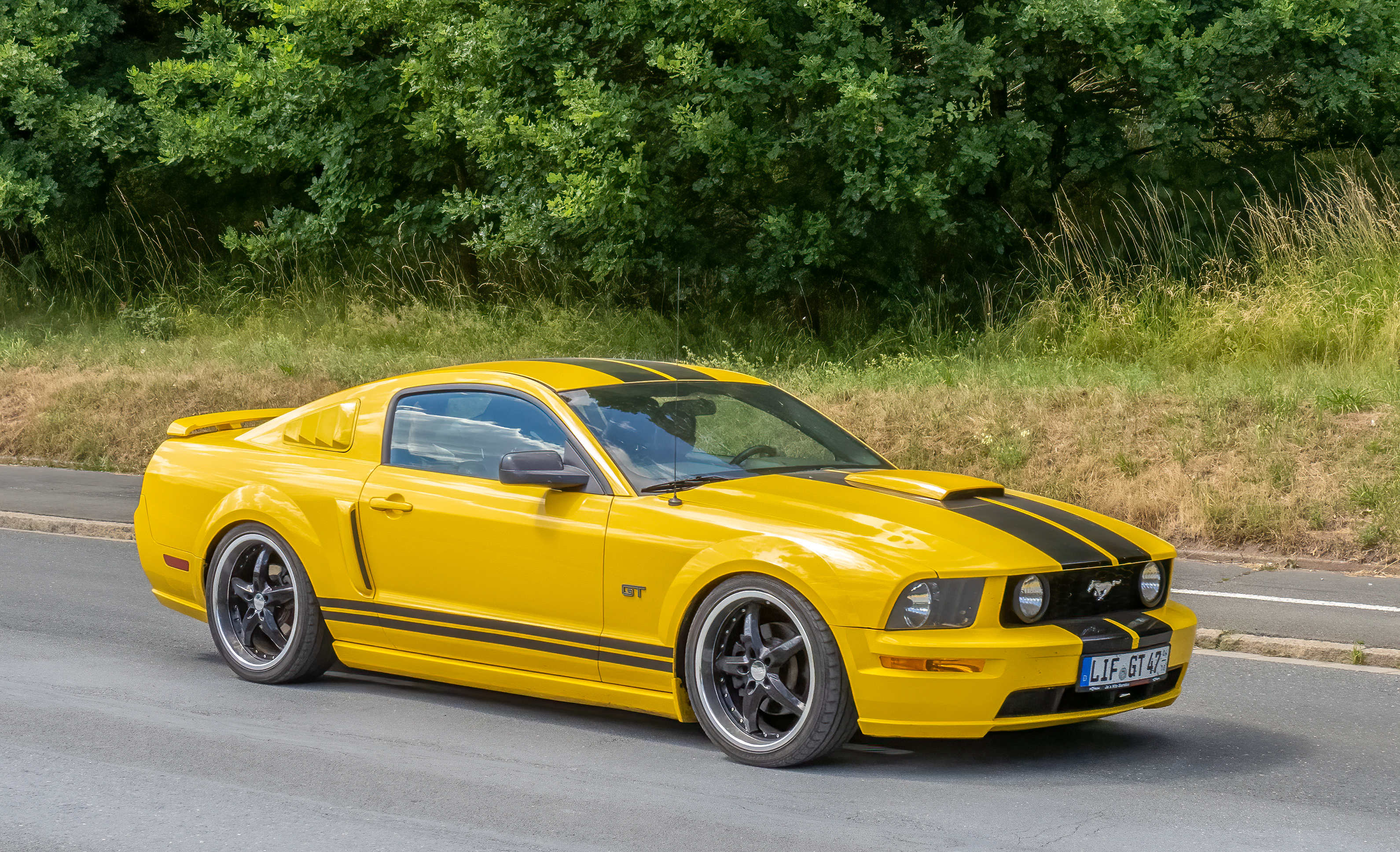
La Ford Mustang V (2005).
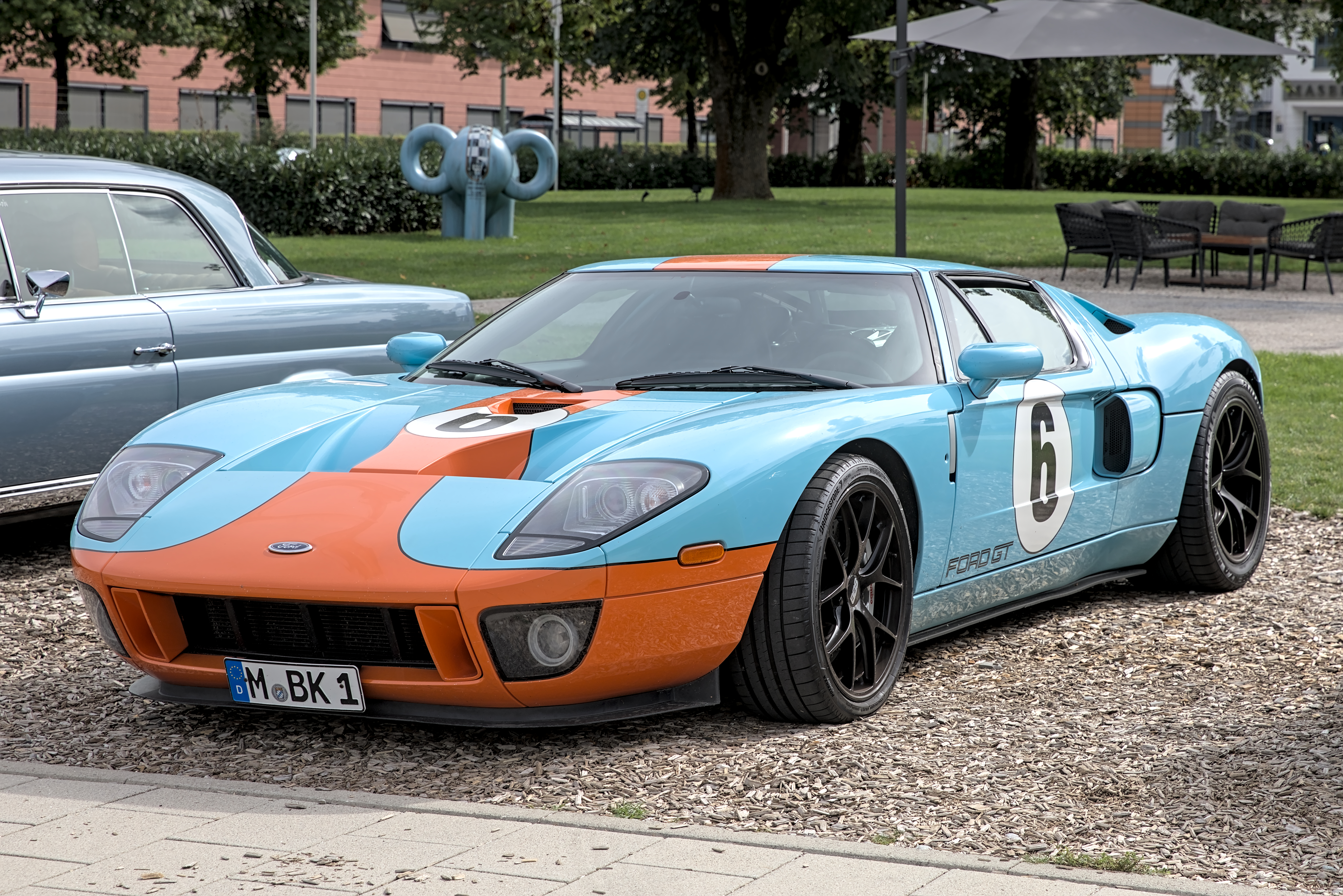
La Ford GT (2005).
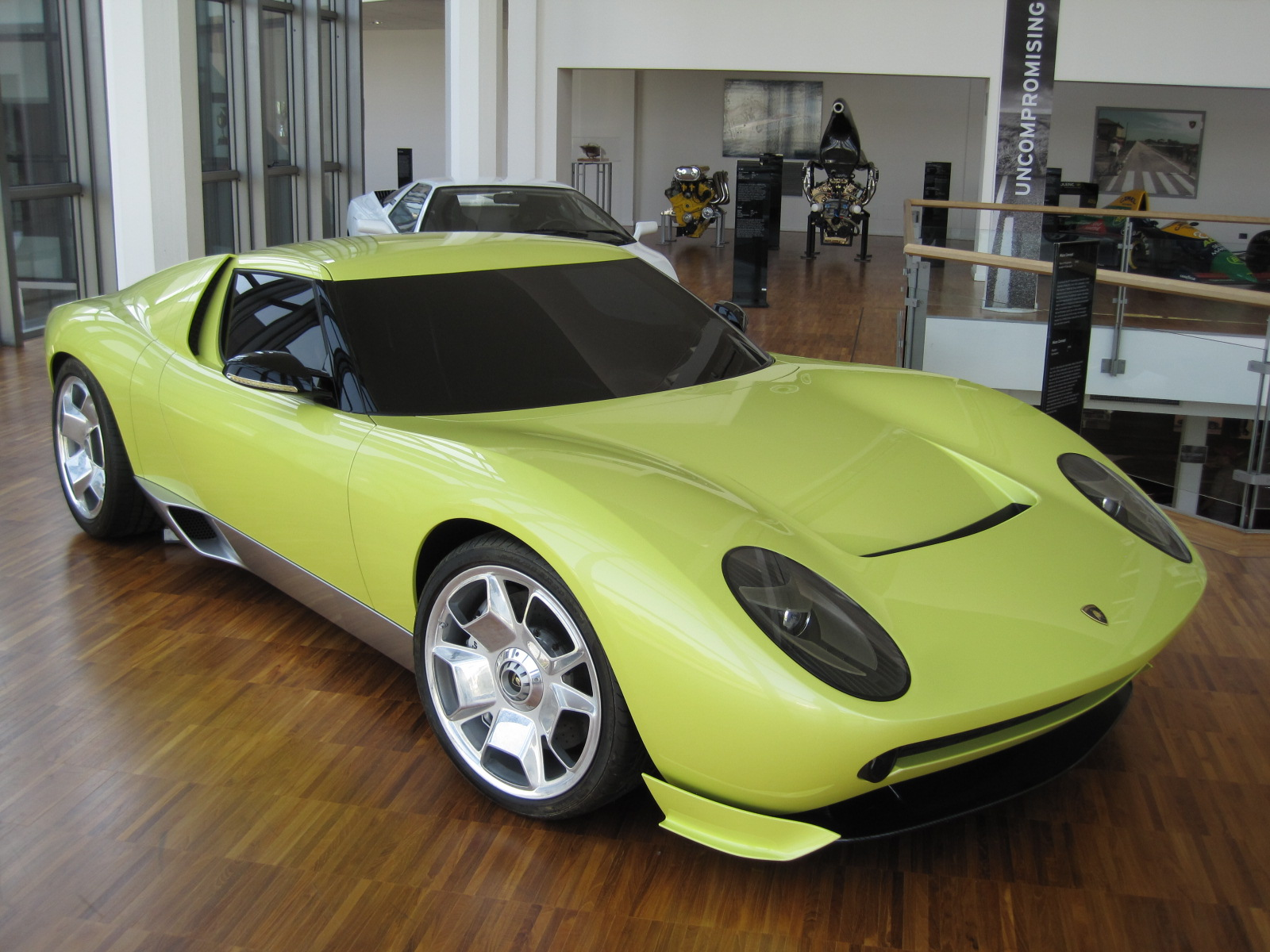
Lamborghini Miura Concept (2006).
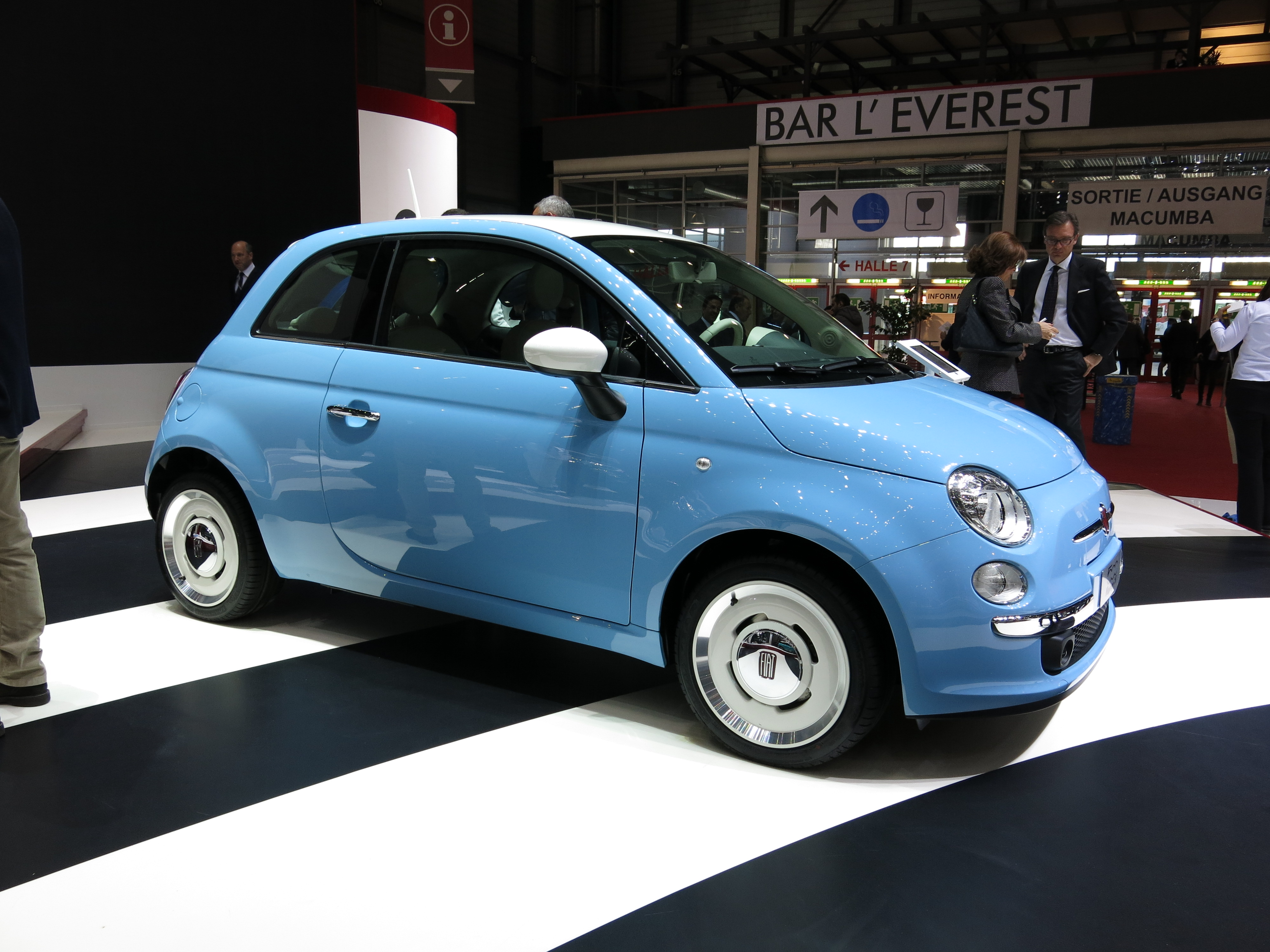
Fiat Nouvelle 500 (2007).
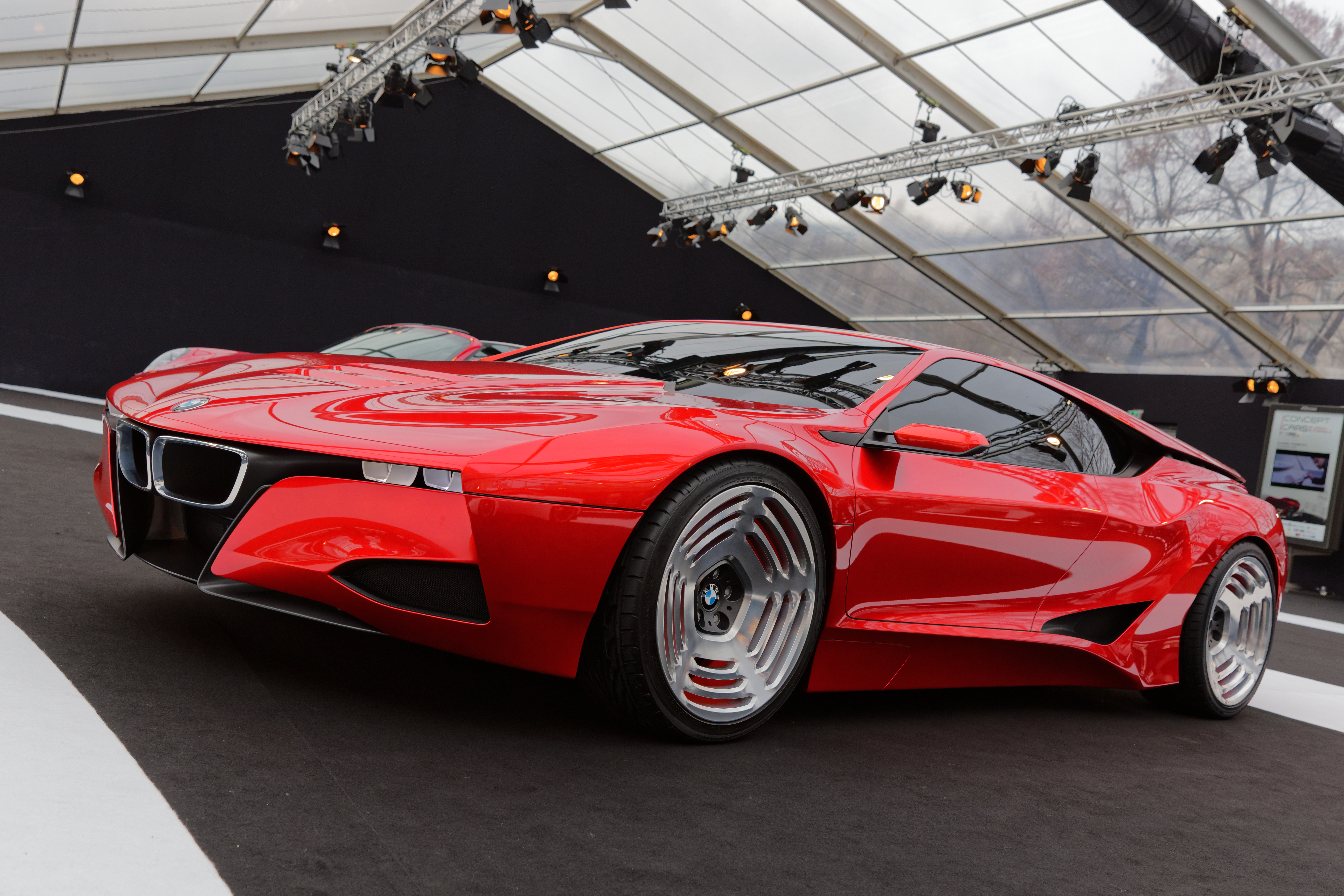
La BMW M1 Hommage (2008) inspirée de la BMW Turbo de 1972 et de la BMW M1 de 1978.
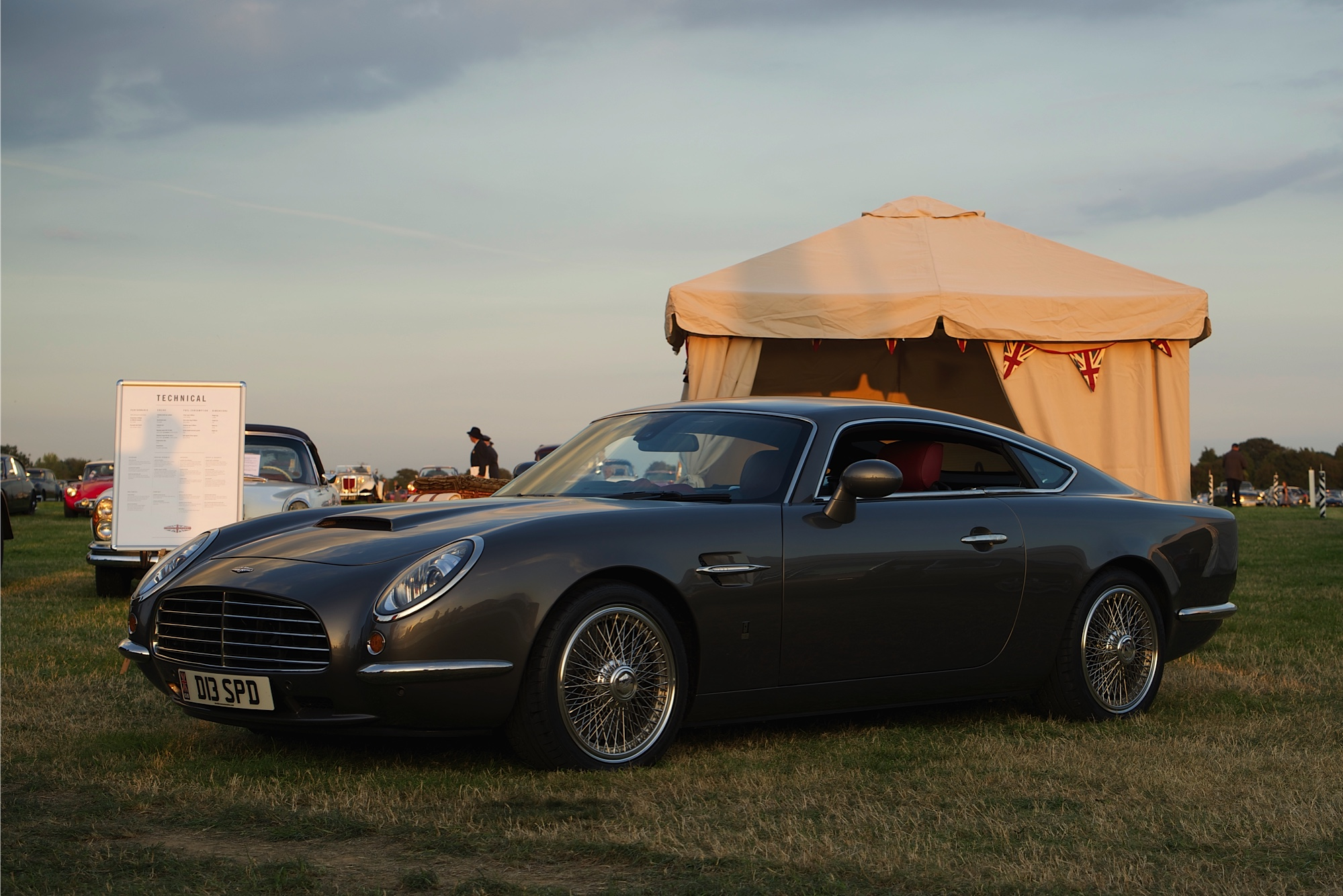
La Speedback GT sortie en avril 2014 par David Brown Automotive. C'est une interprétation moderne d’une Aston Martin des années 1960, mélange de DB5 et de DB6.
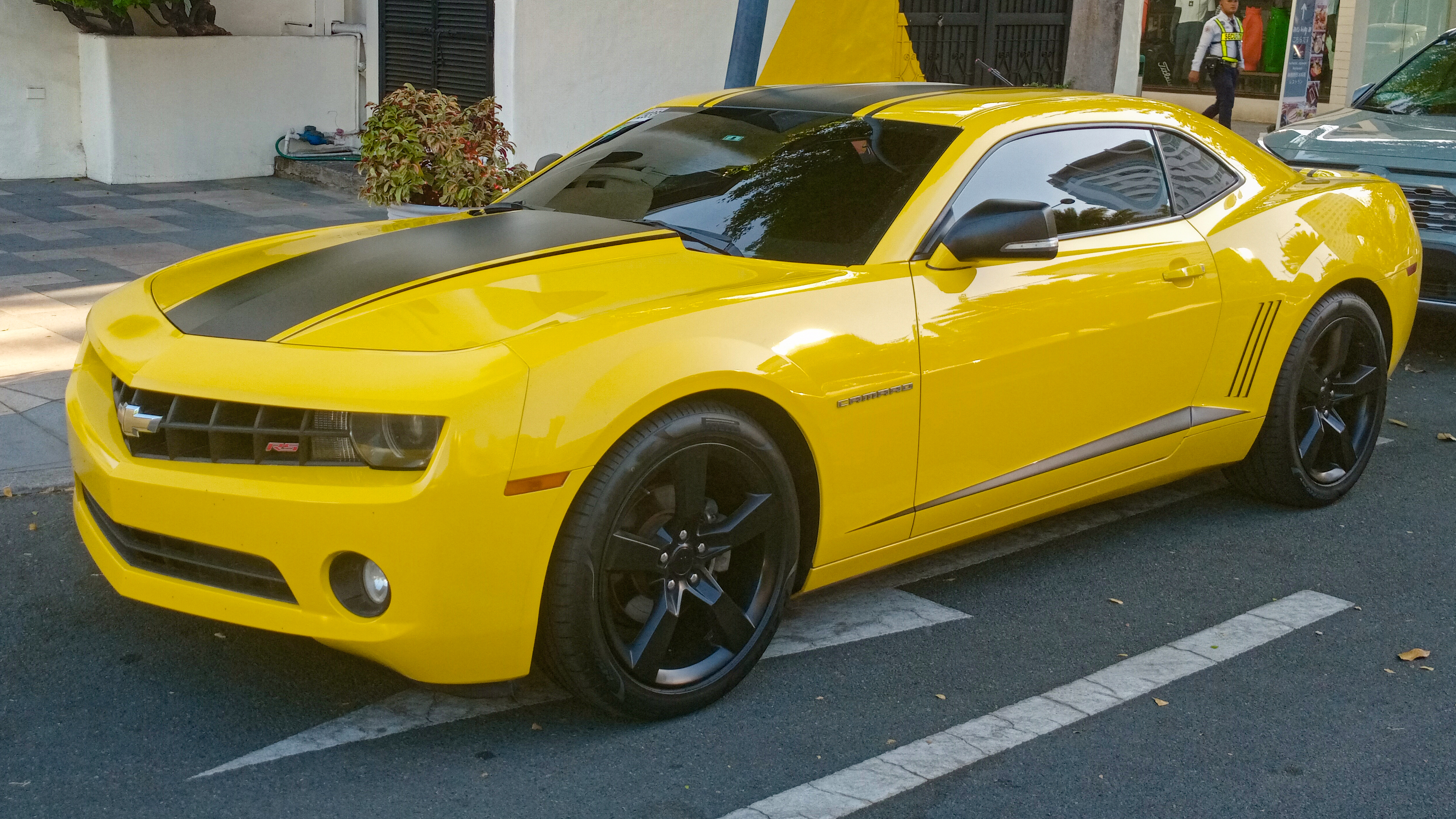
La Chevrolet Camaro V.
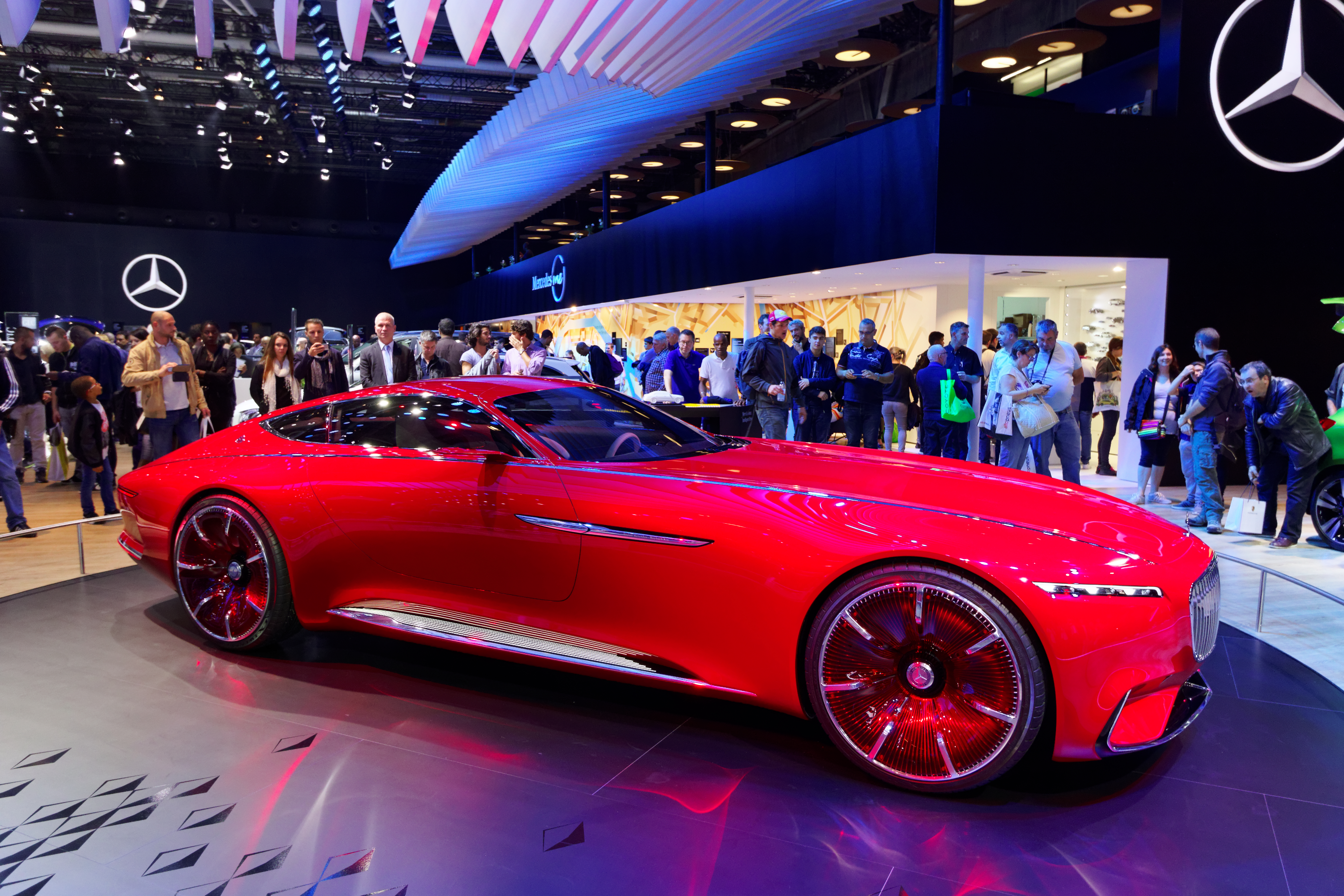
La Mercedes-Maybach Vision 6 (2016).
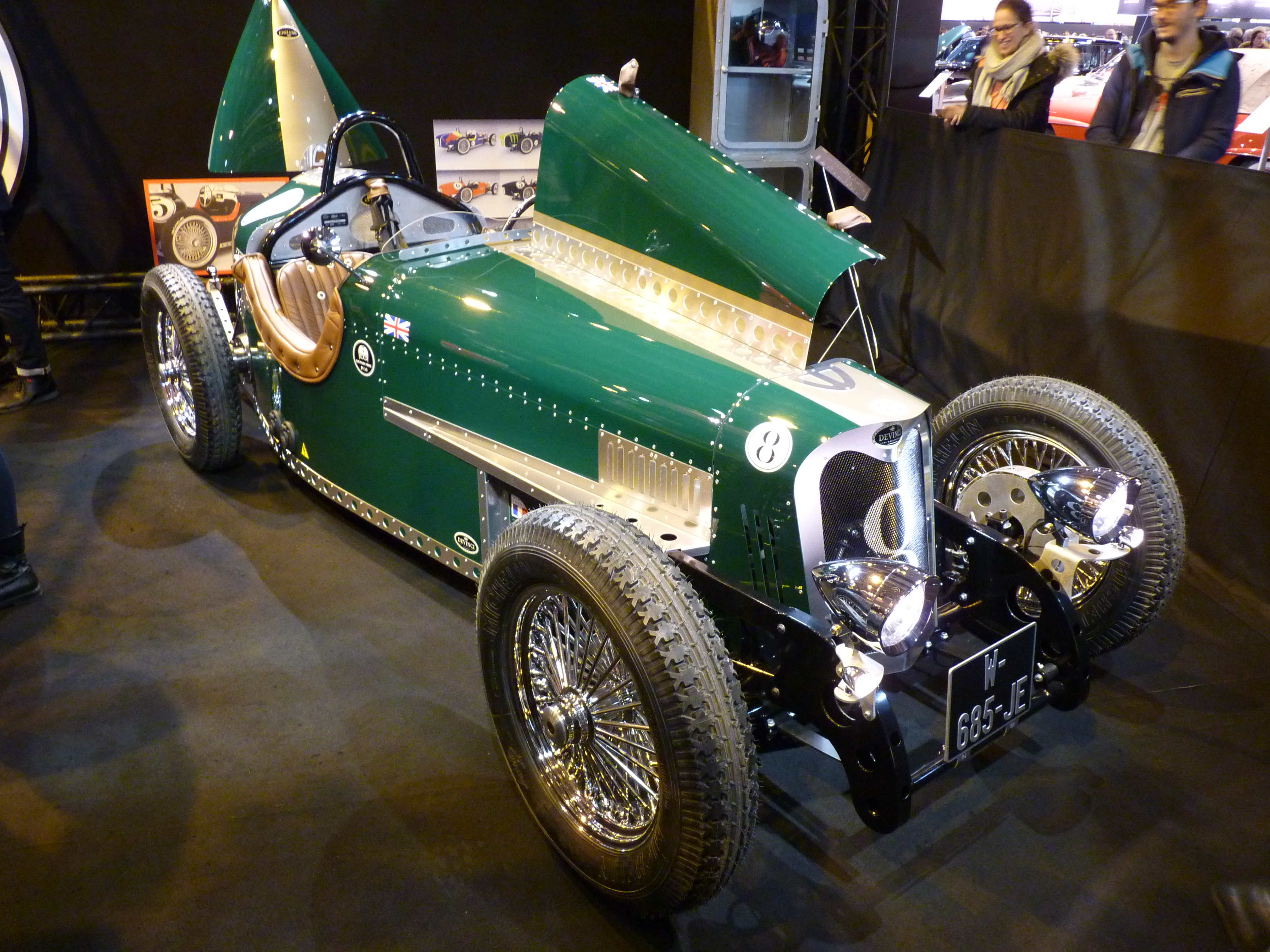
Une Devinci cars (2017).
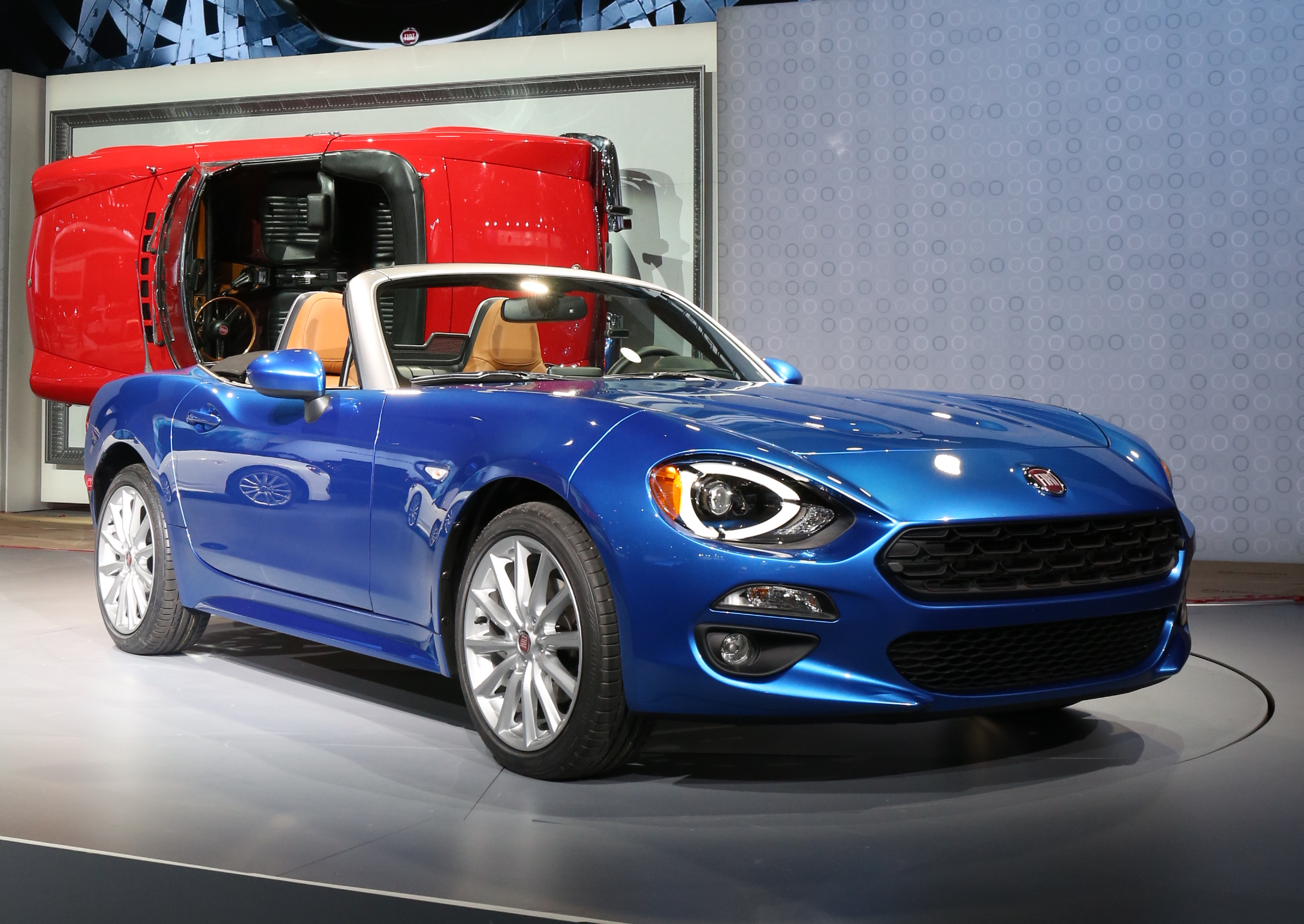
La Fiat 124 Spider (2015).
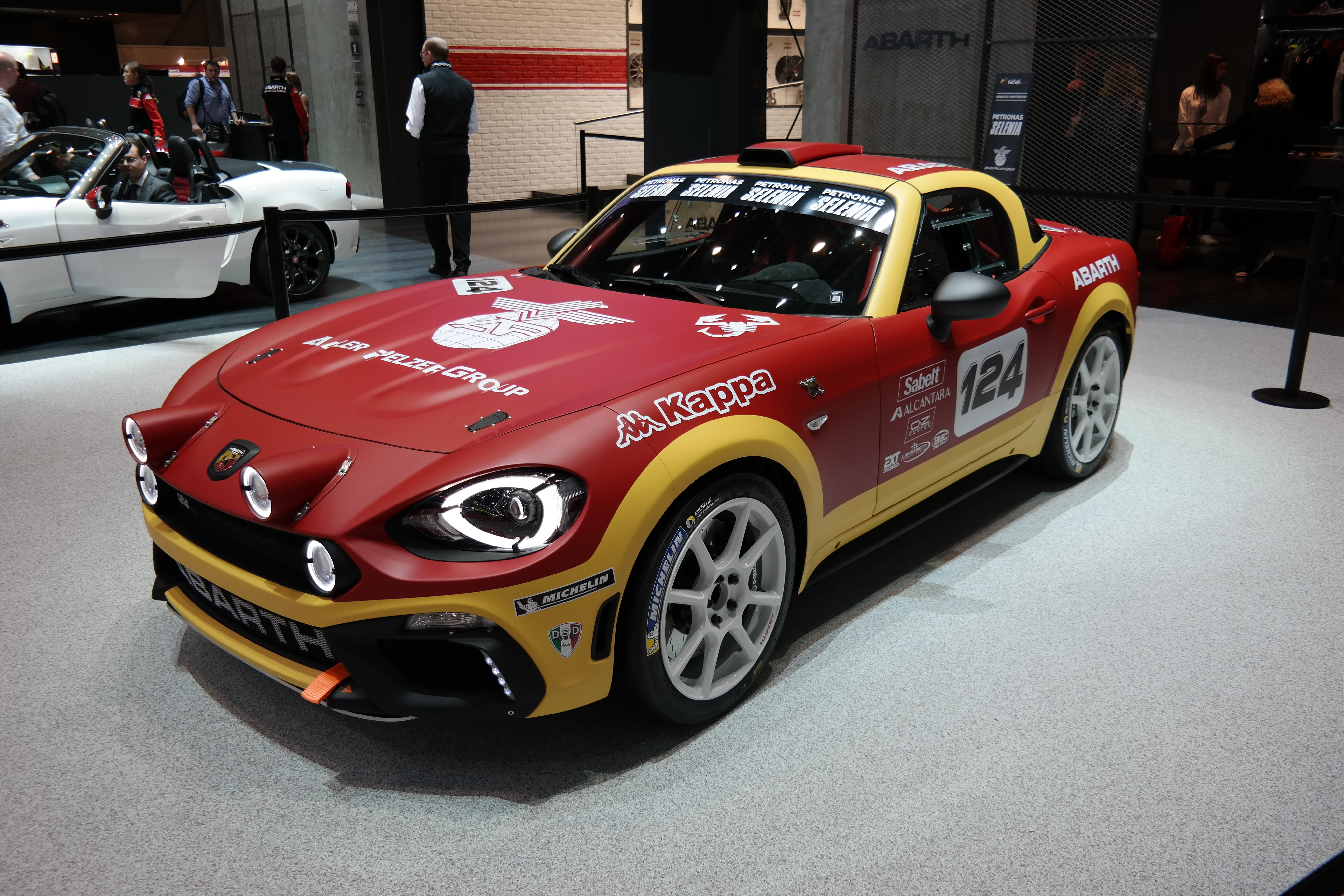
L'Abarth 124 Rally (2016).
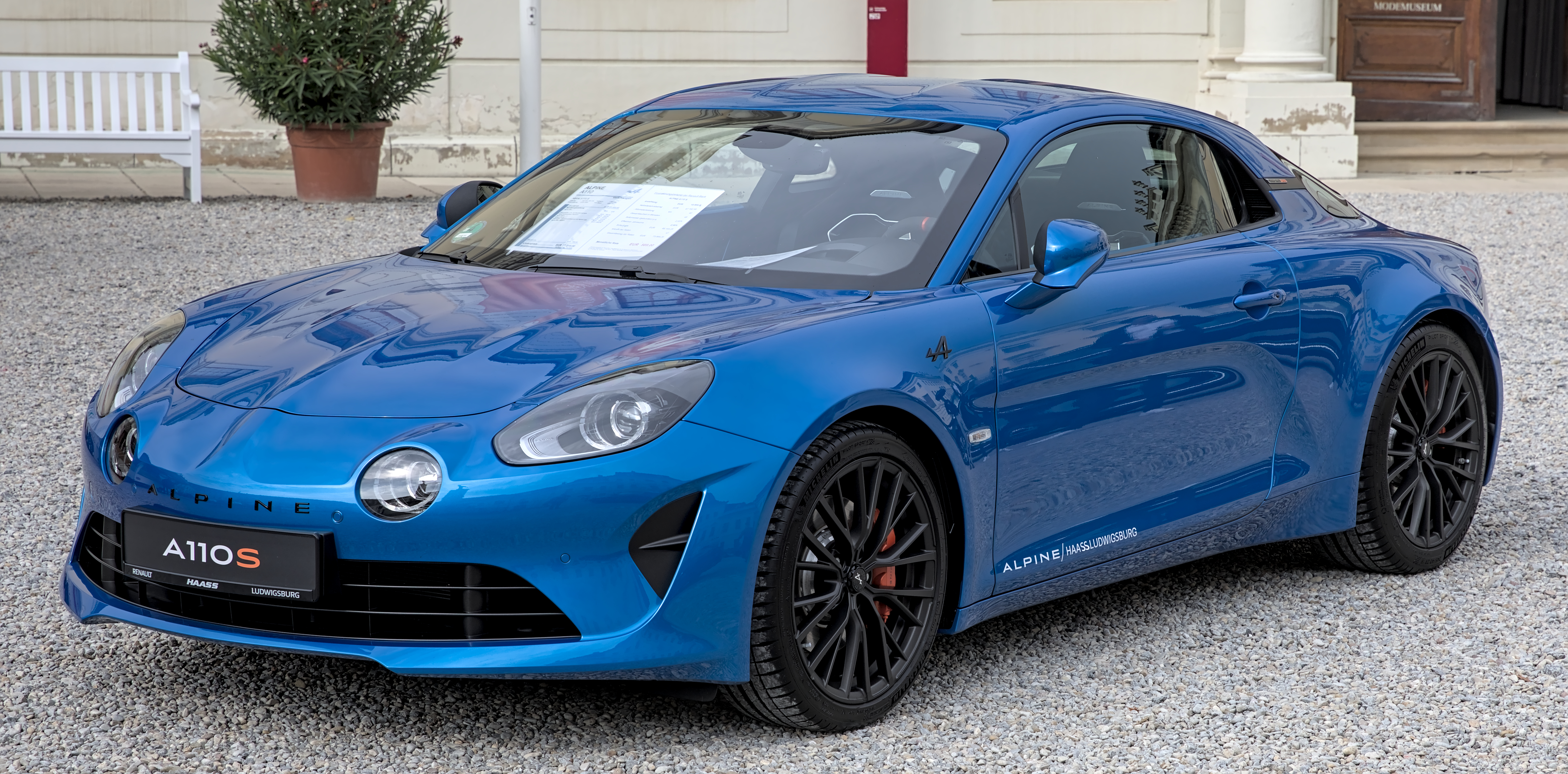
L'Alpine A110 (2017).
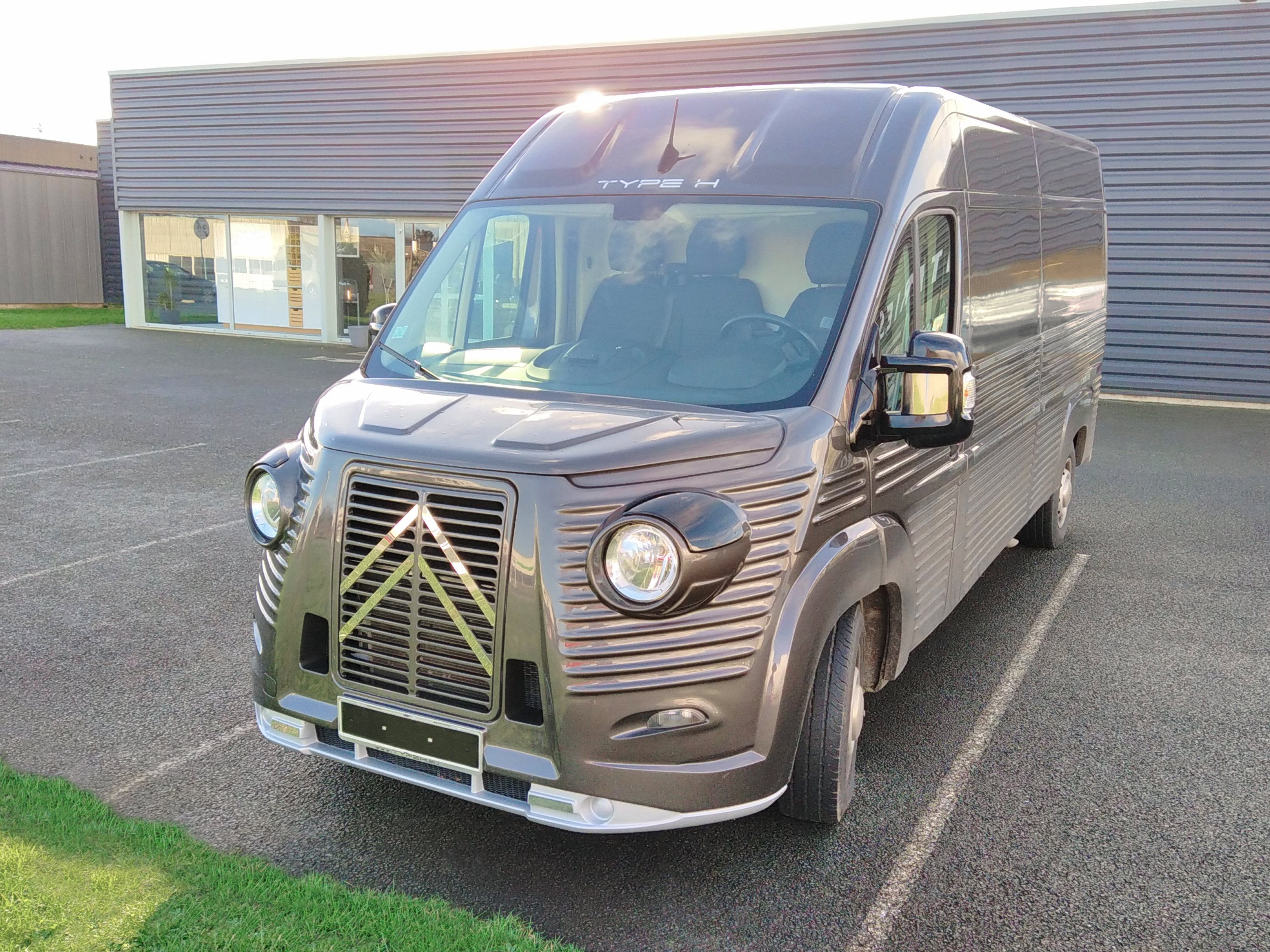
Un Citroën Jumper habillé d’un kit carrosserie par Caselani pour le transformer en Citroën Type H Néo-rétro.
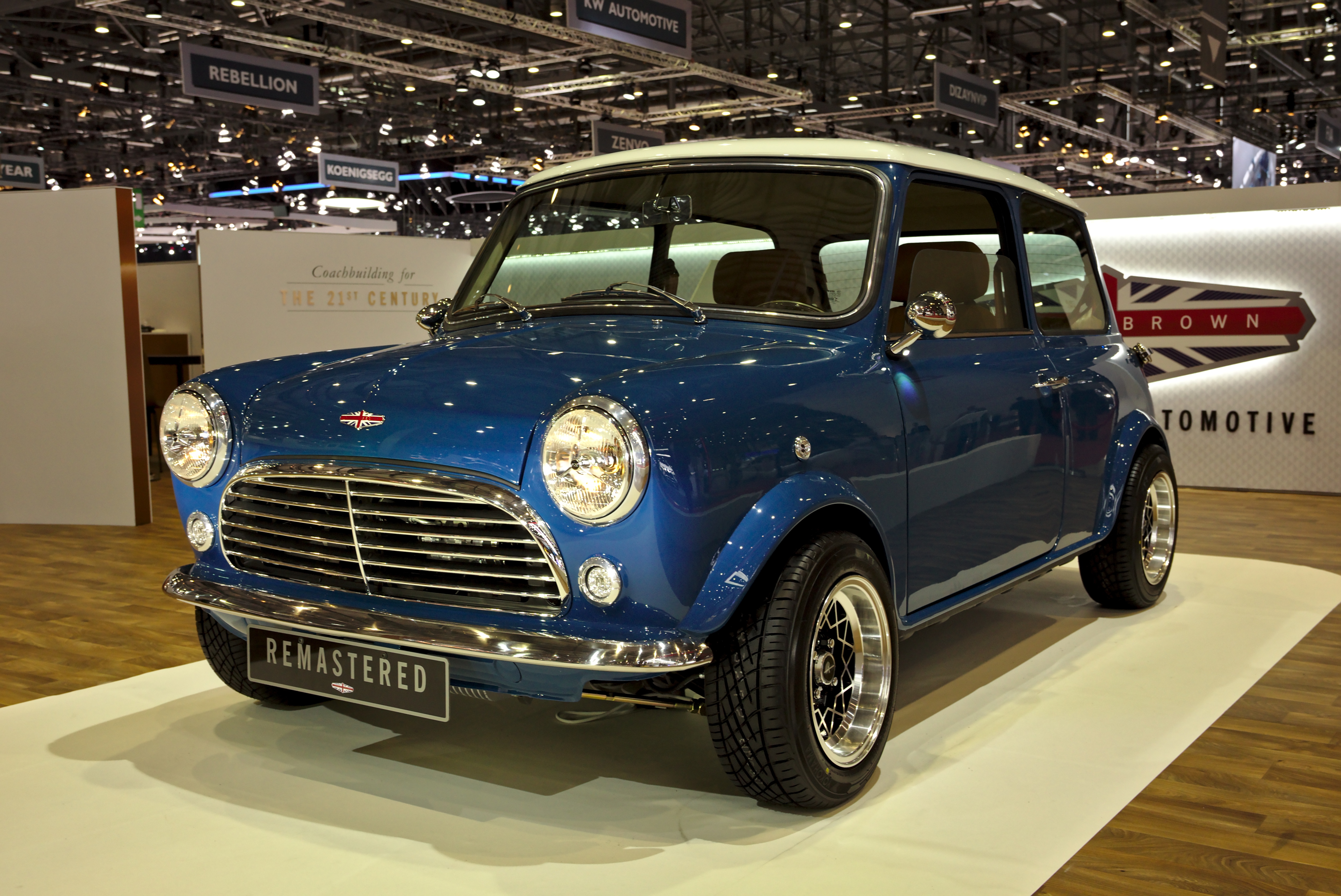
La Mini Remastered par David Brown Automotive (2017).
La New Stratos par Pininfarina et Manifattura Automobili Torino[4] (2018).
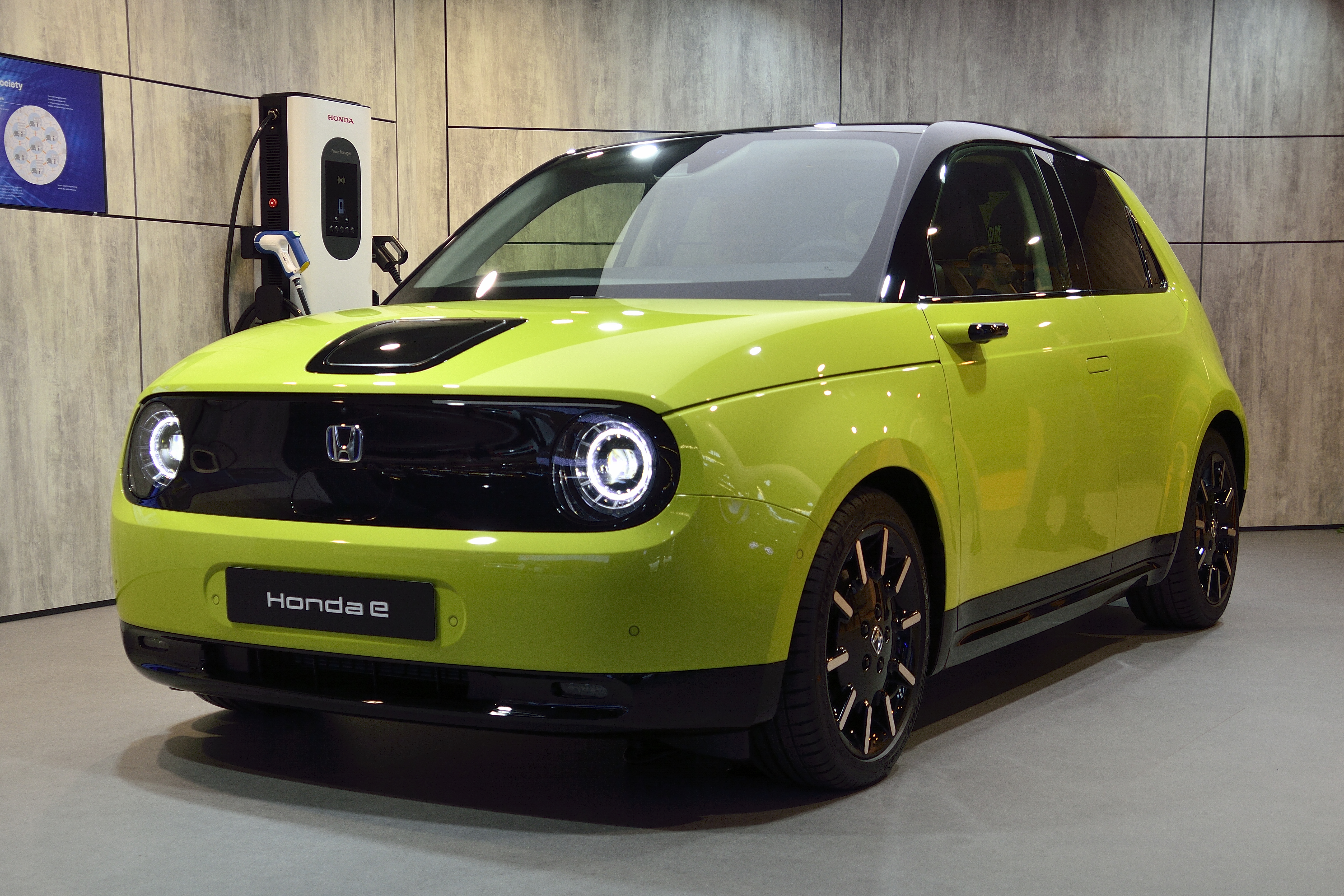
La Honda e (2019) qui rappelle la Honda Civic de 1974.
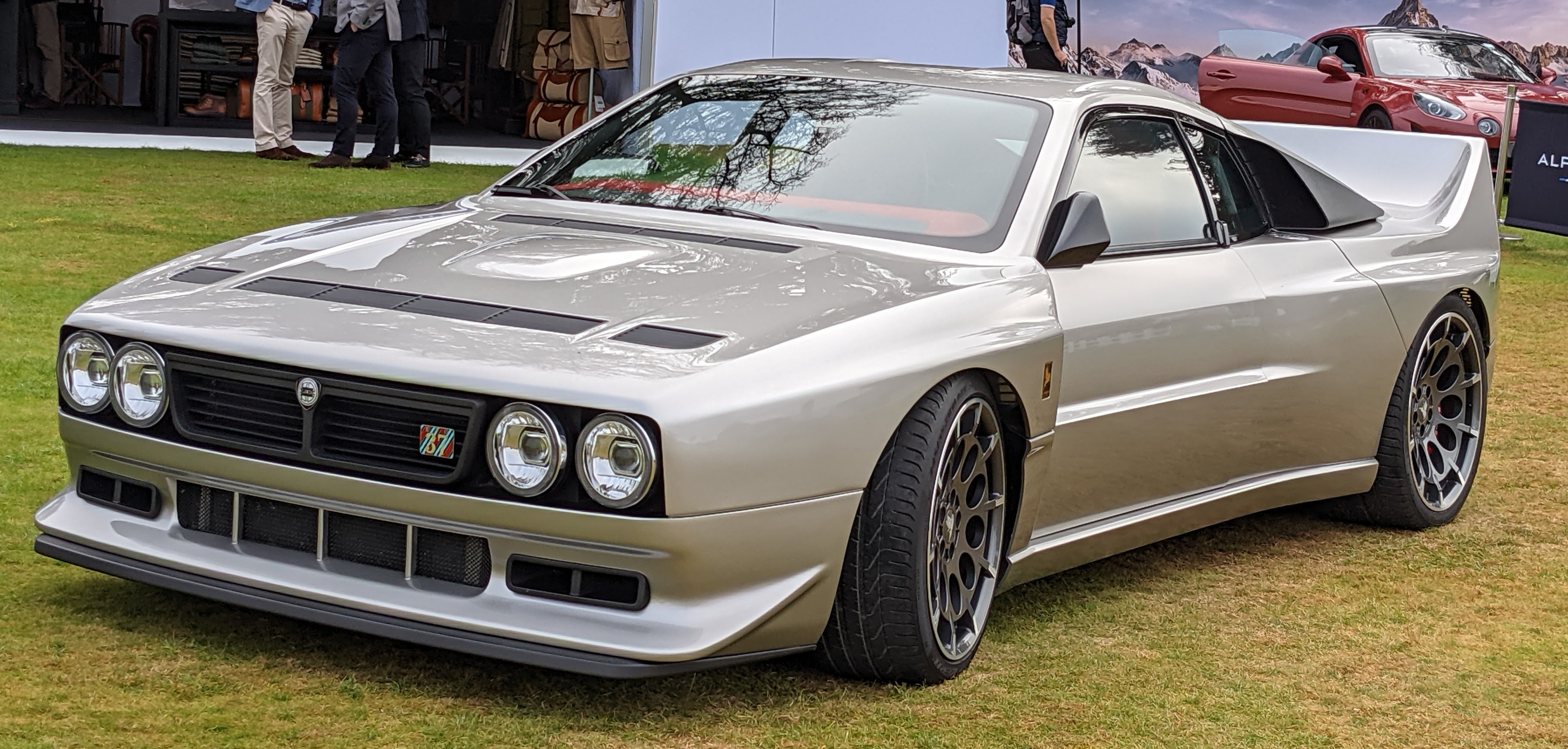
La Kimera 037 (2021), réinterprétation de la Lancia 037.
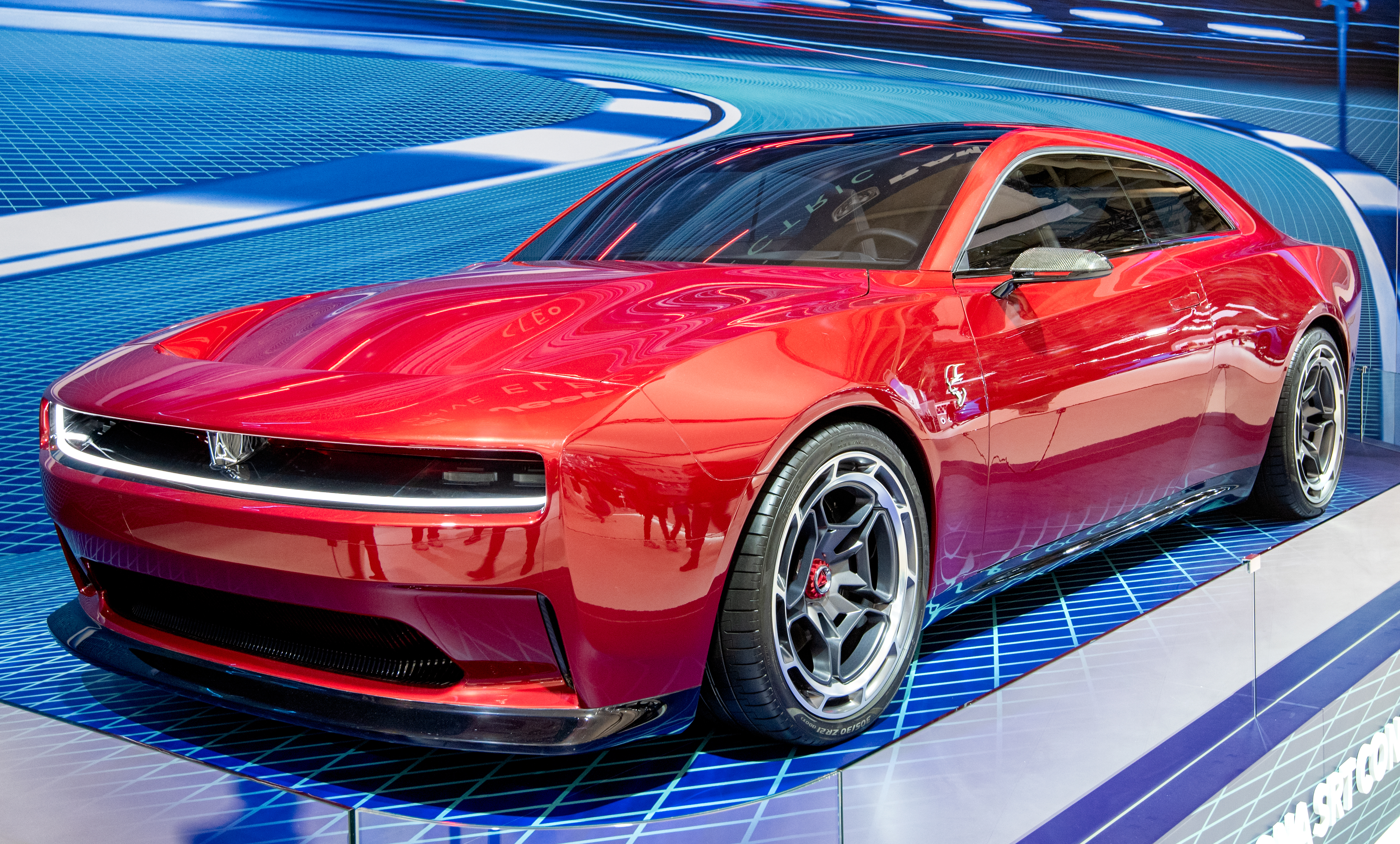
La Dodge Charger Daytona SRT Concept (2022).
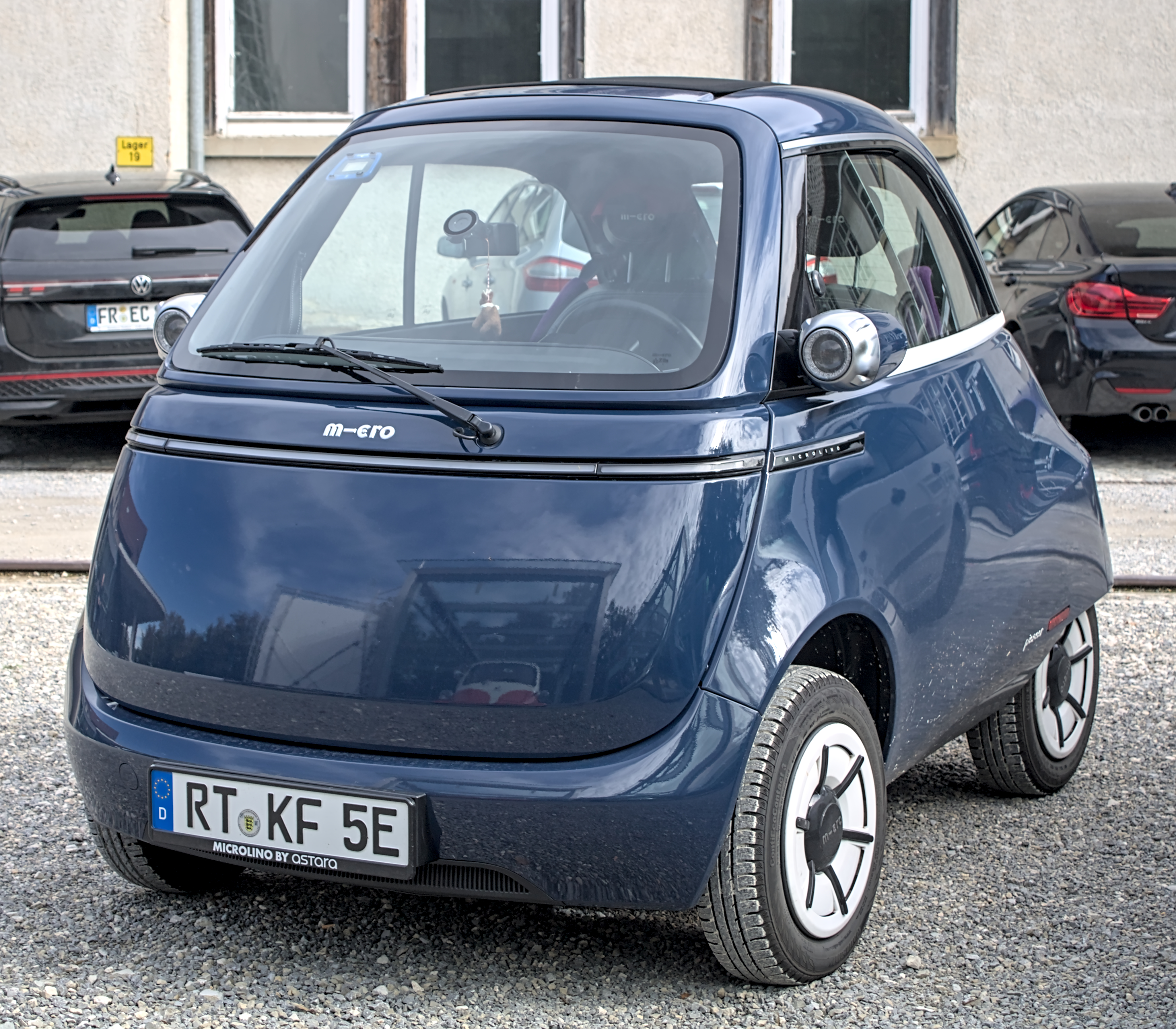
La Microlino, réinterprétation par le constructeur suisse Micro Mobility Systems de l'Isetta.
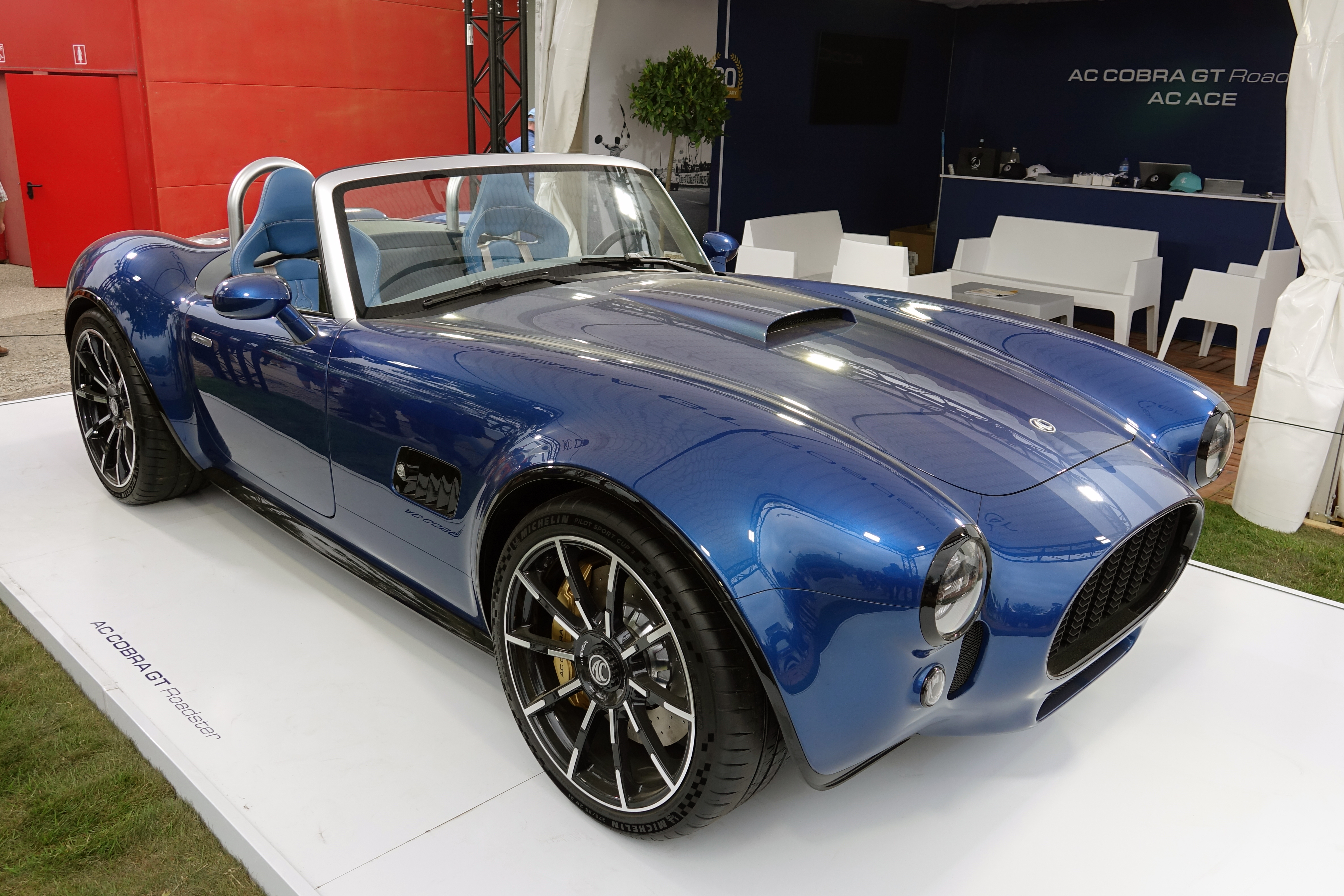
L'AC Cobra GT Roadster (2023).
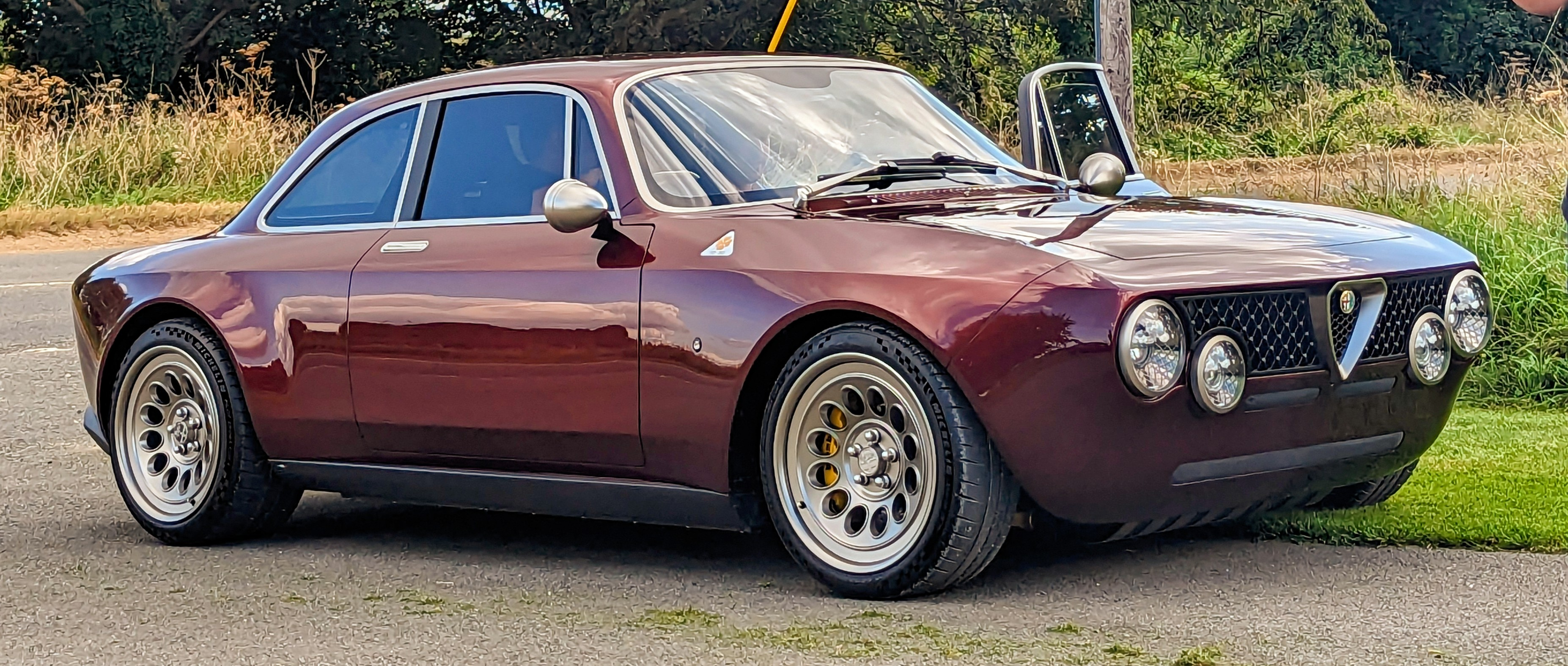
La société italienne Totem Automobili a réalisé une Alfa Romeo Giulia GTA revisitée, la Totem Automobile GT Electric (2023).
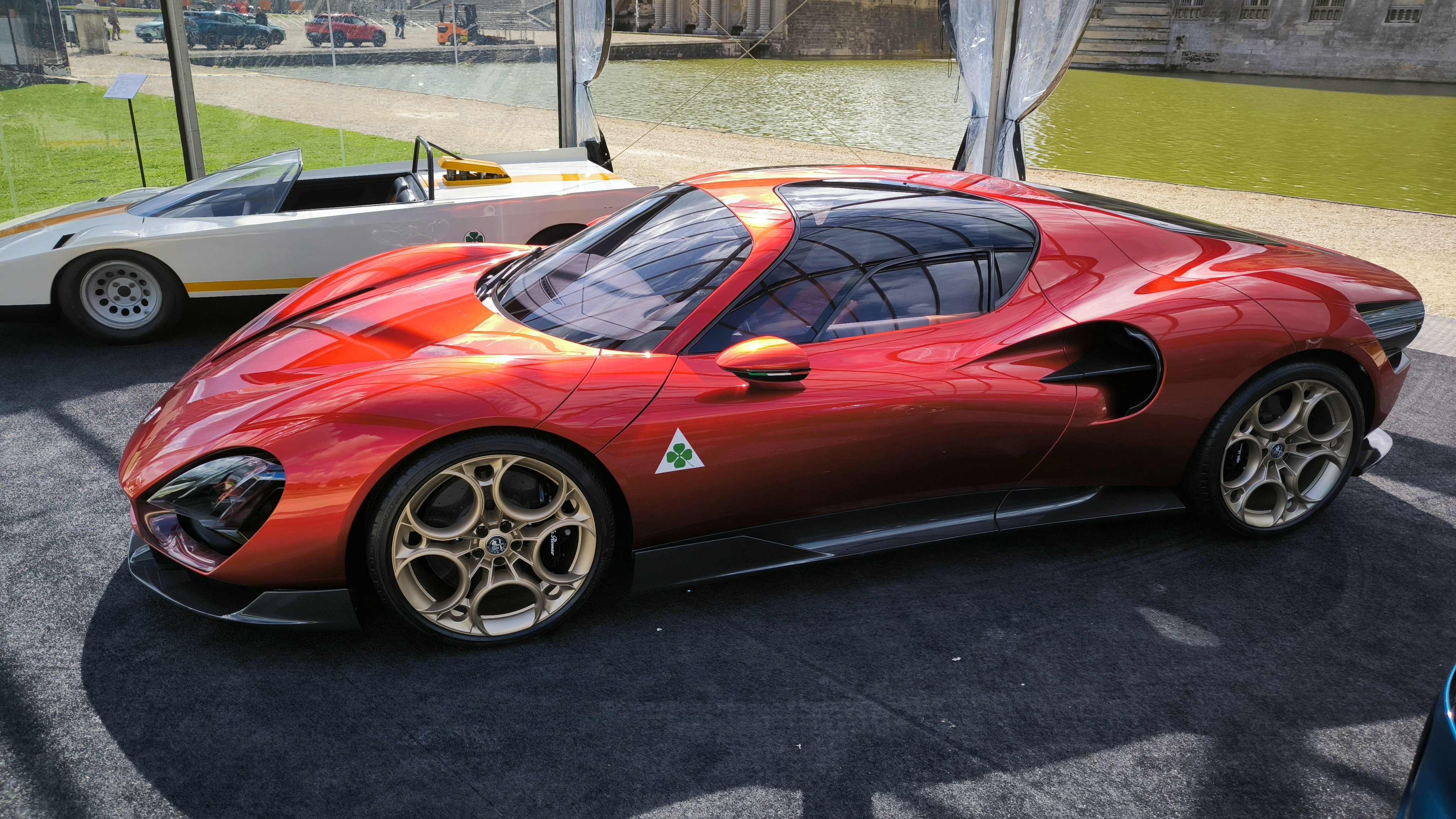
L'Alfa Romeo 33 Stradale (2023), inspirée de l'Alfa Romeo 33 Stradale.
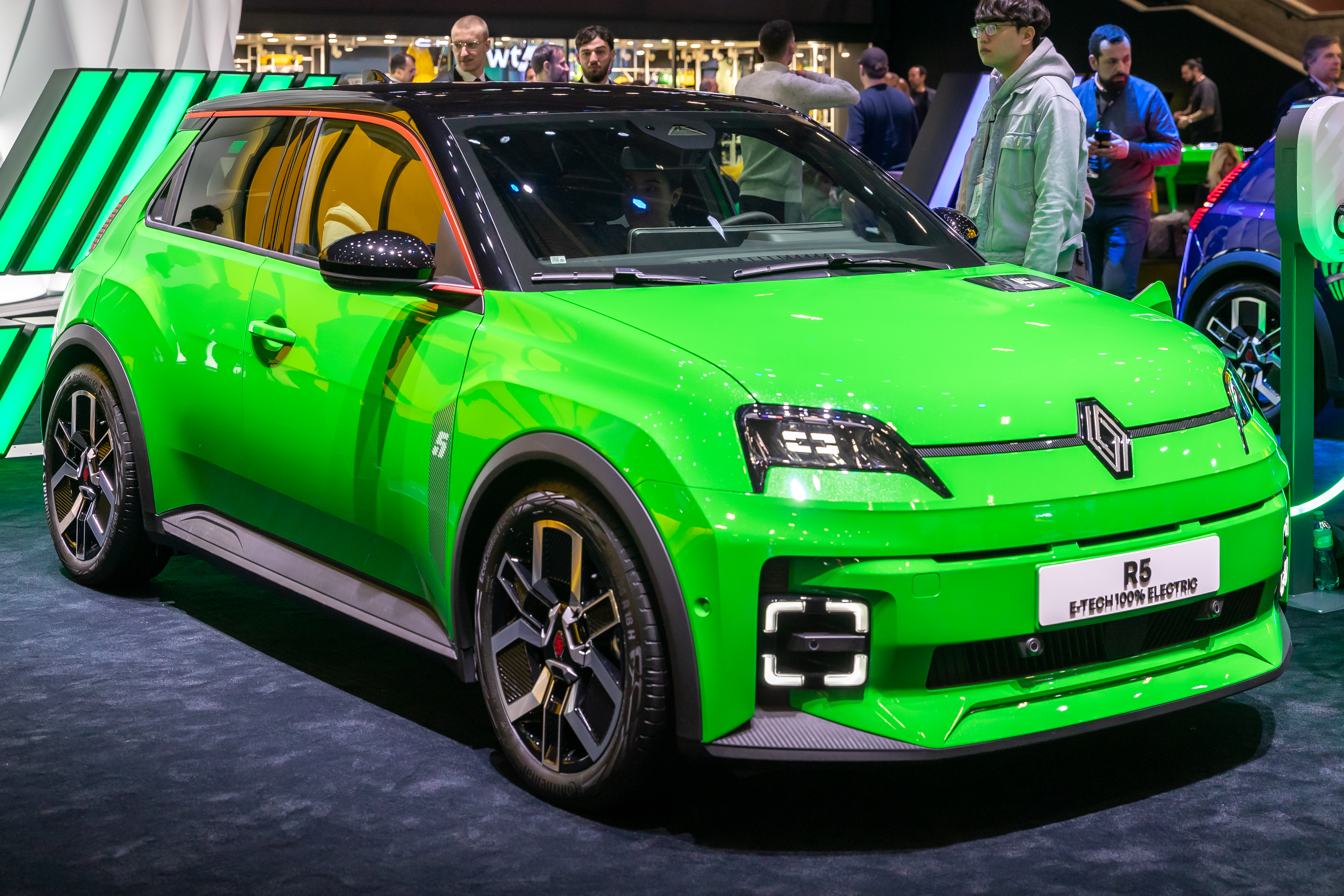
La Renault 5 E-Tech Electric (2024).
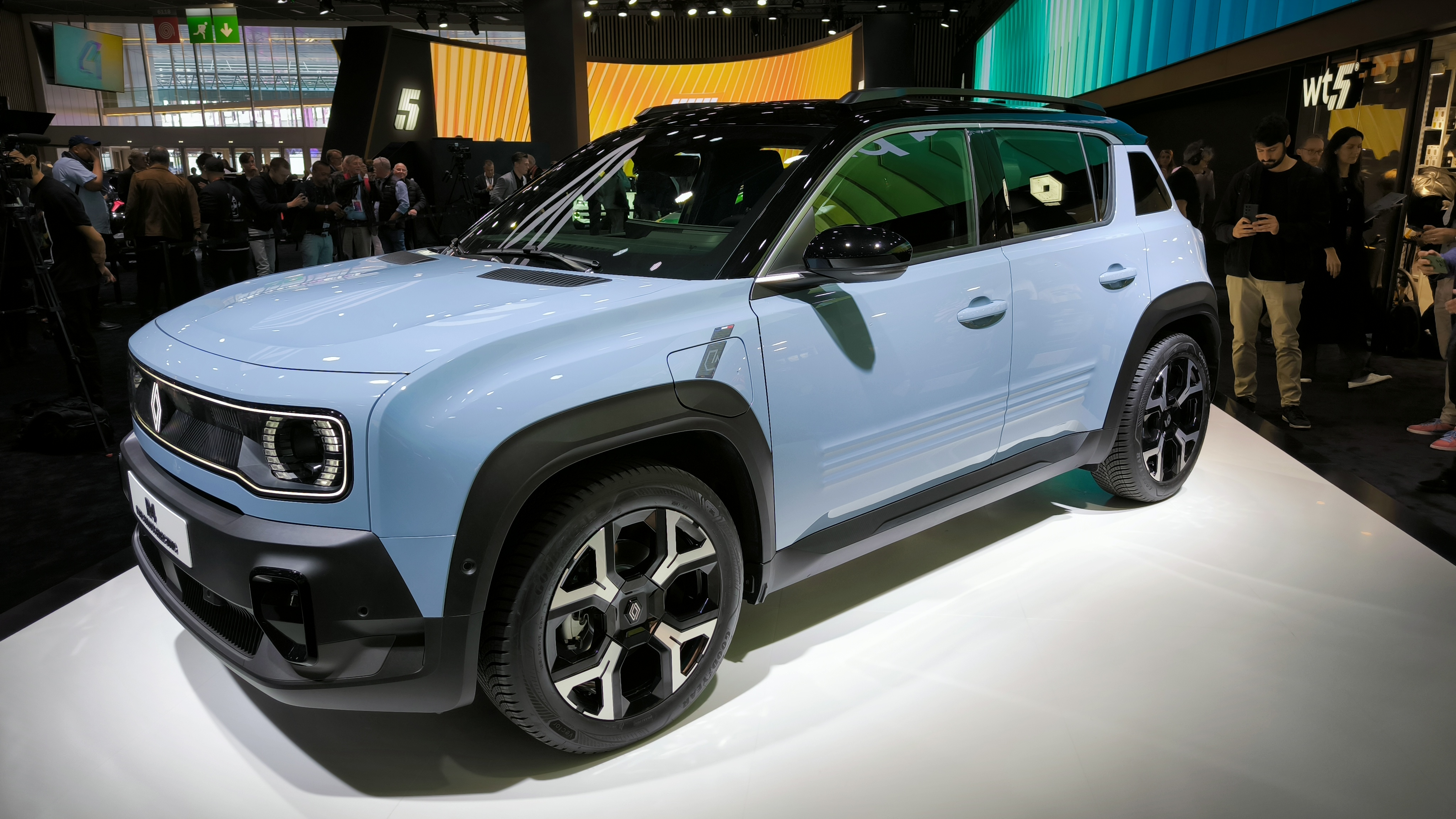
La Renault 4 E-Tech Electric (2024).
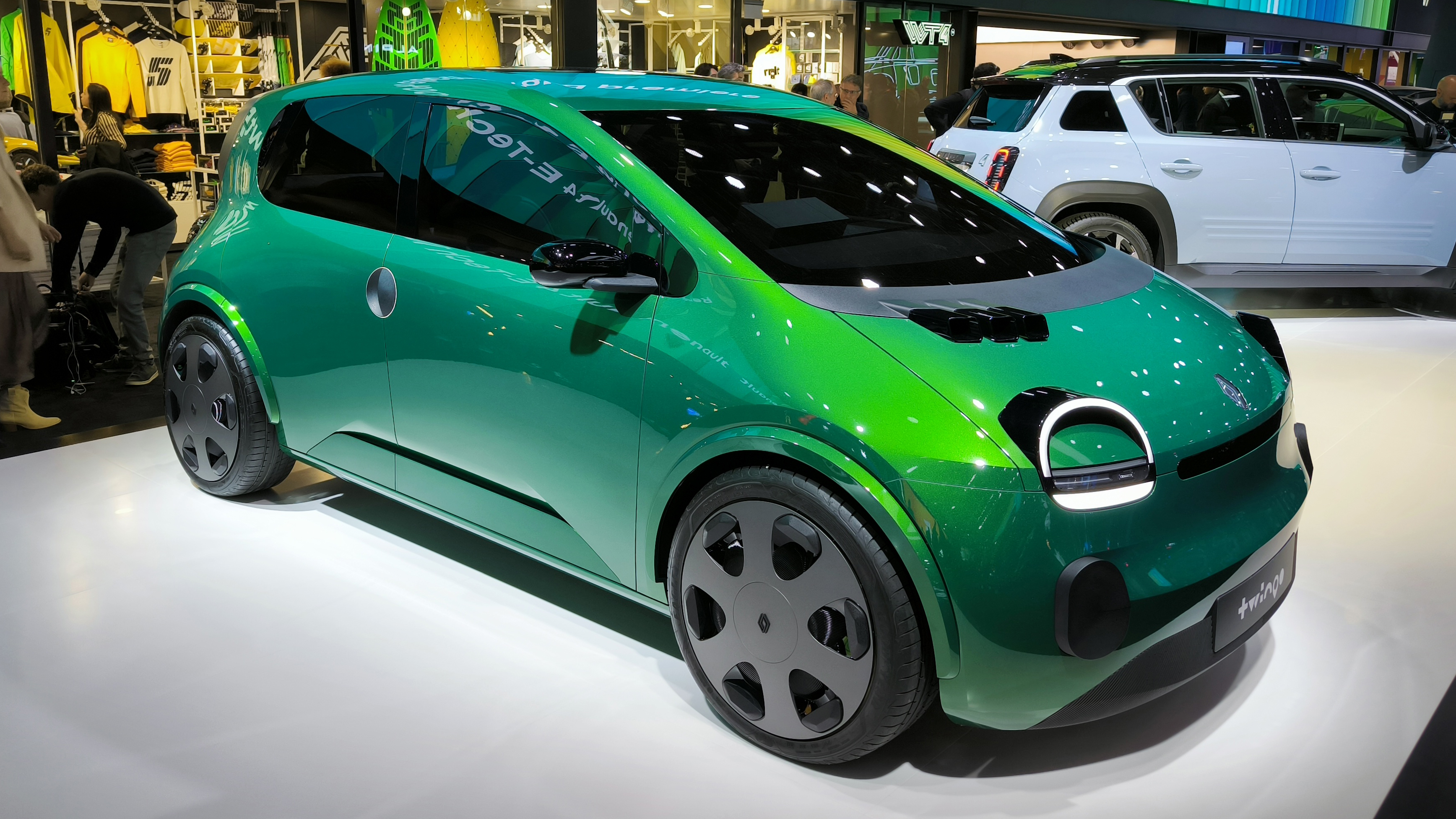
La Renault Twingo Concept de 2024.
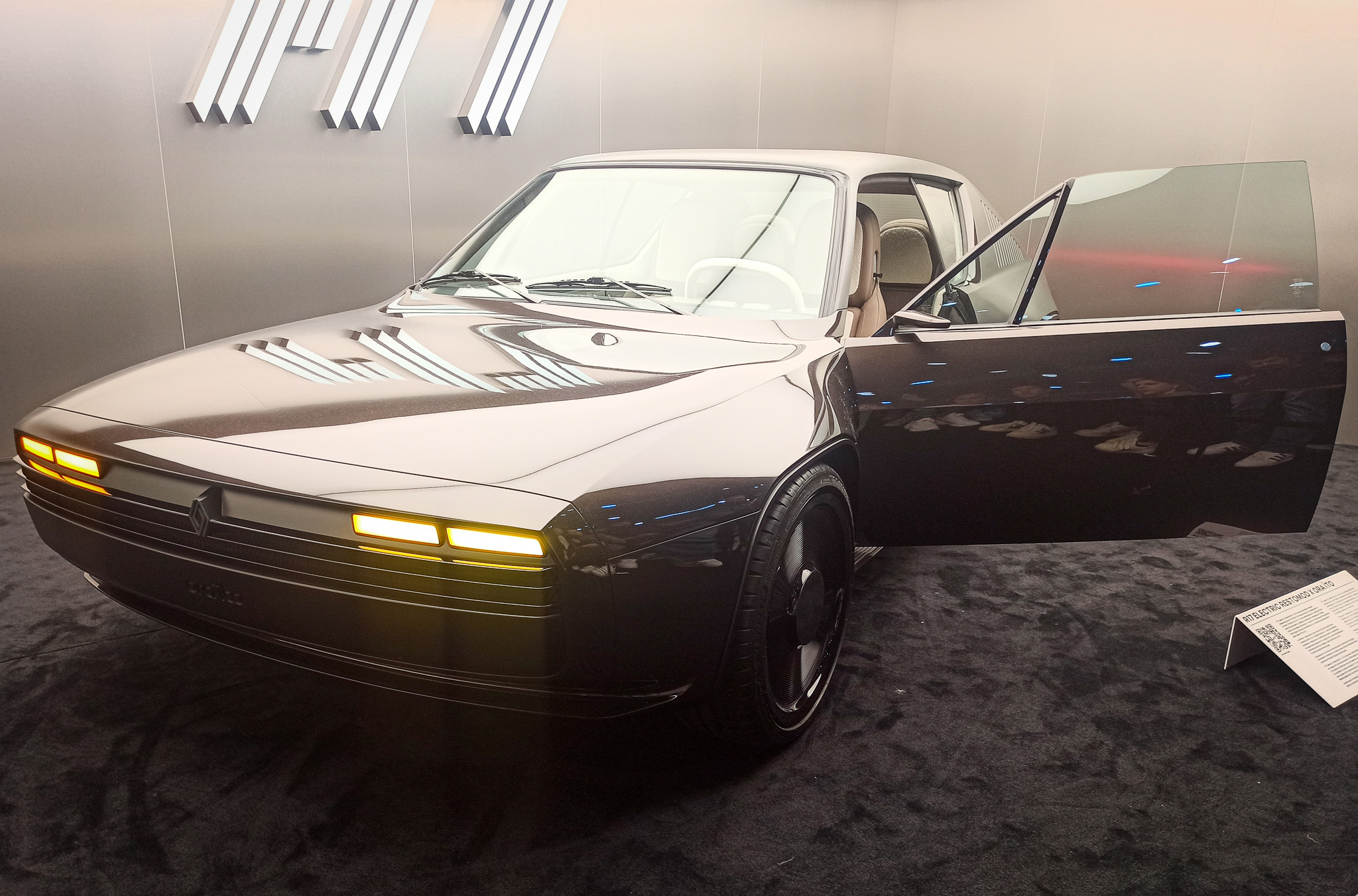
La Renault 17 réinterprétée par Ora Ïto (2024).

### Motos
Le monde la Moto connaît également un engouement pour la mode Néo-Rétro comme en témoignent des modèles tels que la Triumph Thruxton, les Honda CB 1000 R et CB 650R, les BMW R9T et R18 ou encore les Kawasaki W650, Z 650RS et Z 900RS.
Le néo-rétro c'est la tendance principale depuis 2010 en matière de deux-roues motorisés. Certaines catégories de motos, notamment les pures sportives, connaissent des heures difficiles, tandis que le charme de l'ancien a opéré un retour en grâce auprès des utilisateurs.
Dans le secteur de la moto, tout comme pour l'automobile, le terme de néo-rétro désigne les productions modernes arborant une esthétique ou des éléments vintage.
Le néo-rétro qualifie initialement une moto, ou un scooter, à la mécanique et aux technologies modernes associées à un design qui renvoie à une époque donnée, le plus souvent celle de l'âge d'or de la catégorie de moto en question. La réinterprétation des productions est cependant très variable d'une marque à l'autre. On retrouve aussi bien des machines au look calqué sur celui de l'époque, comme des design modernes et remis au goût du jour. Il en va de même pour les mécaniques qui se montrent parfois très sophistiquées, mais restent également sur des standards relativement dépassés. Il existe un peu de tout dans l'univers de la moto. Certaines marques sont très portées sur le rétro alors que d'autre sont plus sur le néo.
Il est également difficile dater exactement l'arrivée de ces néo-rétro sur le marché car certaines marques historiques n'ont jamais discontinué leur production et restent dans la droite ligne de ce qu'ils ont toujours fait. C'est notamment le cas des Harley-Davidson dont les customs conservent la même esthétique, des scooters Vespa ou encore des Royal Enfield qui sont restés quasi identiques en look depuis les années 1950.

Quelques exemples de deux-roues de style néo-rétro
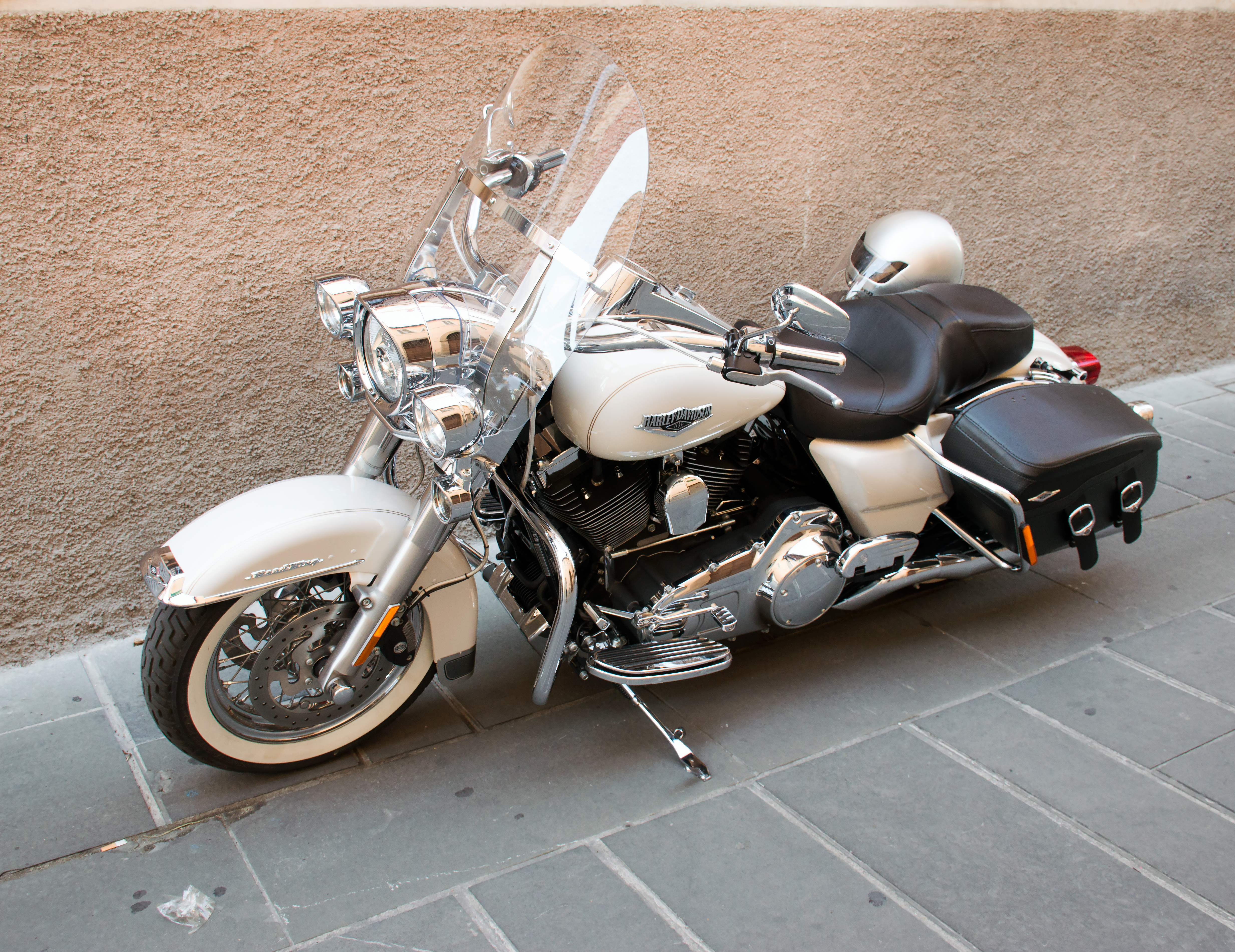
Une Harley-Davidson Road King white.
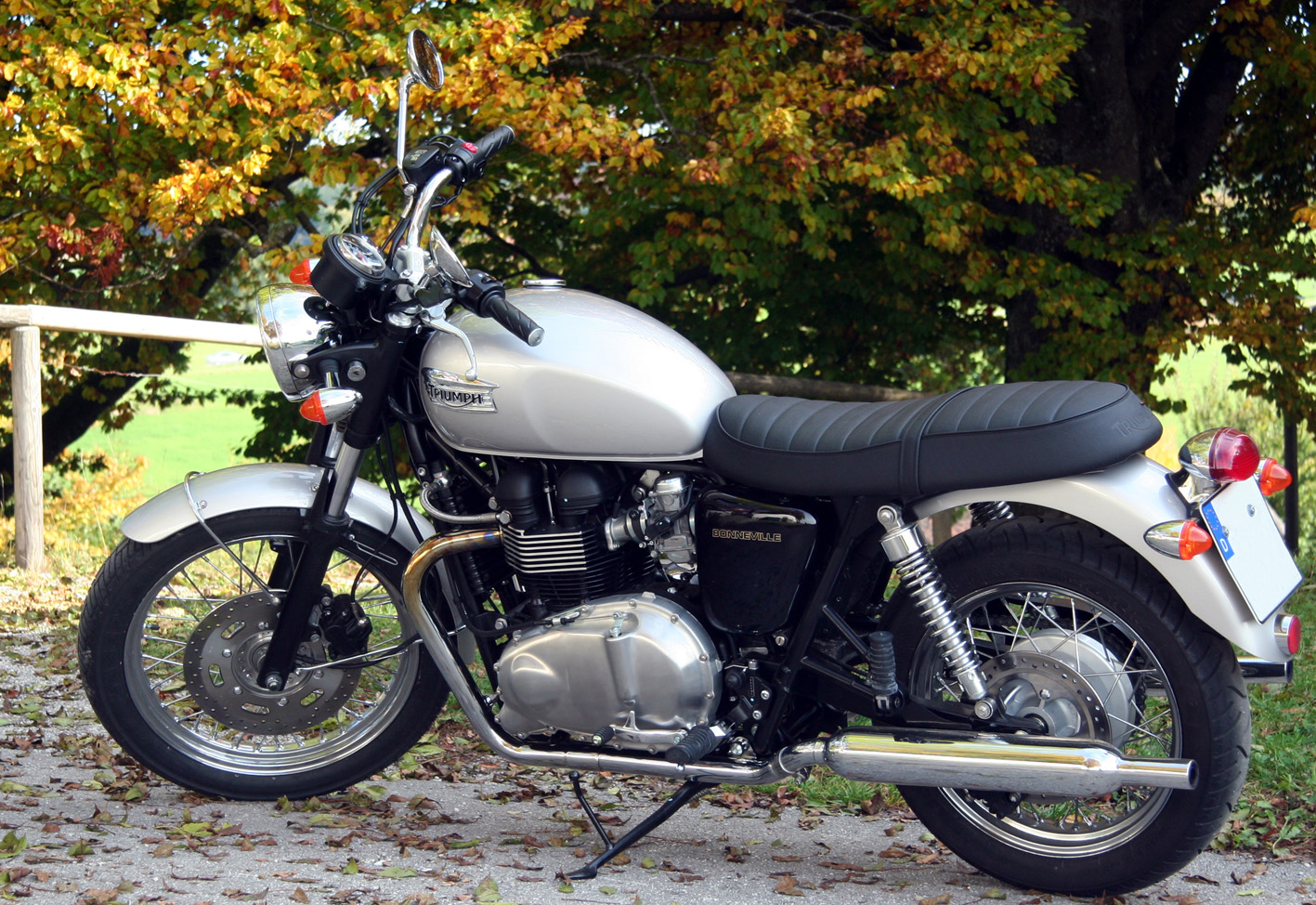
L'iconique Triumph Bonneville. Ici, un modèle de 900 cm3 de 2008.
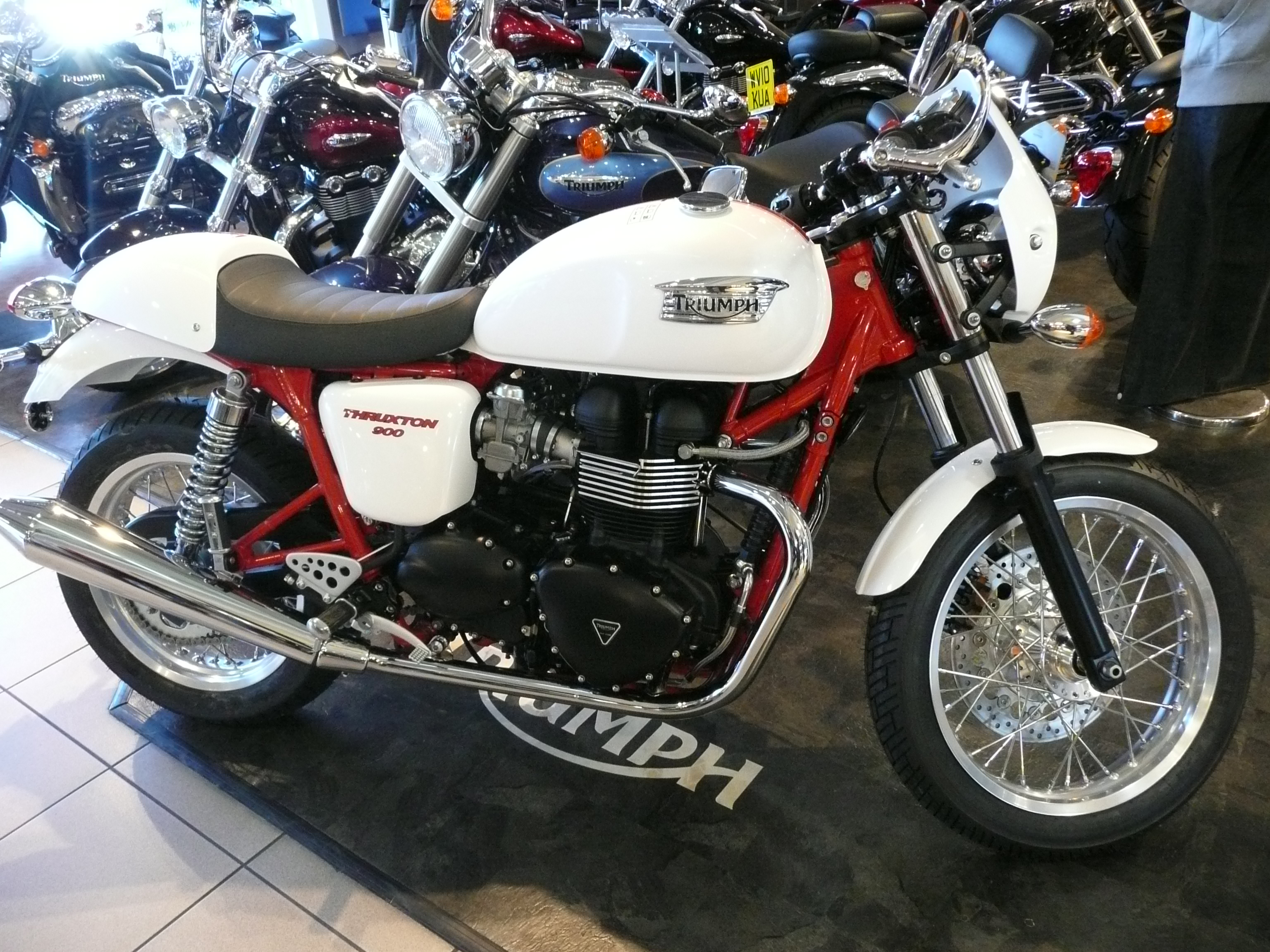
La Triumph Thruxton 900 cm3.
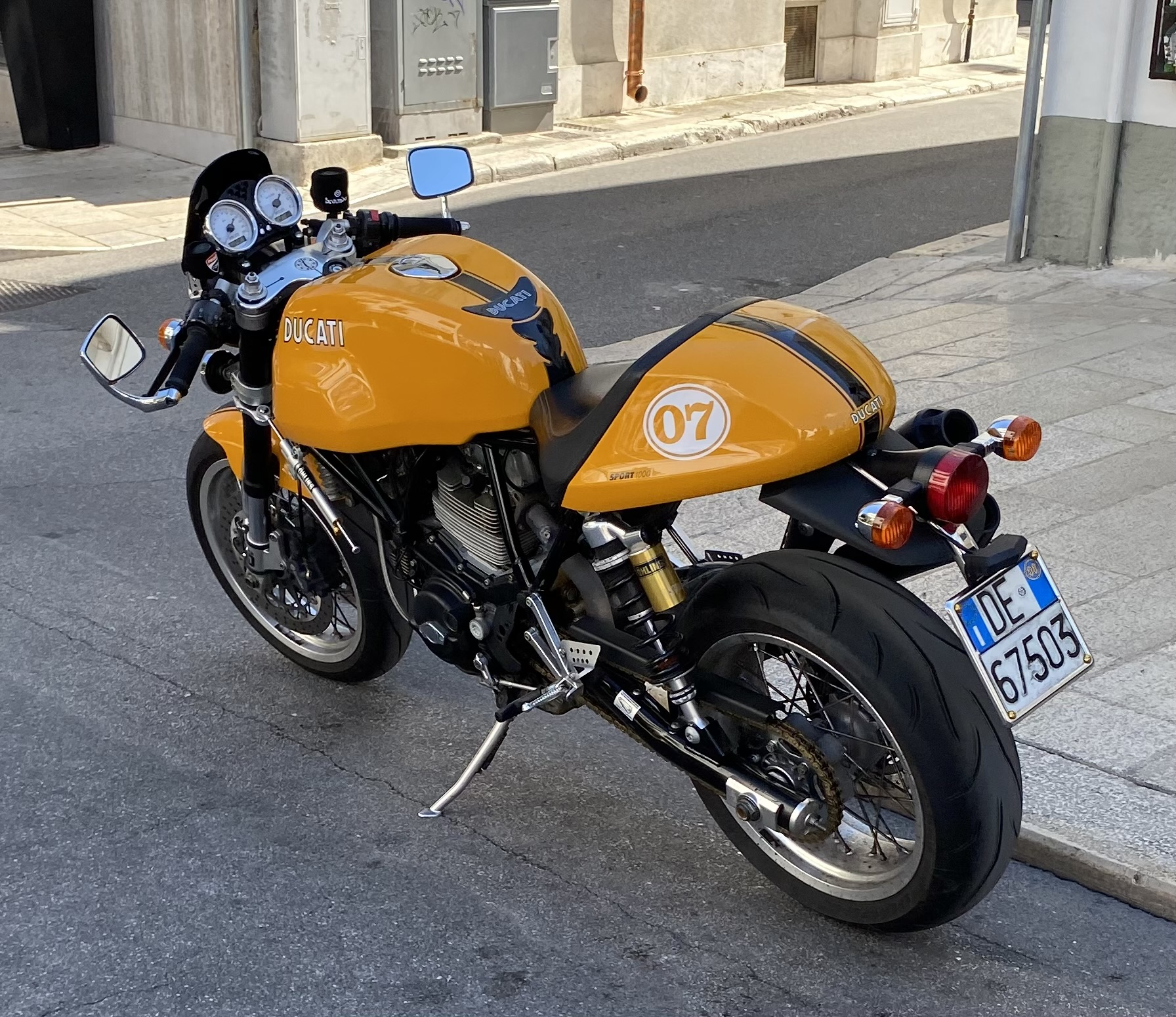
Une Ducati Sport 1000.
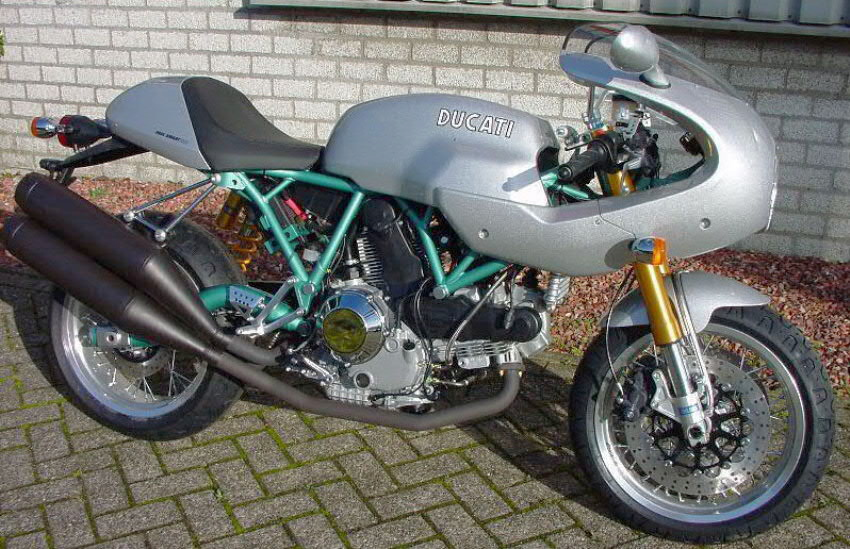
Une Ducati SportClassic, ici une Paul Smart LE 1000.
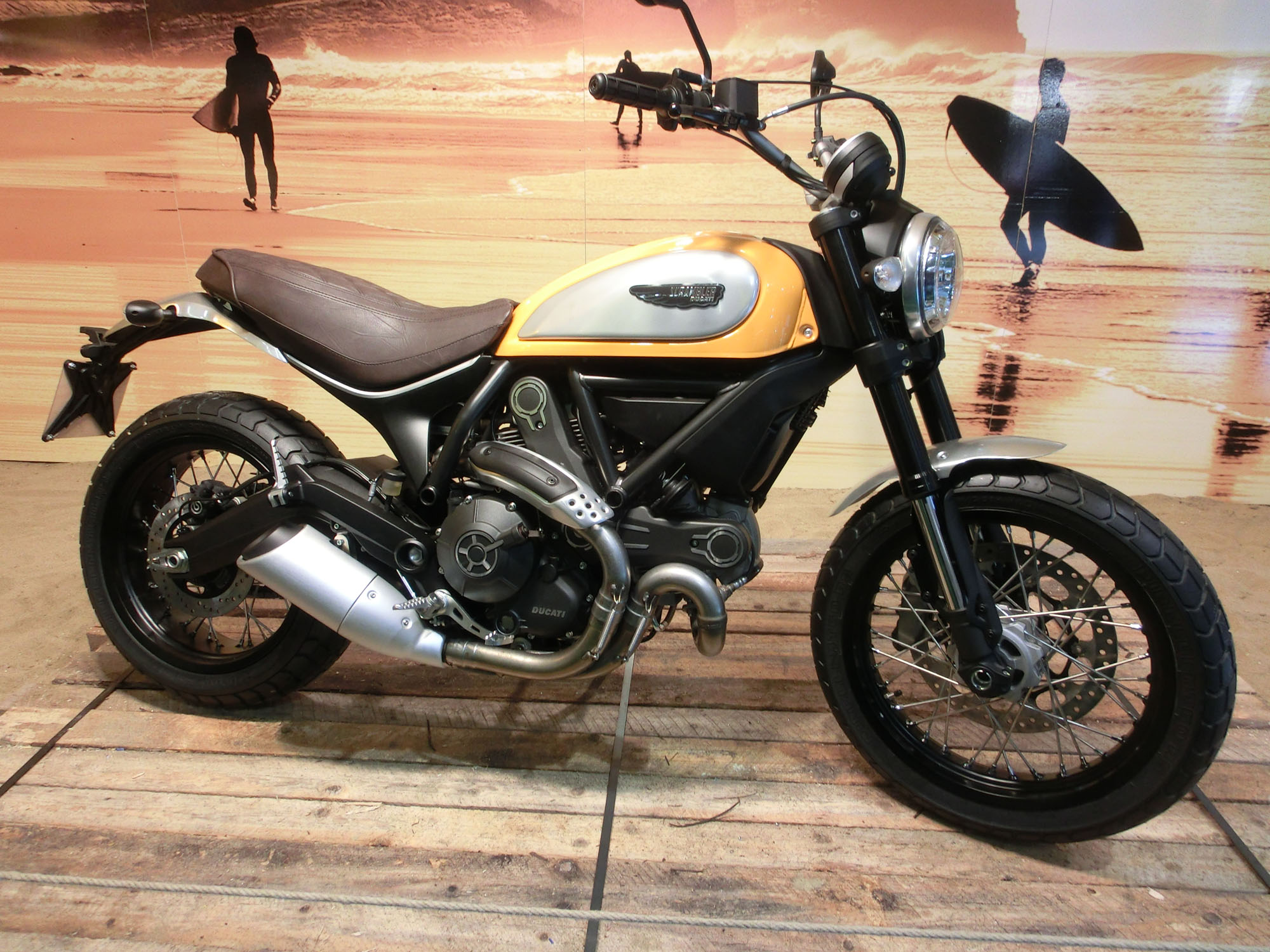
Une Ducati Scrambler Classic de 2014.
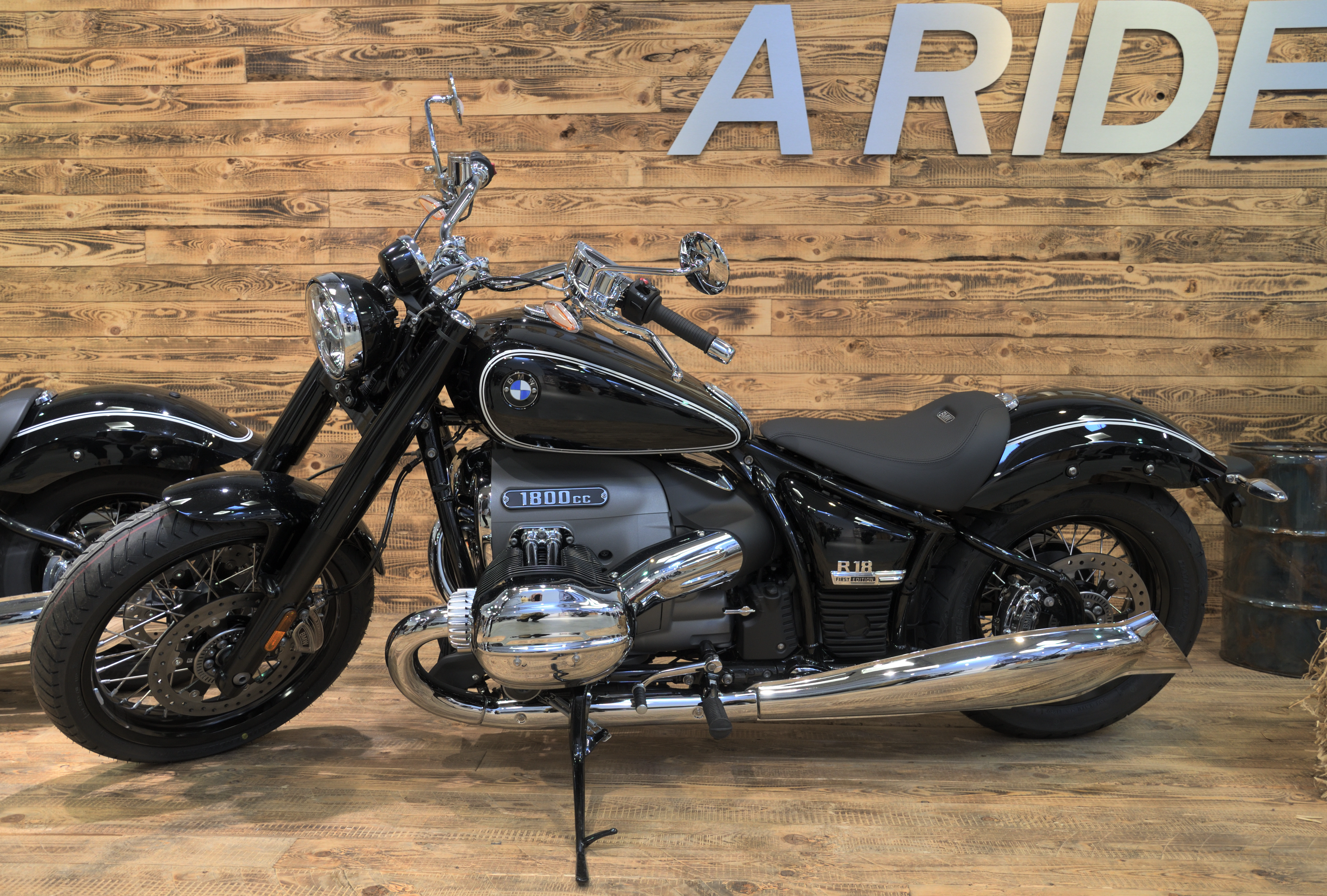
La BMW R 18 First Edition.
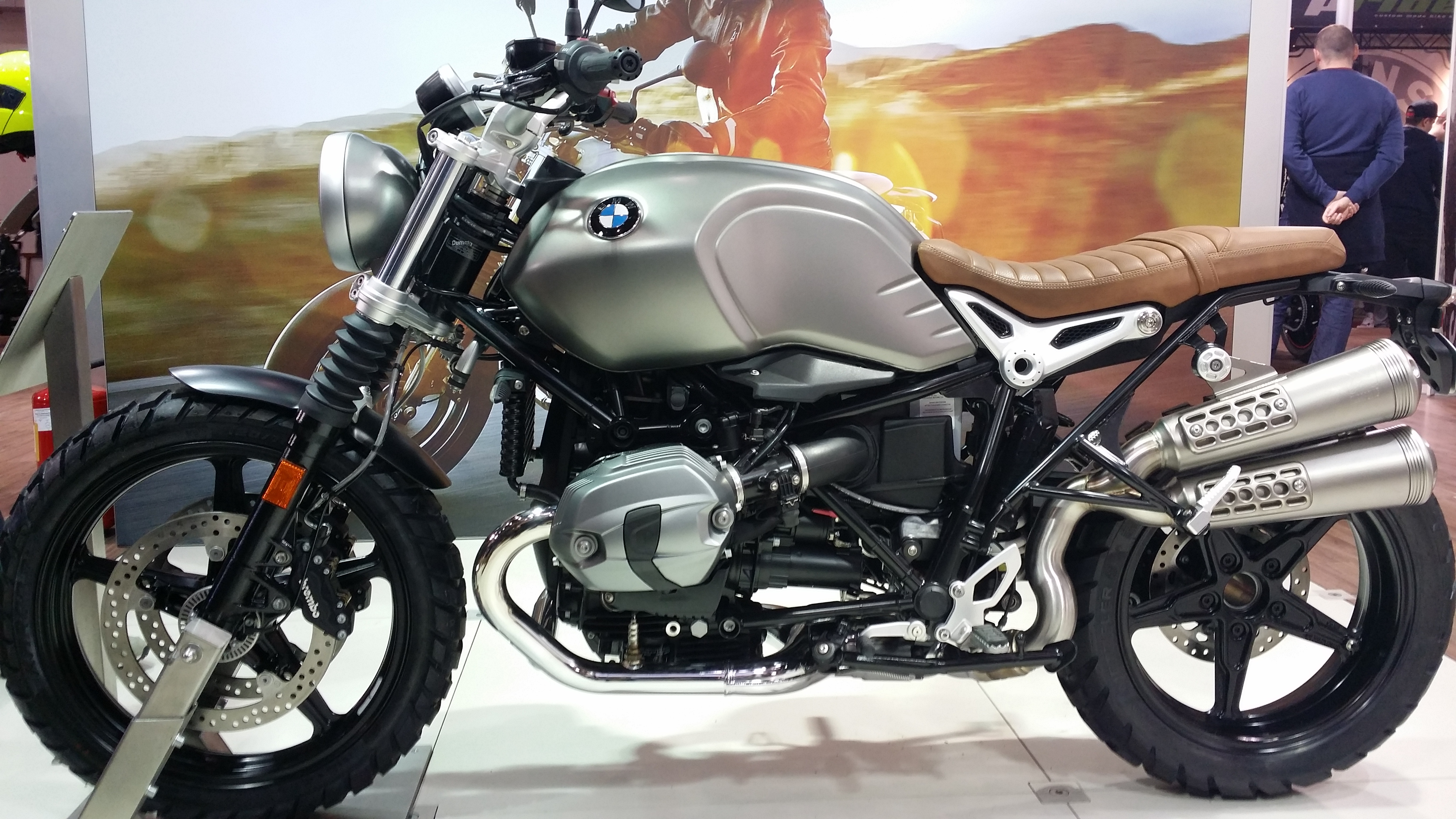
Une BMW R nineT Scrambler.
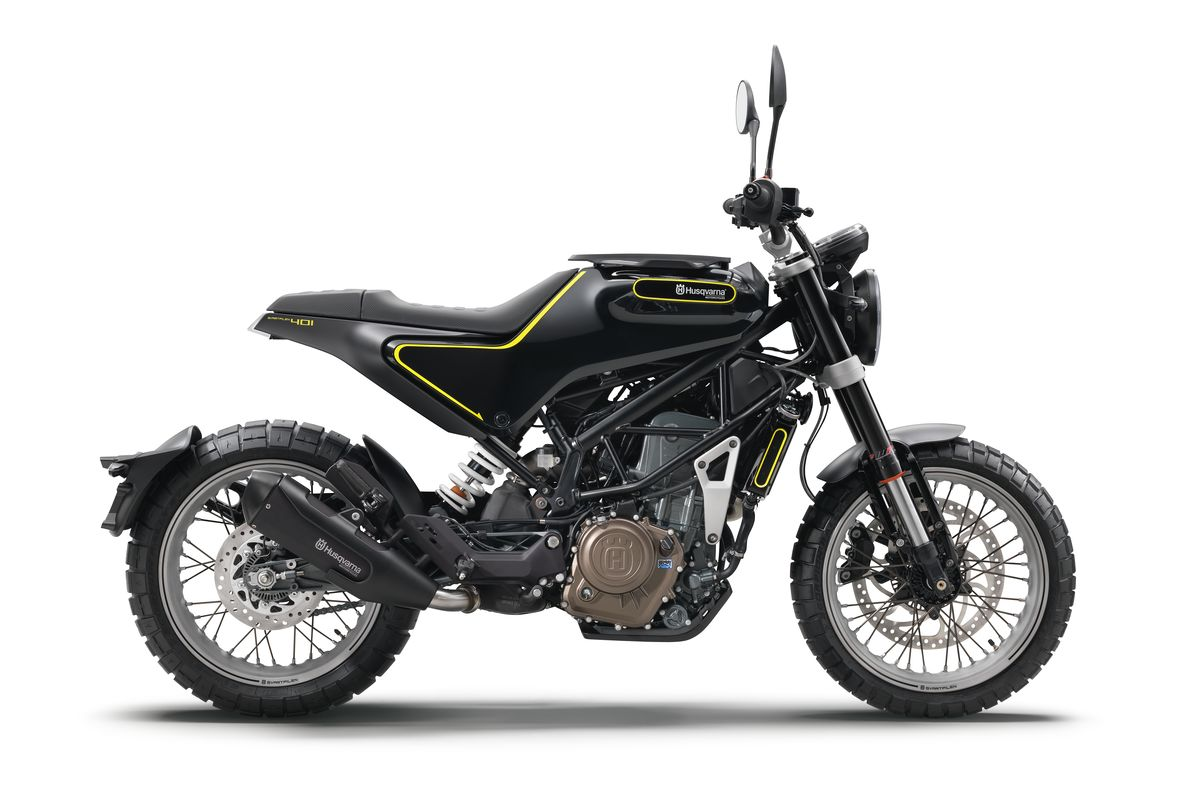
Une Husqvarna Svartpilen 401.
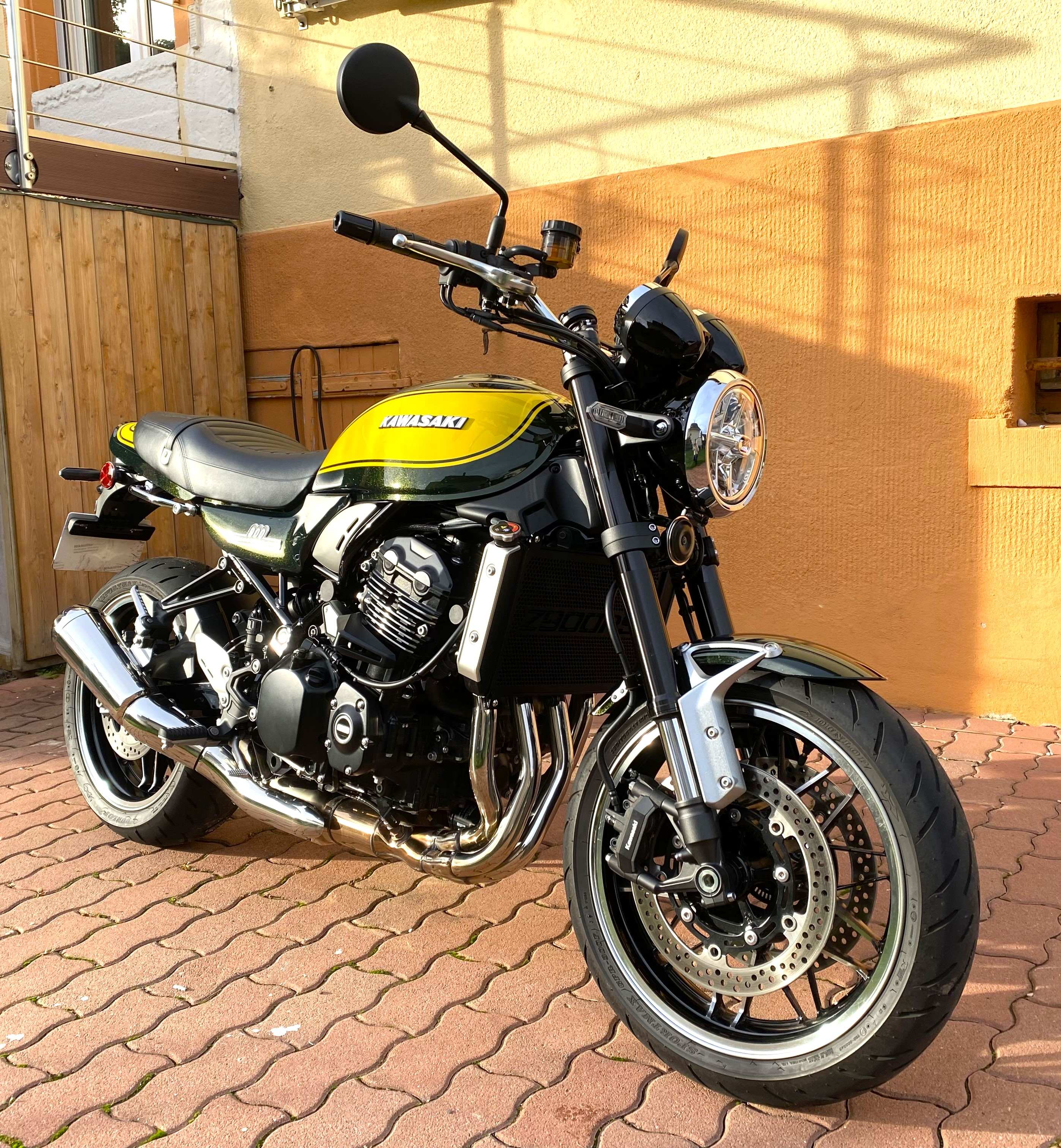
La Kawasaki Z 900RS de 2024.
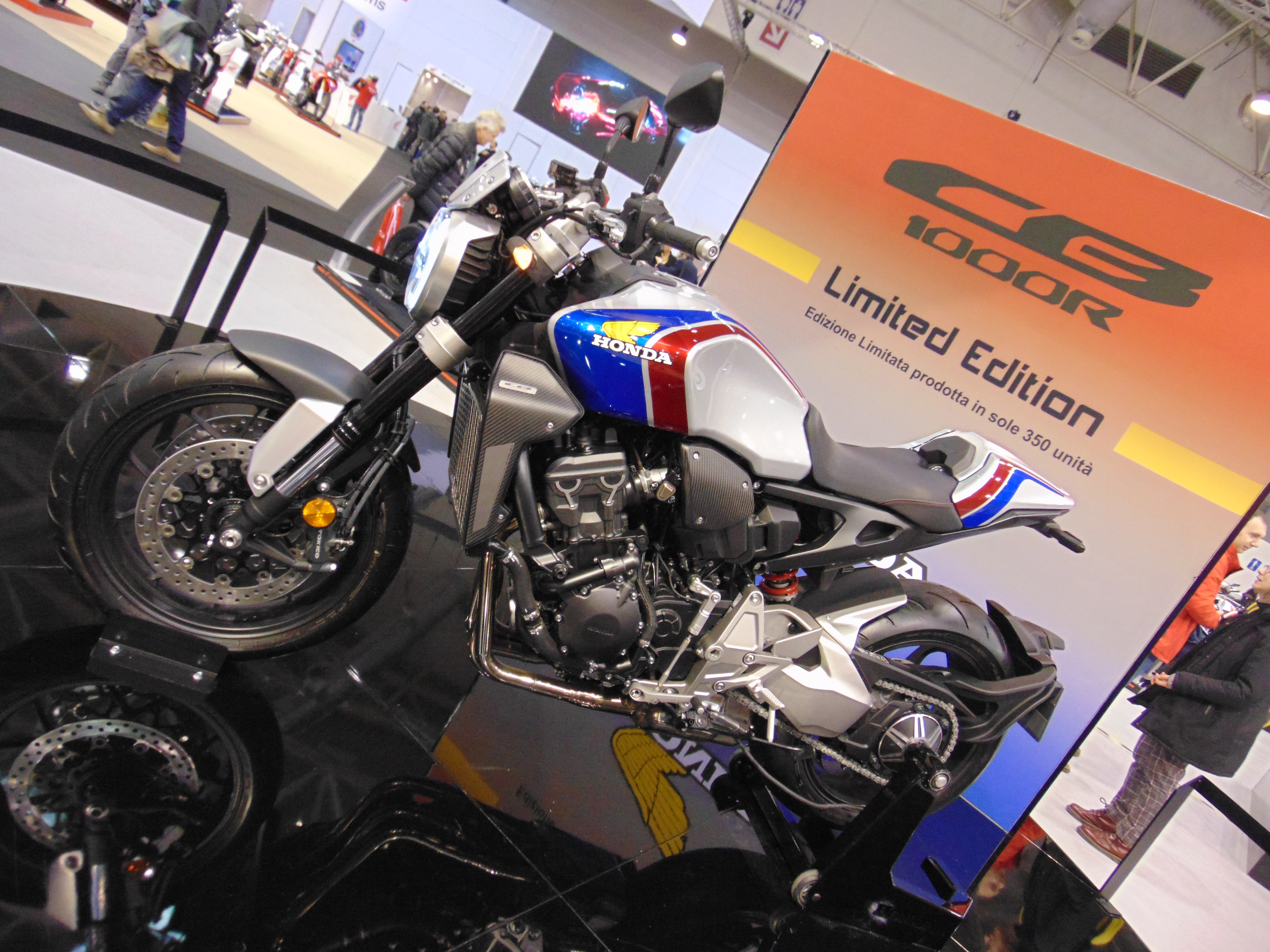
la Honda CB 1000 R.
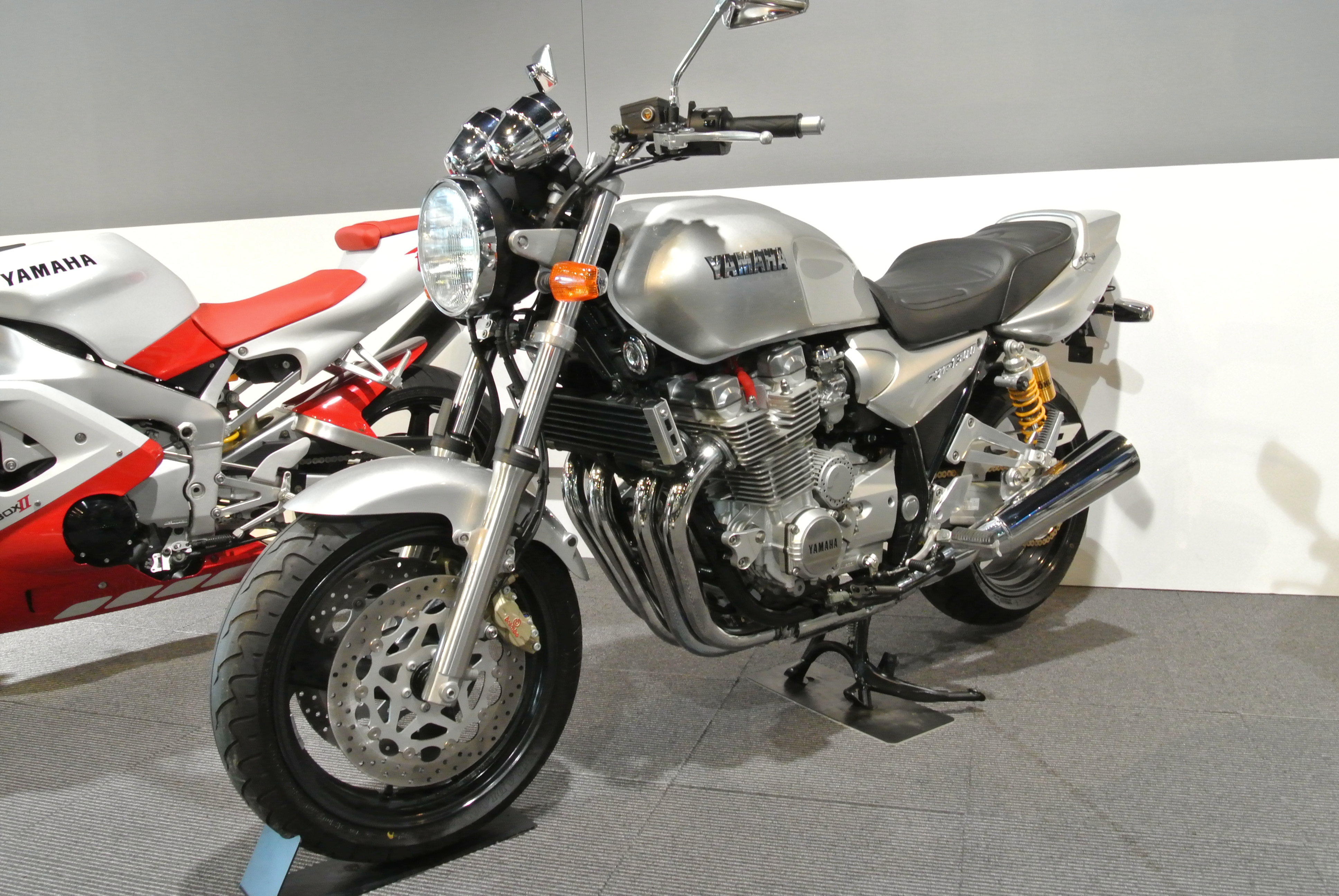
Une Yamaha 1300 XJR de 1998.
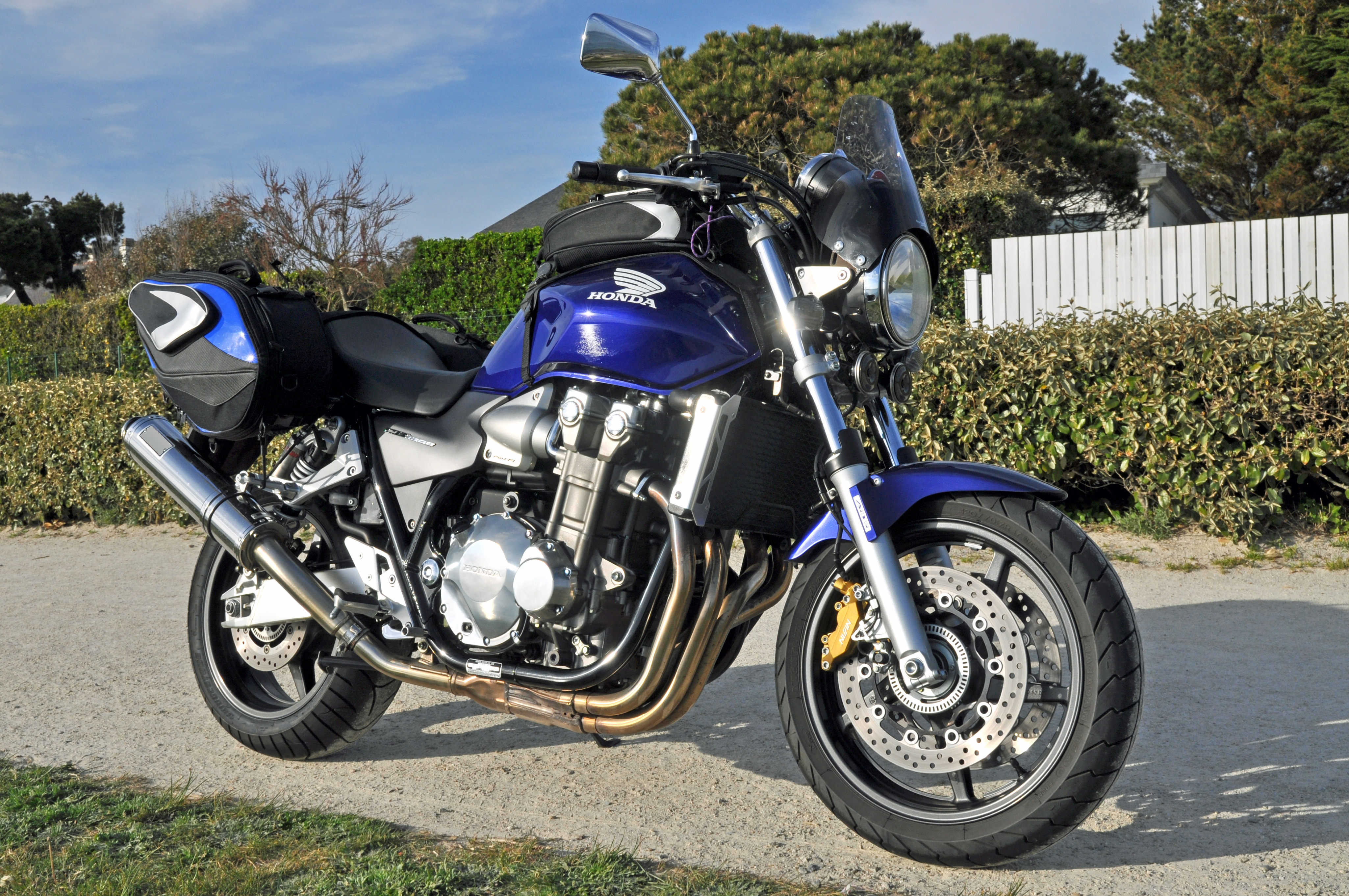
Une Honda CB 1300 de 2007.
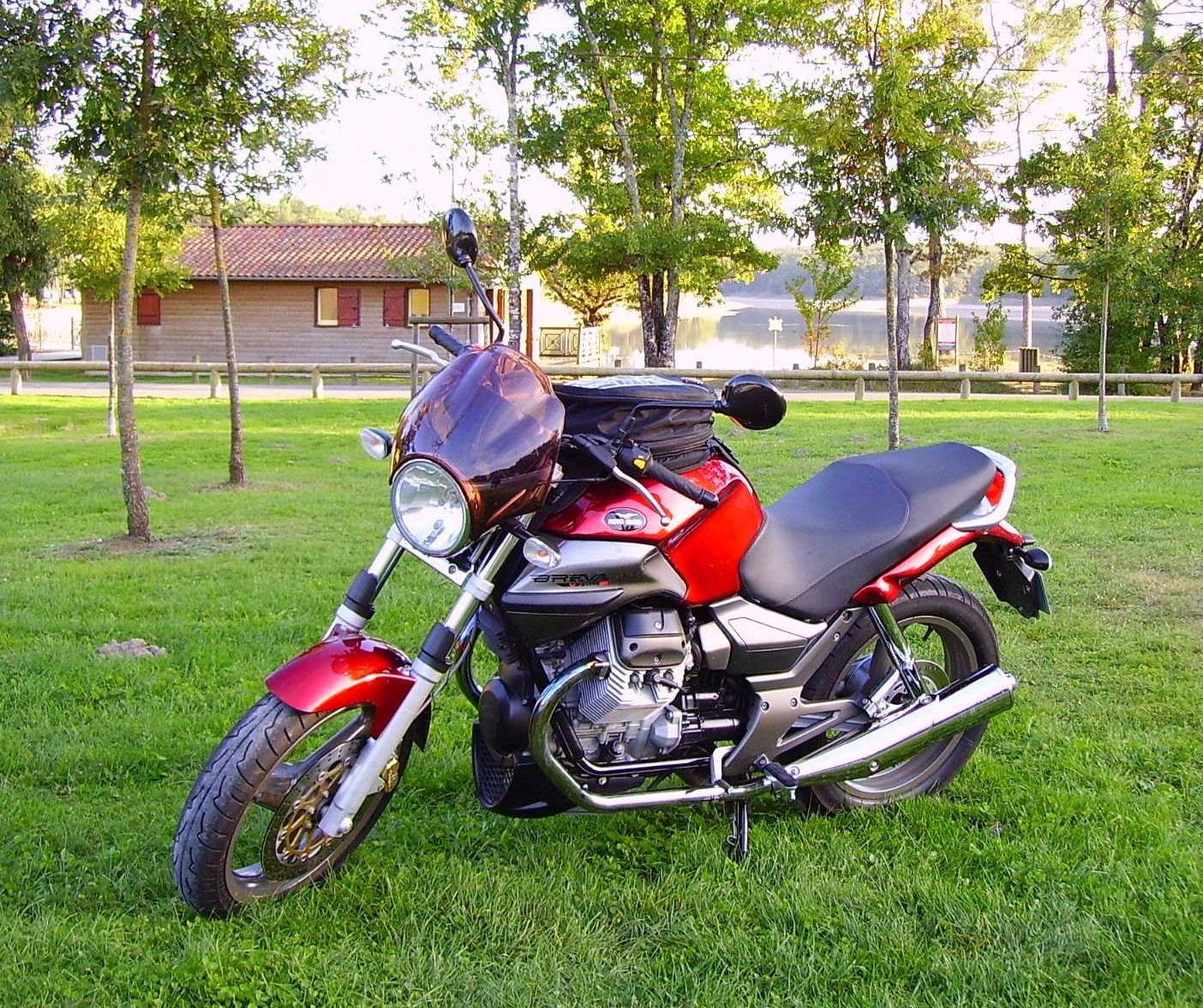
Une Moto Guzzi Breva 750 cm3 de 2003.
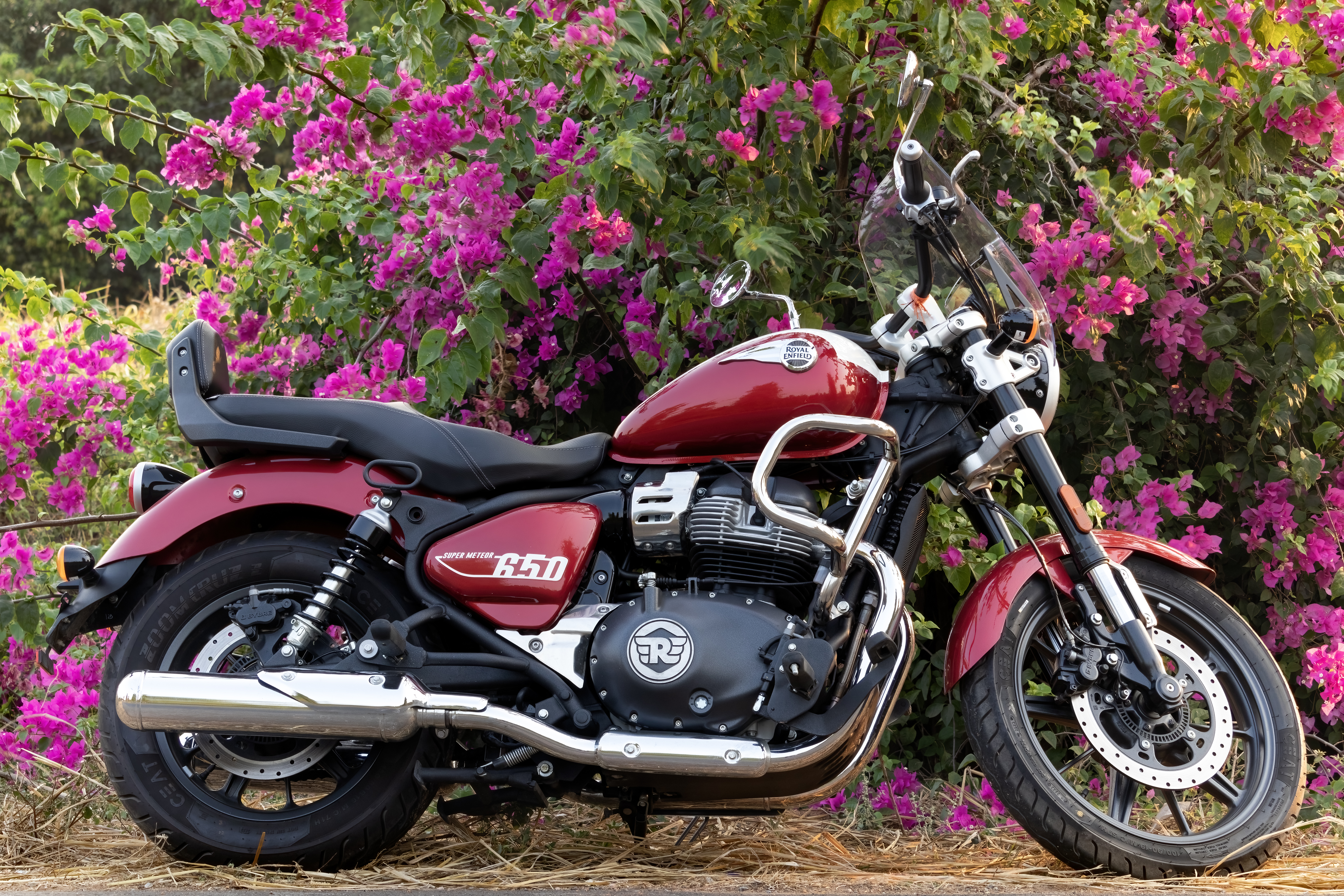
Une Royal Enfield Super Meteor de 650 cm3.
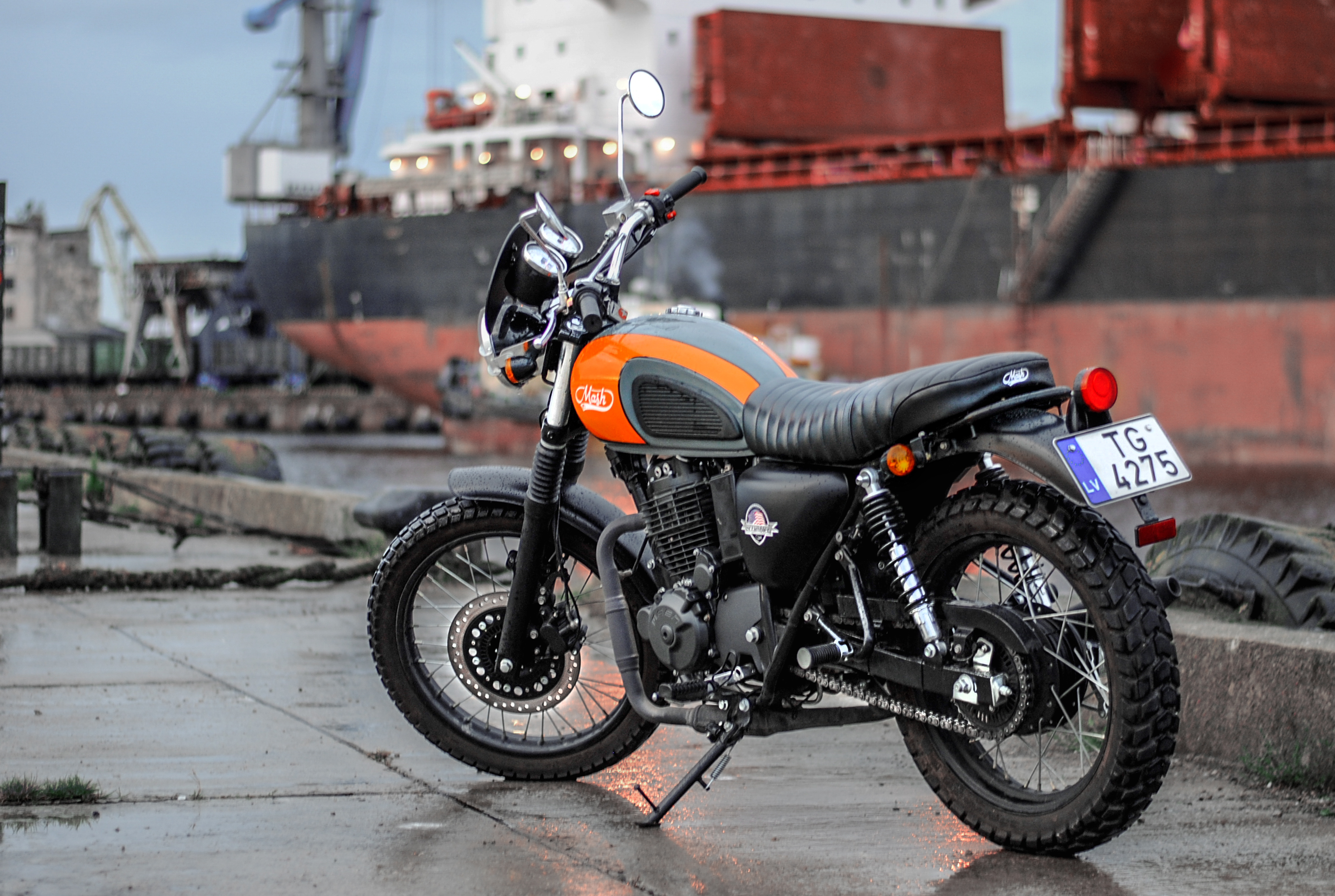
Une Mash Scrambler.
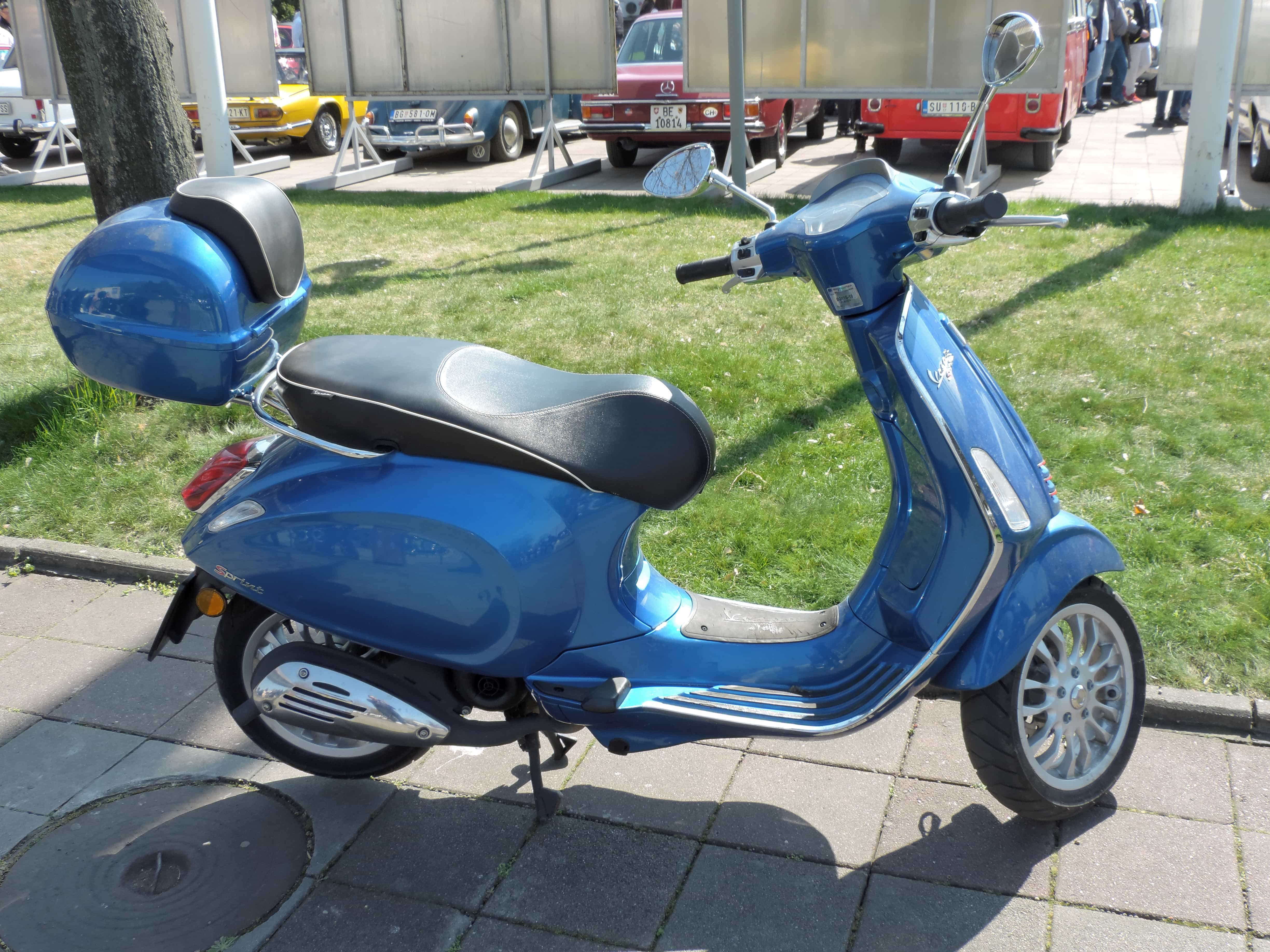
Le Piaggio Vespa Sprint.